# المجتمع والثقافة في عهد سلالة هان الحاكمة

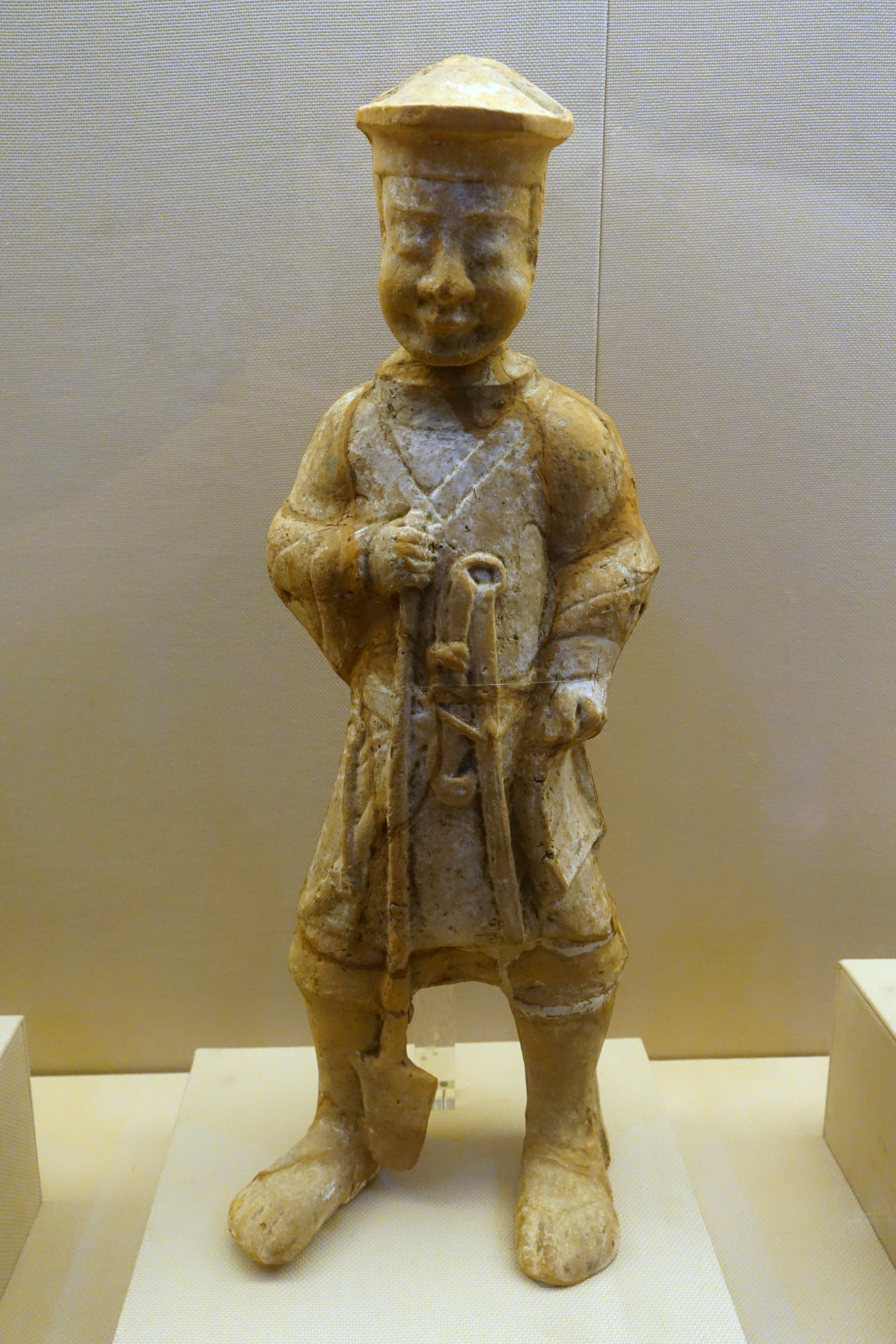
تمثال خزفي صيني من فترة هان الشرقية (25-220 م)، معروض في مُتحف مقاطعة سيتشوان، الصين.

تٌعد سلالة هان الحاكمة (بالإنجليزية: Han dynasty)‏ (206 ق.م، 220 م) عبارة عن سلالة قامت على حكم الإمبراطورية الصينية، حيثُ إنقسمت إلى فترتي هان الغربية (206 ق.م، 9 م) وهان الشرقية (25-220 م)، وذلك عندما كانت العواصم تقع في تشانغآن ولويانغ، على التوالي. أسسها الإمبراطور قاوزو من هان وقاطعها لفترة وجيزة نظام وانغ مانغ (حكم من 9 إلى 23 م).
تٌعد فترة حكم سلالة هان الحاكمة عصر التقدم الاقتصادي والتكنولوجي والثقافي والاجتماعي الكبير في الصين. كان مجتمعها يحكمه إمبراطور يتقاسم السلطة مع البيروقراطية الرسمية والنبلاء شبه الإقطاعيين. حيثُ كانت قوانينها وعاداتها وأدبها وتعليمها تسترشد إلى حد كبير بالفلسفة والنظام الأخلاقي للكونفوشيوسية، ومع ذلك لا يزال من الممكن رؤية تأثير الشرعية والطاوية (من أسرة تشو السابقة).
كان على أعضاء طبقة النبلاء العلماء الذين يطمحون إلى تولي مناصب عامة أن يتلقوا تعليمًا على أساس الكونفوشيوسي. حيثُ أُنشئت أيديولوجية تركيبية جديدة لكونفوشيوسية هان عندما قام الباحث دونغ تشونغشو (179-104 قبل الميلاد) بتوحيد الشريعة الكونفوشيوسية التي يُزعم أن كونغزي، أو كونفوشيوس (551-479 قبل الميلاد)، مع الدورات الكونية للين واليانغ والعناصر الخمسة الصينية.
على الرغم من أن الوضع الاجتماعي للنبلاء والمسؤولين والمزارعين والحرفيين كان يعتبر الأعلى في هرم النظام الاجتماعي، إلا أن رجال الأعمال الأثرياء والناجحين اكتسبوا ثروات هائلة مما سمح لهم بالتنافس على المكانة الاجتماعية حتى مع أقوى النبلاء وأكبر المسؤولين.

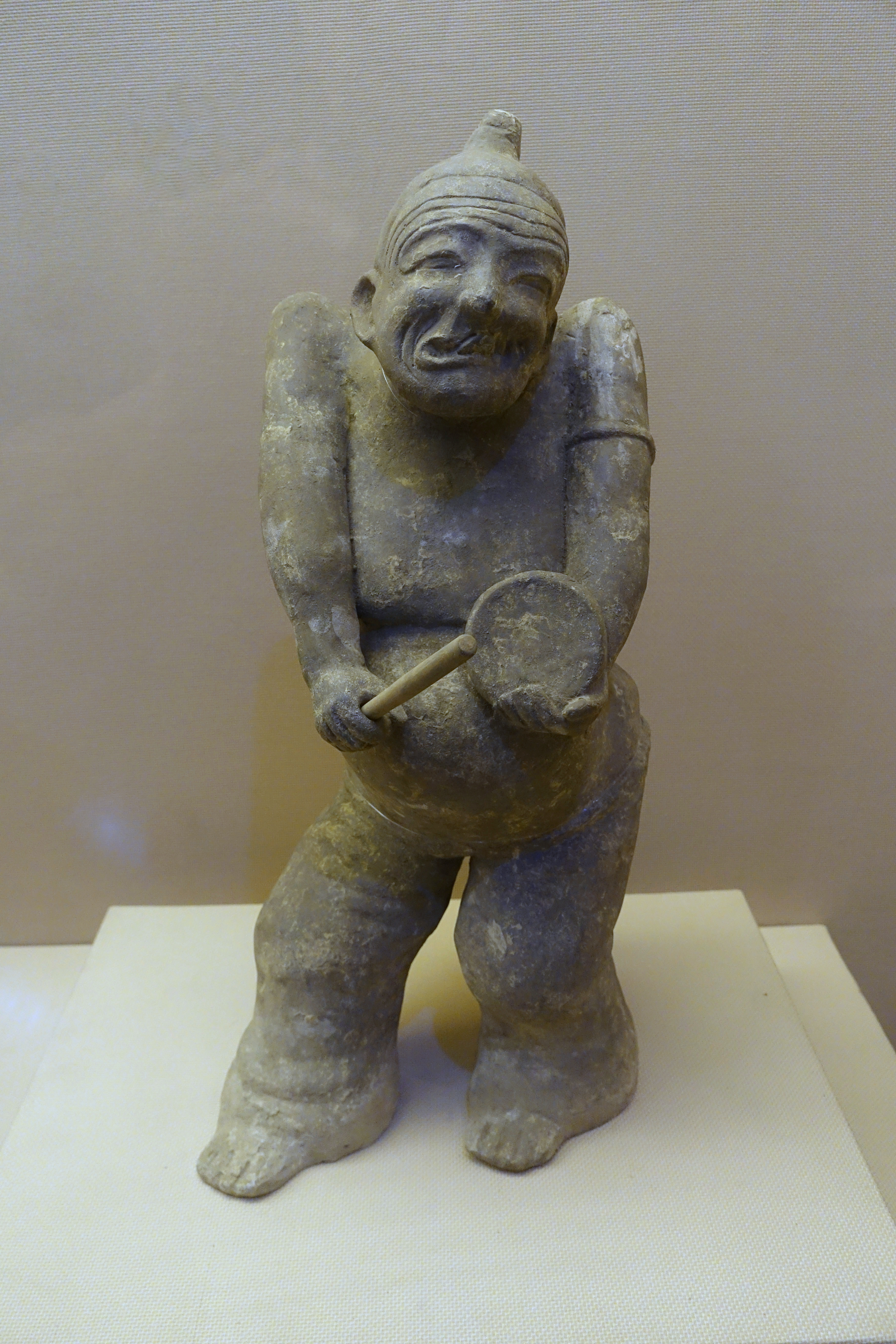
تمثال خزفي صيني من فترة هان الشرقية (25-220 م)، معروض في مُتحف مقاطعة سيتشوان، الصين.

العبيد كانوا في الطبقة السفلى من النظام الاجتماعي، حيث كانت نسبتهم صغيرة بالنسبة لإجمالي السكان. وكانت خدمتهم مرتبطة بممتلكات الأثرياء وأصحاب الأراضي، في حين تمكن الأطباء وعلماء الخفيانية الدينيون العاملون لدى الدولة من كسب عيش كريم. كان الناس من جميع الطبقات الاجتماعية يؤمنون بمختلف الآلهة والأرواح والخالدين والشياطين. بينما تم تنظيم الهان الداويين في مجموعات صغيرة تهتم بشكل أساسي بتحقيق الخلود من خلال وسائل مختلفة، بحلول منتصف القرن الثاني الميلادي، شكلوا مجتمعات دينية هرمية كبيرة تحدت السلطة الإمبراطورية ونظرت إلى لاوتزه (القرن السادس قبل الميلاد) باعتباره نبيًا مقدسًا.

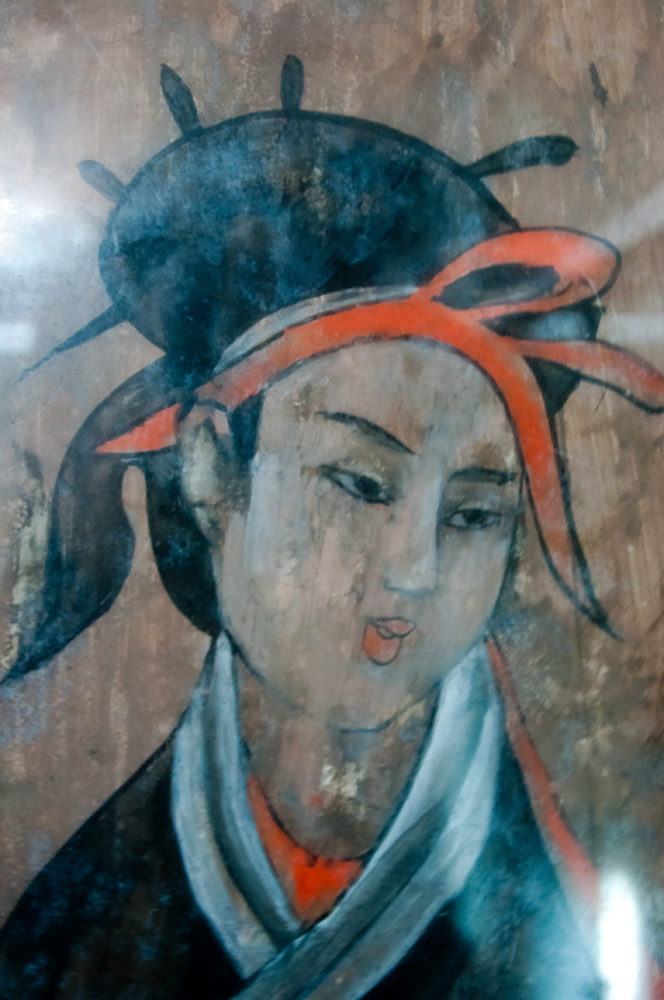
امرأة ذات تسريحة شعر هان الشرقية.

في عصر هان، امتازت الأسرة الصينية النموذجية بأنها تضم عادة أسرة نواة تتألف من متوسط أربعة إلى خمسة أفراد، وهذا عكس السلالات السابقة؛ حيث عاشت أجيال متعددة وأفراد الأسرة الممتدة تحت سقف واحد. كانت هذه الأسر تمتلك طابعًا أبويًا، مما جعل الأب يكون السلطة القائدة في المنزل. وكان الزواج يتم بشكل مدبر بشكل عام، وكان من المألوف أن تنضم الزوجة الجديدة إلى قبيلة زوجها. وكان إنجاب الأبناء ذكورًا مفضلًا على الإناث من أجل الاستمرار في عبادة الأسلاف. على الرغم من التوقعات الكونفوشيوسية التي تفرض على الفتيات والنساء تصرفًا سلبيًا تجاه أقاربهن الذكور، إلا أن الأمهات كان لهن مكانة عائلية أعلى من أبنائهن. وعملت النساء أيضًا في مجموعة متنوعة من المهن داخل وخارج المنزل، واستمتعن بالحماية القانونية. وفيما يتعلق بالإمبراطورة، كانت لها مكانة فوقية على أقاربها الذكور في قبيلتها، ووالدة الإمبراطور "الإمبراطورة الأم" كان لها سلطة تمتد إلى تجاوز قراراته واختيار خلفه في حال عدم تعيينه قبل وفاته.

## العائلة المالكة والأوصياء والنبلاء

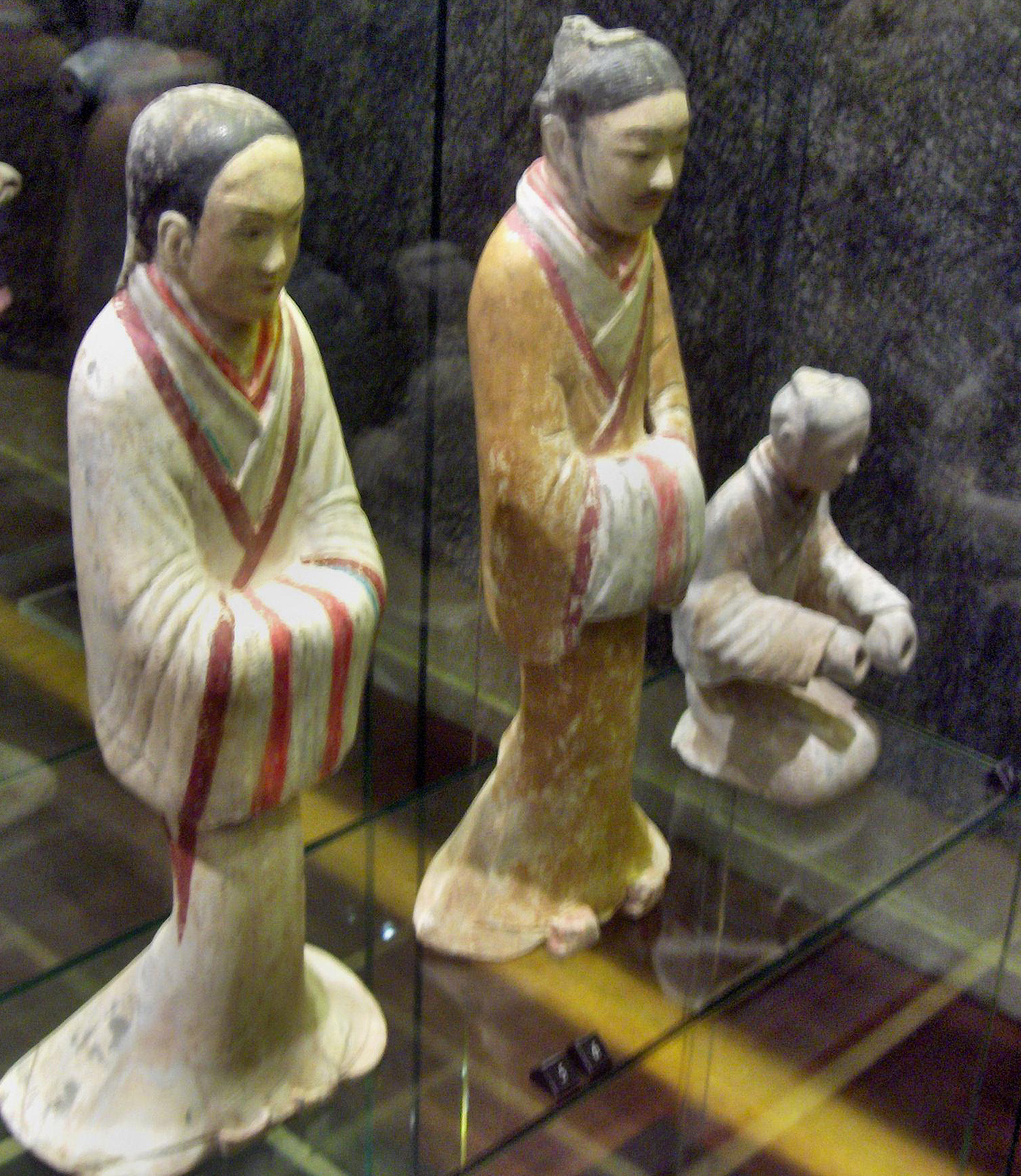
تماثيل فخارية تمثل خادمة ومستشار من الطبقة الإجتماعية الدنيا أو المتوسطة.

- الإمبراطور (بالإنجليزية: the emperor)‏: حيثُ يمثل قمة الهرم المجتمعي، وهو عضو في عائلة ليو، وسليل المؤسس الإمبراطور قاوزو (حكم من 202 إلى 195 قبل الميلاد).[8] ولم يُسمح لرعاياه بمخاطبته بالاسم؛ وبدلاً من ذلك استخدموا إشارات غير مباشرة مثل "تحت درجات العرش" أو "الرئيس".[9] إذا دخل أحد عامة الناس أو وزير الحكومة أو النبيل إلى القصر دون إذن رسمي، كانت العقوبة الإعدام.[10] على الرغم من أن قائد العدل (أحد وزراء الحكومة المركزية التسعة)، كان مسؤولاً عن إصدار الأحكام في قضايا المحاكم، إلا أن الإمبراطور لم يكن لديه القدرة على تجاوز قرار القائد فحسب، بل كانت لديه أيضًا القدرة الوحيدة على صياغة قوانين جديدة أو إلغاء القديمة.[11]

ومن أهم صلاحيات الإمبراطور الإعفاء عن أي شخص ومنح العفو العام. على الرغم من أنه غالبًا ما كان يطيع إجماع الأغلبية من وزرائه في مؤتمرات المحكمة، إلا أن موافقته كانت لا تزال مطلوبة لأي قرار يتعلق بسياسة الدولة، بل إنه رفض في بعض الأحيان رأي الأغلبية.
- الإمبراطورة الأم (بالإنجليزية: the empress dowager)‏: كانت أقوى أقارب الإمبراطور هي الإمبراطورة الأم، وهي أرملة الإمبراطور السابق وعادة ما تكون الأم الطبيعية للإمبراطور.[13] إذا كانت جدة الإمبراطور "الإمبراطورة الأم الكبرى" لا تزال على قيد الحياة خلال فترة حكمه، فقد تمتعت بمكانة أعلى من الإمبراطورة الأم.[13]

غالبًا ما كان الأباطرة يطلبون موافقة الإمبراطورة الأم على قراراتهم. إذا كان الإمبراطور مجرد طفل، فإنه كان يتصرف فقط كرئيس صوري بينما كانت الإمبراطورة الأم تهيمن على سياسات البلاط. لم يكن لها فقط الحق في إصدار المراسيم والعفو، ولكن إذا توفي الإمبراطور دون وريث معين، كان لها الحق الوحيد في تعيين إمبراطور جديد.

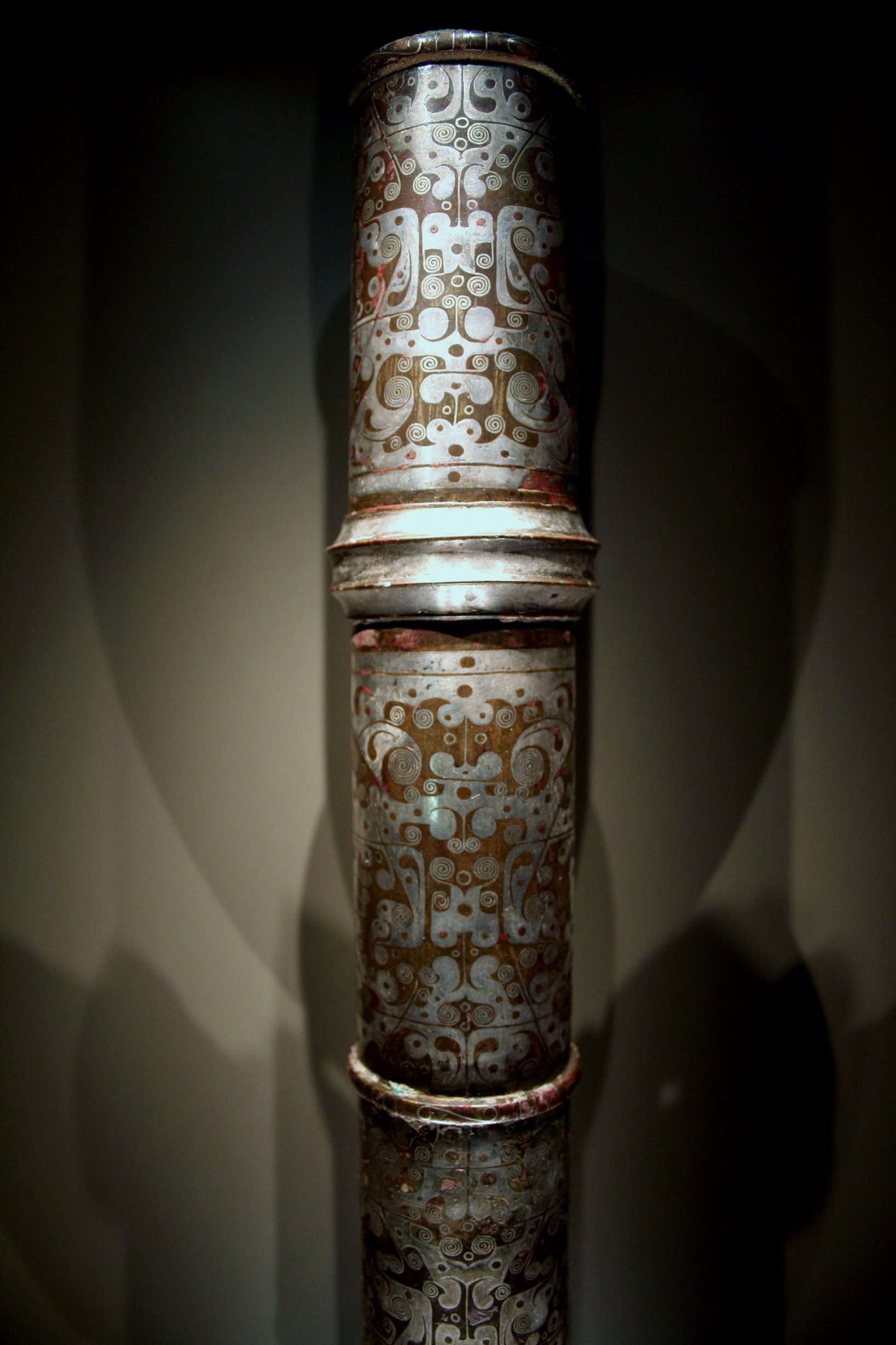
عامود برونزي من عصر هان الغربي مرصع بالفضة ويستخدم لدعم مظلة الشمس؛ كان الأرستقراطيون أثرياء بما يكفي لامتلاك سلع فاخرة مثل هذه.

تحت الإمبراطورة الأم كان الإمبراطورة والمحظيات الإمبراطورية. على الرغم من أنها كانت زوجة الإمبراطور، إلا أن منصب الإمبراطورة في المحكمة لم يكن آمنًا ويمكن للإمبراطور عزلها. ومع ذلك، استمتعت الإمبراطورة بإخضاع المحظيات كمرؤوسين لها، الذين دافعوا عن رفعة أبنائهم على الإمبراطورة على مسؤوليتهم الخاصة.
- الملوك (بالإنجليزية: kings)‏ :في أوائل عهد هان الغربية، أصبح الأقارب الإمبراطوريون وبعض الضباط العسكريين الذين خدموا الإمبراطور قاوزو ملوكًا حكموا إقطاعيات كبيرة شبه مستقلة، ولكن بمجرد وفاة الملوك غير المرتبطين بهم، صدر مرسوم إمبراطوري يحظر جميع أفراد عائلة ليو من خارج الأسرة. من أن يصبحوا ملوكًا.[17] إخوة الإمبراطور، وأبناء عمومته، وأبناء الأخ، وأبناء الإمبراطور "باستثناء الوريث الظاهر" أصبحوا ملوكًا.[17] أصبحت أخوات وبنات الإمبراطور أميرات مع إقطاعيات.[18]

ولكن على الرغم من أن الحكومة المركزية جردت الملوك في نهاية المطاف من السلطة السياسية وعينت موظفيهم الإداريين، إلا أن الملوك لا يزال لديهم الحق في تحصيل جزء من الضرائب في أراضيهم كدخل شخصي وتمتعوا بوضع اجتماعي يحتل مرتبة أدنى بقليل من الإمبراطور. كان لكل ملك ابن معين ليكون وريثًا واضحًا، بينما تم منح أبنائه وإخوته الآخرين رتبة مركيز وحكموا مركيزات صغيرة حيث ذهب جزء من الضرائب إلى محفظتهم الخاصة.
على الرغم من أن الملوك والمركيزات كانوا يتمتعون بالعديد من الامتيازات، إلا أن البلاط الإمبراطوري كان في بعض الأحيان عدوانيًا تجاههم للتحقق من سلطتهم. بدءًا من عهد الإمبراطور قاوزو، تم نقل الآلاف من العائلات النبيلة، بما في ذلك العائلات الملكية في تشي وتشو ويان وتشاو وهان ووي من فترة الممالك المتحاربة ، قسرًا إلى محيط العاصمة تشانغآن . في النصف الأول من هان الغربية، يمكن أيضًا فرض إعادة التوطين على المسؤولين الأقوياء والأثرياء وكذلك الأفراد الذين يمتلكون عقارات تبلغ قيمتها أكثر من مليون نقدًا.
- الوصي (بالإنجليزية: regent)‏: أُنشئ منصب الوصي (المعروف رسميًا باسم القائد العام ) في عهد الإمبراطور وو (الذي حكم من 141 إلى 87، قبل الميلاد) عندما قام بتعيين ثلاثة مسؤولين لتشكيل وصاية ثلاثية على الحكومة المركزية بينما كان الإمبراطور تشاو ( الذي حكم من 141 إلى 87، قبل الميلاد) جلس على العرش.[22]

كان الأوصياء في كثير من الأحيان أقارب للإمبراطور من خلال عائلة الإمبراطورة، لكن من الممكن أن يكونوا أيضًا رجالًا ذوي إمكانيات متواضعة يعتمدون على تفضيل الإمبراطور لتعزيز مناصبهم في المحكمة.
- مسؤول المحكمة (بالإنجليزية: Eunuchs)‏: يمكن لمسؤولين المحكمة الذين حافظوا على حريم القصر أن يحصلوا أيضًا على مستوى مماثل من القوة. غالبًا ما كانوا يأتون من الطبقة الوسطى وكان لديهم روابط بالتجارة.[24]

في هان الغربية، لا يوجد سوى عدد قليل من الأمثلة التي وصل فيها مسؤولي المحكمة إلى السلطة لأن البيروقراطية الرسمية كانت قوية بما يكفي لقمعهم.
بعد أن أصبح مسؤول المحكمة شي شيان رئيسًا لأساتذة الكتابة في القصر، تخلى الإمبراطور يوان (الذي حكم من 48 إلى 33، قبل الميلاد) عن الكثير من سلطته له، حتى سُمح له بوضع السياسات الحيوية والقرارات واحترمها المسؤولون. ومع ذلك، تم طرد شي شيان من منصبه بمجرد تولي الإمبراطور تشنغ (33-7 قبل الميلاد) العرش.
لن يحصل أي مسؤول محكمة في القصر على سلطة مماثلة مرة أخرى إلا بعد عام 92 م، عندما انحاز مسؤولي المحكمة بقيادة تشنغ تشونغ ( الذي توفي عام 107 م) إلى جانب الإمبراطور هي ( الذي حكم من 88 إلى 105 م) في انقلاب للإطاحة بعشيرة دو التابعة للإمبراطورة الأم. اشتكى المسؤولون عندما قام الإمبراطور شون ( الذي حكم من عام 125 إلى 144 م) بمنح مسؤولي المحكمة مثل سون تشينغ (ت 132 م) المركيزات، ولكن بعد عام 135 م، مُنح مسؤولي المحكمة السلطة القانونية لتمرير الإقطاعيات إلى الأبناء المتبنين. على الرغم من أن الإمبراطور لينغ (الذي حكم من ١٦٨ إلى ١٨٩ م) تخلى عن قدر كبير من السلطة لمسؤولي المحكمة تشاو تشونغ (الذي توفي عام ١٨٩ م) وتشانغ رانج (الذي توفي عام ١٨٩ م)، إلا أن مسؤولي المحكمة ذبحوا في عام ١٨٩ م عندما قام يوان شاو (ت ١٨٩ م) بذبح مسؤولي المحكمة في عام ١٨٩ م. 202 م) عندما حاصر واقتحم قصور لويانغ.

## العلماء والمسؤولون النبلاء

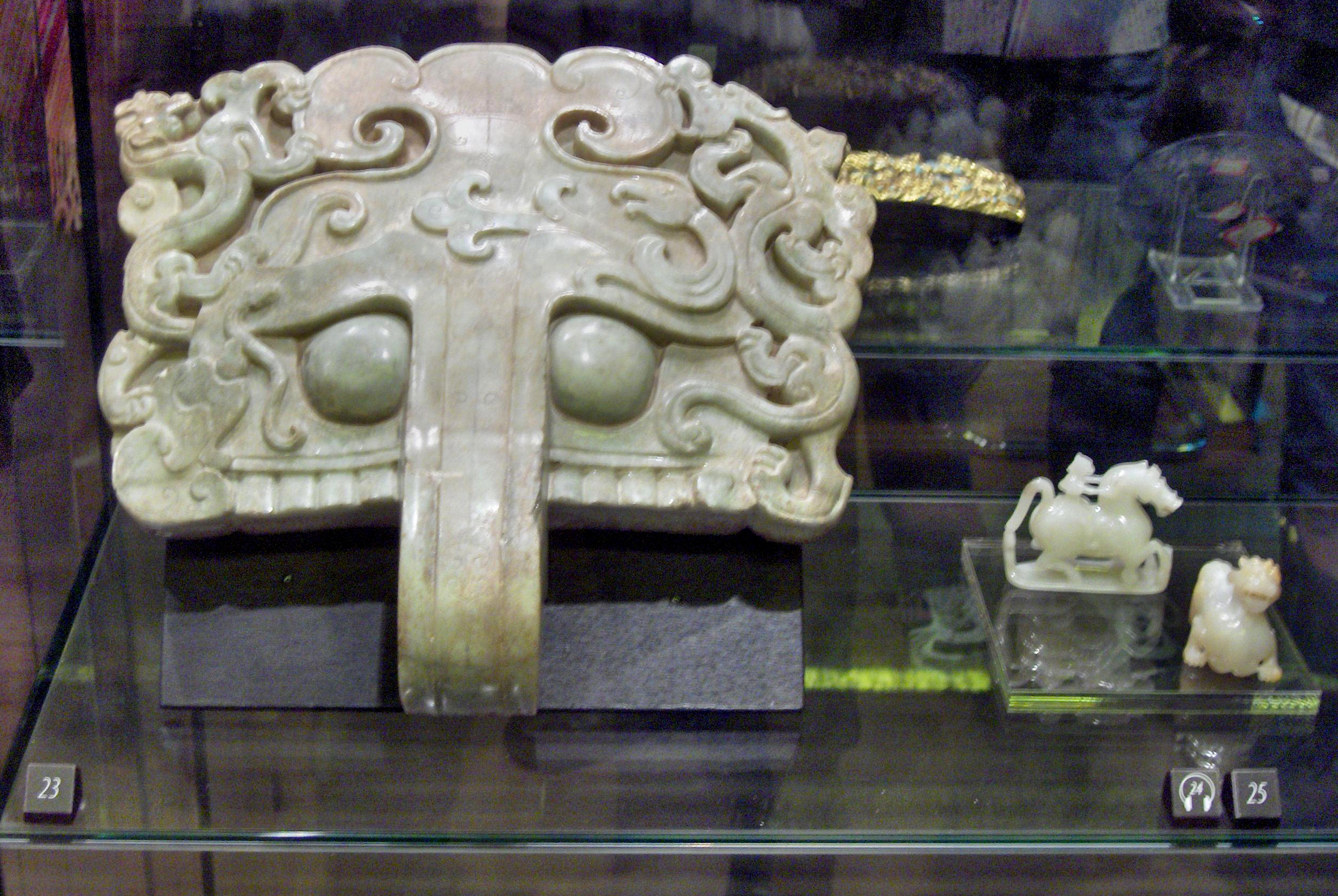
مطرقة باب منحوتة من اليشم الغربي مع تصميمات للتنانين الصينية.

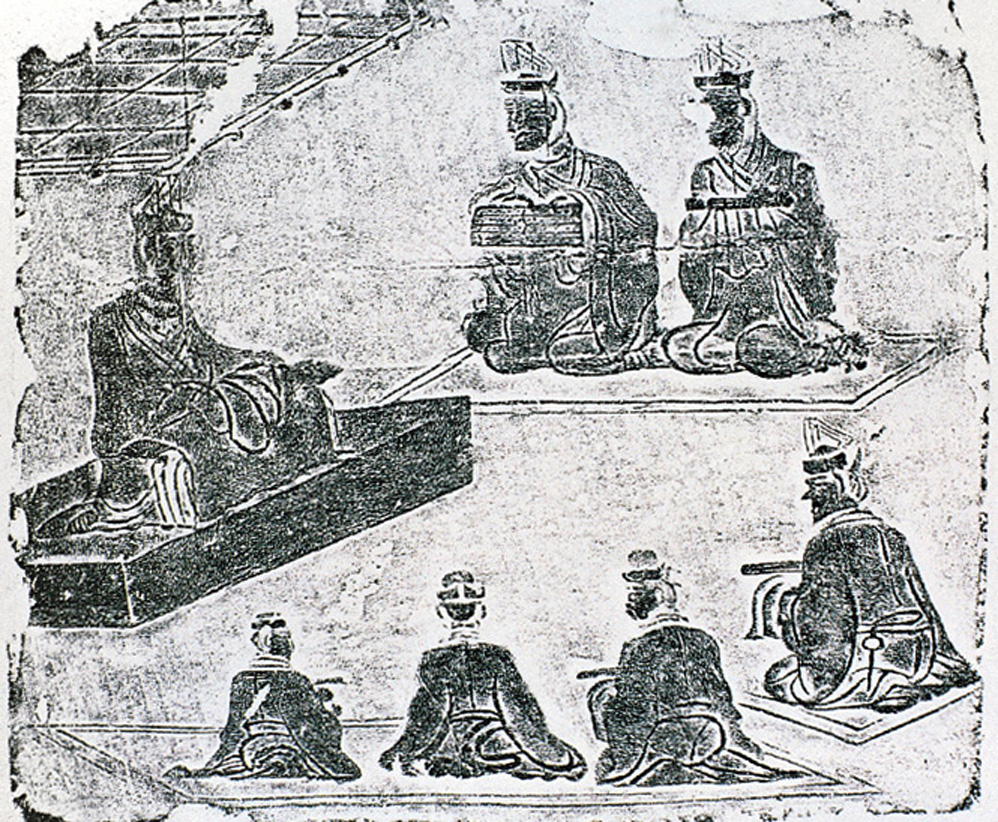
صُوّرة العلماء على الطوب المصور من عهد أسرة هان.

كان أولئك الذين خدموا في الحكومة يتمتعون بمكانة متميزة في مجتمع الهان، وكان ذلك أقل من طبقة النبلاء بدرجة واحدة فقط، وكان بعض كبار المسؤولين أيضًا من النبلاء وكان لديهم إقطاعيات. حيثُ كان لا يمكن القبض عليهم بتهمة ارتكاب جرائم ما لم يحصلوا على إذن من الإمبراطور. إلا أنه، عندما قُبض على المسؤولين، تم سجنهم وتقييدهم مثل عامة المجتمع ودون أي تمييز. وأيضاََ كانت عقوباتهم الصادرة من المحكمة يجب أن تحظى بموافقة الإمبراطور.
لم يكن المسؤولون معفيين من الإعدام، ومع ذلك فقد أتيحت لهم في كثير من الأحيان فرصة الانتحار كبديل عن الإعدام تكريماََ لمكانتهم.
- أصحاب السعادة الثلاثة (بالإنجليزية: Three Excellencies)‏: كانت أعلى المناصب هي أصحاب السعادة الثلاثة، باستثناء المعلم الأكبر، وهو المنصب الذي تم شغله بشكل غير منتظم.[36] تغيرت الألقاب والوظائف الفردية لأصحاب السعادة الثلاثة من هان الغربية إلى هان الشرقية. ومع ذلك، ظلت رواتبهم السنوية ما يُقارب (10000، دان) من الحبوب، وتم استبدالها إلى حد كبير بالمدفوعات نقدًا والسلع الفاخرة مثل الحرير.[37]
- الوزراء التسعة (بالإنجليزية: Nine Ministers)‏: يأتي منصب الوزراء التسعة مباشرة بعد منصب أصحاب السعادة الثلاثة، كل منهم يرأس مكتبًا حكوميًا رئيسيًا ويحصل على 2000 بوشل سنويًا.[32] وكان موظفو الحكومة الأقل أجراً يحصلون على ما يعادل 100 بوشل سنوياً.[38] حيثُ كان الحصول على إجمالي الثروة الخاضعة للضريبة المقدرة بمائة ألف قطعة نقدية شرطًا أساسيًا لشغل هذا المنصب.[39] تم تخفيض هذا المبلغ إلى أربعين ألف قطعة نقدية في (عام 142 قبل الميلاد)، ولكن منذ عهد الإمبراطور وو فصاعدًا، لم تعد هذه السياسة مطبقة.[39]

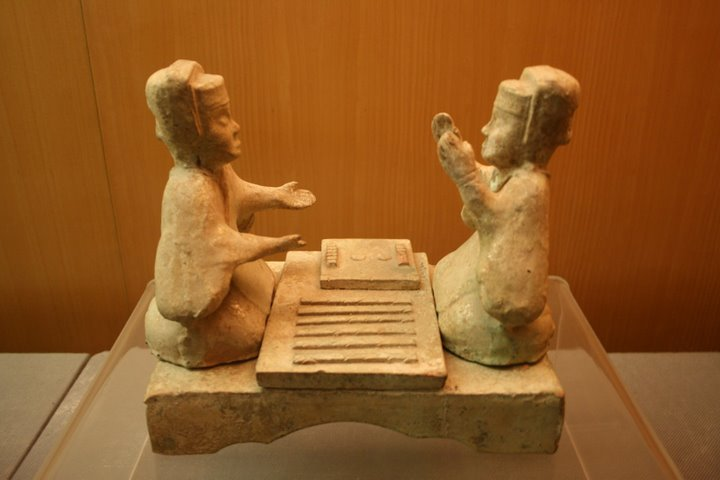
تماثيل هان الفخارية لطبقة النبلاء، حيثُ يلعبون ويتجادلون حول لعبة اللوحة التكهنية ليوبو.

بدأ نظام التوصية في هان الغربية، حيثُ قدم المسؤولون المحليون مقترحات إلى العاصمة بشأن أي من مرؤوسيهم هم المرشحون المؤهلون لشغل هذا المناصب؛ أدى هذا إلى إنشاء علاقة تُسمى "علاقة الراعي والعميل" بين الرؤساء السابقين والمرشحين الناجحين. مع تعزيز هيبة عشيرة القرين في عهد الإمبراطورة الأم دو (ت 97 م)، جمعت سلسلة من الأوصياء من عشيرتها وآخرين عددًا كبيرًا من العملاء الذين كانت فرص ترقيتهم تتوقف على البقاء السياسي لعشيرة الإمبراطورة الأم، والتي كانت في كثير من الأحيان قصيرة الأجل. وبصرف النظر عن العلاقات بين الراعي والعميل، يمكن للمرء استخدام الروابط العائلية لتأمين منصبه.

أشارت "باتريشيا إيبري" أنه في هان الغربية كان الوصول إلى المناصب العامة والترقية من خلال الحراك الاجتماعي مفتوحًا لقطاع أكبر من السكان مقارنة بهان الشرقية. حيثُ كان ثلث المسؤولين الحكوميين في حكومة هان الشرقية الذين وردت سيرتهم الذاتية في كتاب هان اللاحق (البالغ عددهم مائتين وخمسين) أبناء أو أحفاد مسؤولين، بينما جاء الخمس من عائلات إقليمية بارزة أو كان لديهم أسلاف خدموا كمسؤولين.

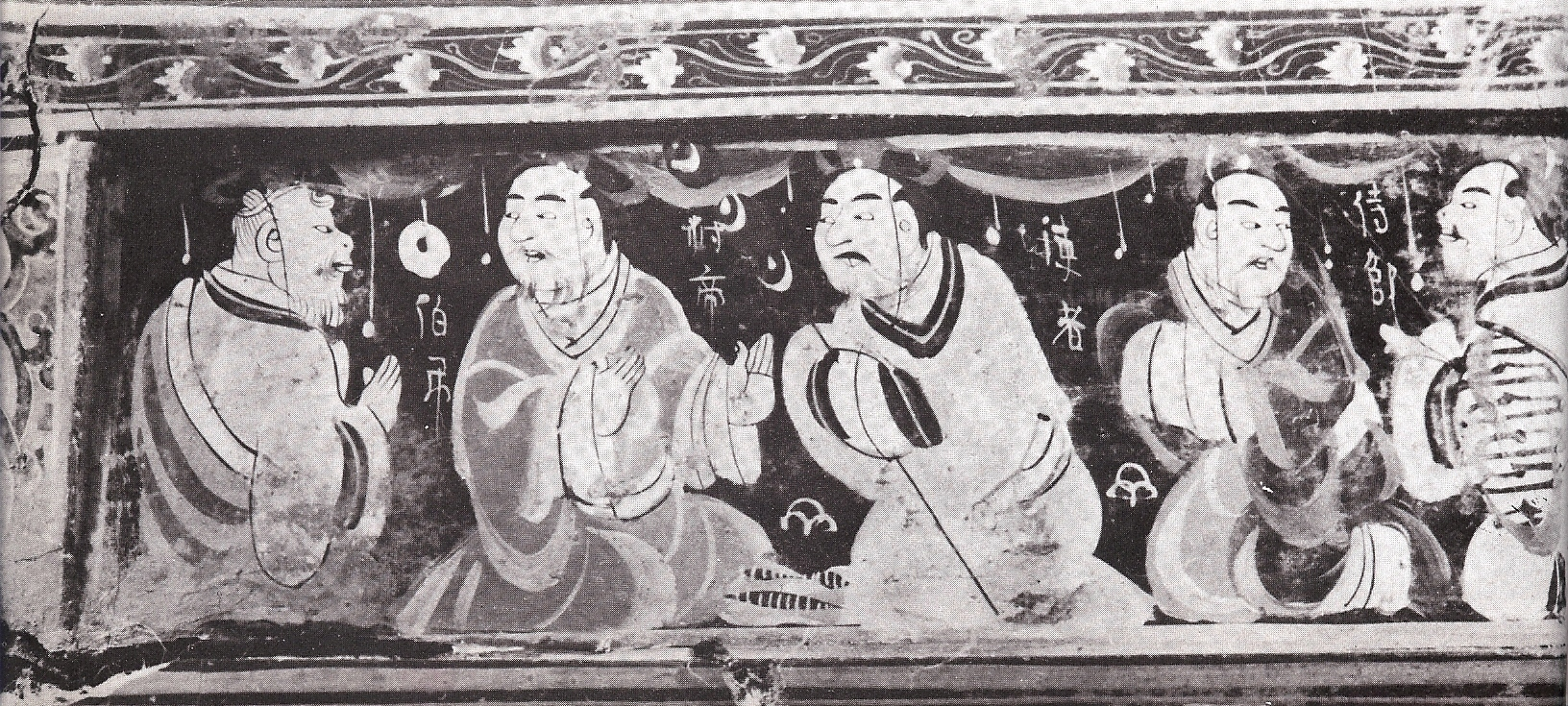
نماذج من طاعة الأبناء مرسومة على صندوق سلال مطلي بالورنيش، أُستخرج من مقبرة هان الشرقية في ما كان يعرف باسم قيادة ليلانغ الصينية (في كوريا الشمالية الحديثة).

أُشير إلى أن طوال ستة وأربعين عامًا من أصل مائة وعشر سنوات بين عامي (86 -196 م)، شغل أحد أعضاء عشيرة يوان أو يانغ منصبًا واحدًا على الأقل من أصحاب السعادة الثلاثة.
بدأ العديد من مسؤولي الحكومة المركزية حياتهم المهنية كضباط مرؤوسين للإدارات على مستوى القيادة . حيثُ أن هنالك حالات نادرة فقط (أي تنطوي على الجدارة العسكرية أثناء التمردات في أواخر هان الشرقية ) عندما تقدم الضباط المرؤوسون من الإدارات على مستوى المقاطعة إلى مستوى الحكومة المركزية. وحتى لو حصل المرء على منصب بهذه الوسائل، فلا يزال من المتوقع أن يتمتع المسؤول بالكفاءة، وبالتالي أصبح التعليم الرسمي السمة المميزة لأولئك الذين يطمحون إلى شغل منصب عام.

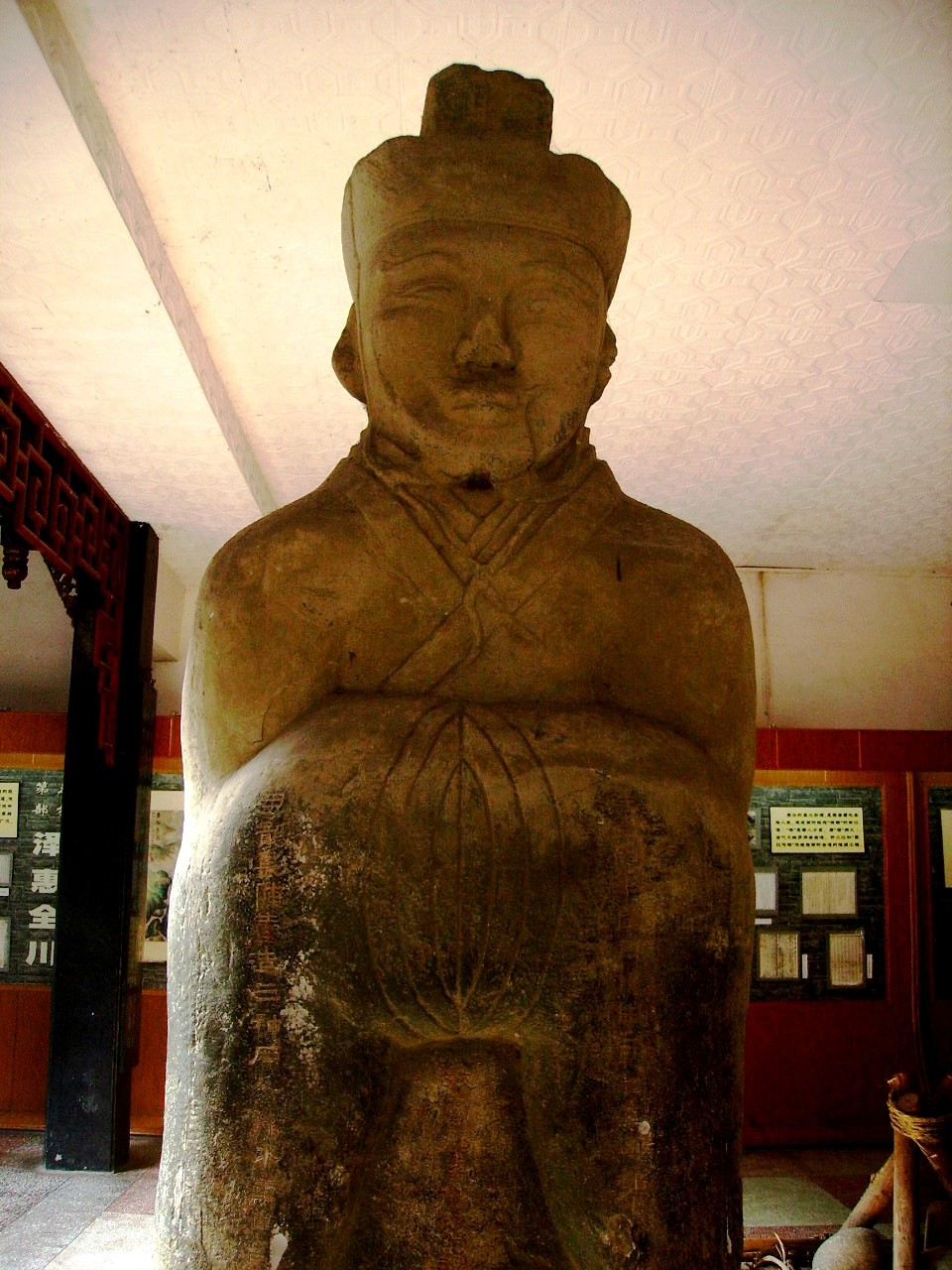
تمثال حجري من هان الشرقية يصور لي بينغ (من القرن الثالث قبل الميلاد) مرتديًا قبعة ورداء مسؤول في دوجيانغيان، سيتشوان.

أُنشئت الجامعة الإمبراطورية (بالإنجليزية: the Imperial University)‏ في (عام 124، قبل الميلاد)، وكانت تستوعب في ذلك الوقت خمسين تلميذًا فقط، ولكن بحلول القرن الثاني الميلادي وصل عدد الطلاب إلى حوالي ثلاثين ألفًا. يمكن للإمبراطور تعيين هؤلاء الطلاب في مناصب حكومية مختلفة وفقًا لدرجات امتحاناتهم.
على الرغم من انخفاض الحراك الاجتماعي لأولئك الذين ينتمون إلى العشائر الأقل شهرة، أصبحت النخب المحلية أكثر اندماجًا في البنية الاجتماعية للطبقة العليا على مستوى البلاد خلال فترة هان الشرقية، وبالتالي توسيع تصنيف المنتمين إلى الطبقة العليا. تتألف طبقة النبلاء الناشئة (والتي أصبحت موحدة بالكامل خلال فترة هان الشرقية) من العلماء والمعلمين والطلاب والمسؤولين الحكوميين العاطلين عن العمل. هؤلاء الرجال، على الرغم من انفصالهم جغرافيًا وتورطهم في الأنشطة المحلية، ينظرون إلى أنفسهم على أنهم مشاركين في الشؤون الوطنية الأوسع المتعلقة بالسياسة والمنح الدراسية. لقد أدركوا القيم المشتركة المتمثلة في طاعة الوالدين، والاحترام، والتأكيد على الدراسة في الكلاسيكيات الخمسة حول تولي المناصب العامة.
أُجبر الإمبراطوران يوان وتشينغ على التخلي عن مخططات إعادة توطين المسؤولين وعائلاتهم حول مستوطنة المقابر الملكية في 40 قبل الميلاد و15 قبل الميلاد على التوالي؛ على عكس أيام الإمبراطور وو، يؤكد المؤرخ تشو يون هسو أنه في هذه المرحلة كان للمسؤولين والعلماء تأثير كبير في كل من السياسة المحلية والوطنية لدرجة أن نقلهم قسراً أصبح أمرًا لا يمكن تصوره.
في عرض للتضامن ضد تدخل مسؤولي الحكومة في سياسة المحكمة مع الانقلاب على الوصي ليانغ جي (ت 159 م)، اندلع احتجاج طلابي واسع النطاق حيث خرج طلاب الجامعة الإمبراطورية إلى الشوارع وهتفوا بأسماء مسؤولي الحكومة الذين عارض.
ولكن بتحريض من مسؤولي الحكومة، بدأ الإمبراطور هوان (الذي حكم من عام 146 إلى عام 168 م) الحظر الحزبي في (عام 166 م)، وهو حظر واسع النطاق ضد لي ينغ ورفاقه في الجامعة الإمبراطورية وفي المقاطعات من عقد المكتب المسمى بالحزبيين. مع انتحار الوصي دو وو (ت 168 م) في مواجهته مع مسؤولي الحكومة بعد وقت قصير من وضع الإمبراطور لينغ (حكم 168–189 م) على العرش، منع مسؤولي الحكومة مئات آخرين من شغل المناصب أثناء بيع المكاتب في البلاد. اعتبر العديد من طبقة النبلاء أن الحياة الأخلاقية والعلمية أسمى من تولي المناصب، وبالتالي رفضوا الترشيحات للعمل في المحكمة. حتى لُغيت في عام 184 م (لحشد دعم طبقة النبلاء ضد تمرد العمامة الصفراء)، حيثُ خلقت المحظورات الحزبية جزءًا كبيرًا مستقلاً وساخطًا من طبقة النبلاء الذين لم يعودوا ببساطة إلى الحياة المنعزلة في مسقط رأسهم، بل حافظوا على اتصالاتهم مع الآخرين. مع الاعتراف بأن طبقة النبلاء كانت قادرة على التجنيد واعتماد نفسها، أنشأ المستشار كاو كاو (155-220 م) نظام التسع رتب؛ حيثُ تقوم شخصية نبلاء متميزة في كل مقاطعة وقيادة بتعيين السادة المحليين رتبة تستخدمها الحكومة، وذلك من أجل تقييم المرشحين للمناصب.

## المزارعون وأصحاب الأراضي

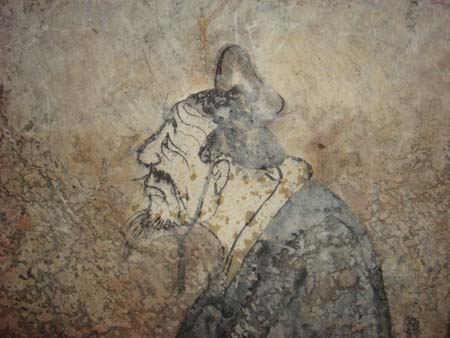
لوحة جدارية هان الغربية، تصور كونفوشيوس (ولاوزي)، من قبر مقاطعة دونغبينغ، مقاطعة شاندونغ، الصين.

وُجد العديد من العلماء الذين احتاجوا إلى أموال إضافية للتعليم أو تنافسوا على مناصب سياسية أن الزراعة مهنة محترمة، على الرغم من تواضعها، لم يكن ينظر إليها بازدراء من قبل زملائها من طبقة النبلاء. كان بإمكان النبلاء والمسؤولين والتجار الأثرياء امتلاك الأراضي، لكنهم في كثير من الأحيان لم يزرعوها بأنفسهم وكانوا يتصرفون فقط كمالكين غائبين أثناء إقامتهم في المدينة. لقد اعتمدوا في الغالب على المزارعين المستأجرين الفقراء الذين دفعوا الإيجار على شكل ما يقرب من خمسين بالمائة من إنتاجهم مقابل الأرض والأدوات وحيوانات الجر ومنزل صغير.
وُظف العمال المأجورين والعبيد في عقارات الأثرياء، على الرغم من أنهم لم يكونوا بعدد المستأجرين. خلال فترة هان الغربية، كان المزارعون المستقلون الصغار يمثلون غالبية الفلاحين الزراعيين، ومع ذلك فإن كفاحهم الاقتصادي للبقاء مستقلين خلال أوقات الحرب والكوارث الطبيعية والأزمات دفع الكثيرين إلى الديون واللصوصية والعبودية، وزاد بشكل كبير عدد المستأجرين الذين لا يملكون أرضًا بواسطة أواخر هان الشرقية.
كان الوضع الاجتماعي للمزارعين المستقلين الفقراء أعلى من المستأجرين والعمال المأجورين، ولكنه أقل من وضع ملاك الأراضي الأثرياء. بينما كان ملاك الأراضي الأثرياء يوظفون المستأجرين والعمال المأجورين، كان ملاك الأراضي الذين يديرون عقارات صغيرة ومتوسطة الحجم يعملون في كثير من الأحيان كمديرين لأبنائهم الذين يحرثون الحقول وبناتهم الذين ينسجون الملابس ويعملون في تربية دودة القز لإنتاج الحرير للمنزل أو بيعه في السوق.
خلال فترة هان الغربية، كان الفلاحون يشكلون غالبية أولئك الذين جندتهم الحكومة لأداء أعمال السخرة أو الواجبات العسكرية. بالنسبة لخدمة العمل، جُنِّد الذكور الذين تتراوح أعمارهم بين خمسة عشر وستة وخمسين عامًا لمدة شهر واحد من العام للعمل في مشاريع البناء وأداء واجبات أخرى في قياداتهم ومقاطعاتهم.
أما الإلتزام العسكري كان على جميع الذكور الذين يبلغون من العمر ثلاثة وعشرين عامًا أن يتدربوا لمدة عام واحد في أحد فروع الجيش الثلاثة: المشاة أو سلاح الفرسان أو البحرية . وذلك حتى بلوغهم سن السادسة والخمسين، كان عليهم أداء سنة واحدة من الخدمة الفعلية كقوات مرسلة لحراسة الحدود من البدو الرحل المعادين أو للعمل كحراس في العاصمة.
أُجريت تغييرات كبيرة على هذا النظام خلال هان الشرقية؛ يمكن للفلاحين دفع ضريبة التنقل إذا أرادوا تجنب التزام العمل لمدة شهر واحد، حيث أصبح العمل المأجور أكثر شعبية في البناء والمشاريع الأخرى. وكان من الممكن تجنب التزام الخدمة العسكرية إذا دفع الفلاح ضريبة التنقل، حيث أصبح جيش هان الشرقية قوة تطوعية إلى حد كبير. كما تمكن عامة الناس مثل التجار من الانضمام إلى الجيش.

## الحرفيون والفنانون

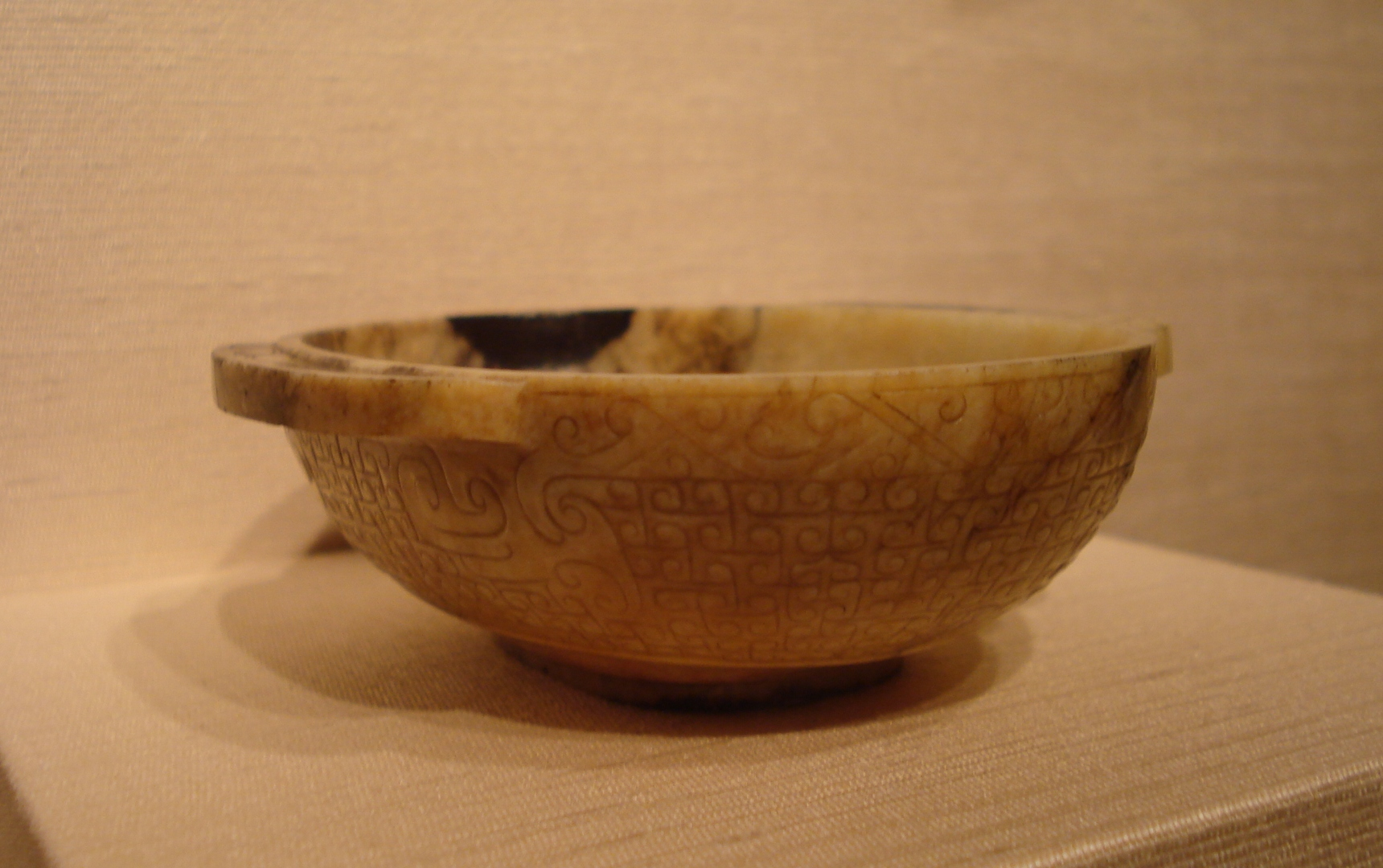
كأس نبيذ غربي محفور باليشم؛ حيثُ كان نحت اليشم أحد المهن العديدة التي مارسها الحرفيون.

كان للحرفيين والفنانين خلال عهد هان وضع إجتماعي وإقتصادي مقارنة بوضع المزارعين والتجار. ومع ذلك، تمكن البعض من الحصول على دخل ثمين، مثل أحد الحرفيين الذي كان يصنعُ السكاكين والسيوف، وكان قادرًا على تناول طعام النبلاء والمسؤولين.
كما تمتع الحرفيون والحرفيون بوضع قانوني يفوق وضع التجار. على، حيثُ سمح القانون للحرفيين بارتداء الحرير الفاخر، وركوب الخيل، وركوب العربات. ولم تكن هناك أيضًا قوانين تمنع الحرفيين من أن يصبحوا مسؤولين. رفض رسام حرفي كان يعمل في الأكاديمية الإمبراطورية العديد من العروض للترشح لمناصب عامة. في المقابل، فإن البيروقراطي الذي قام بتعيين تاجر كمسؤول يمكن أن يتعرض للعزل من منصبه، في حين تجنب البعض الترشيحات بسبب أنهم تجار.
على الرغم من الامتيازات القانونية التي يتمتعون بها على عمل التجار، إلا أن علماء الهان الكونفوشيوسيين اعتبروا عمل الحرفيين ذا أهمية ثانوية بالنسبة لعمل المزارعين. حيثُ يرجع هذا إلى حد كبير إلى أن العلماء والمسؤولين لم يتمكنوا من البقاء بدون منتجات المزارع والضرائب المدفوعة على الحبوب.
إعتمدت الحكومة على الحبوب الخاضعة للضريبة لتمويل حملاتها العسكرية وخزنت فائض الحبوب للتخفيف من حدة المجاعة المنتشرة خلال أوقات ضعف الحصاد. على الرغم من الأهمية الممنوحة للمزارعين، إلا أن علماء الكونفوشيوسية قبلوا أن الحرفيين يؤدون دورًا اقتصاديًا حيويًا. تم رفض هذا الرأي فقط من قبل أقلية صغيرة من الشروعيين، الذين دافعوا عن مجتمع يتكون من الجنود والمزارعين فقط، وبعض الطاويين الذين أرادوا أن يعيش الجميع في قرى مكتفية ذاتيًا وبدون مصالح تجارية.
يُمكن أن يعمل الحرفيون في القطاع الخاص أو يمكنهم العمل في الحكومة. بينما كانت الورش الحكومية تستخدم المدانيين، وعمال السخرة، والعبيد المملوكين للدولة لأداء مهام صغيرة، بينما كان الحرفي الرئيسي يحصل على دخل كبير مقابل عملهِ في إنتاج العناصر الفاخرة مثل المرايا البرونزية والأواني المطلية بالورنيش.

## التجار والصناعيون

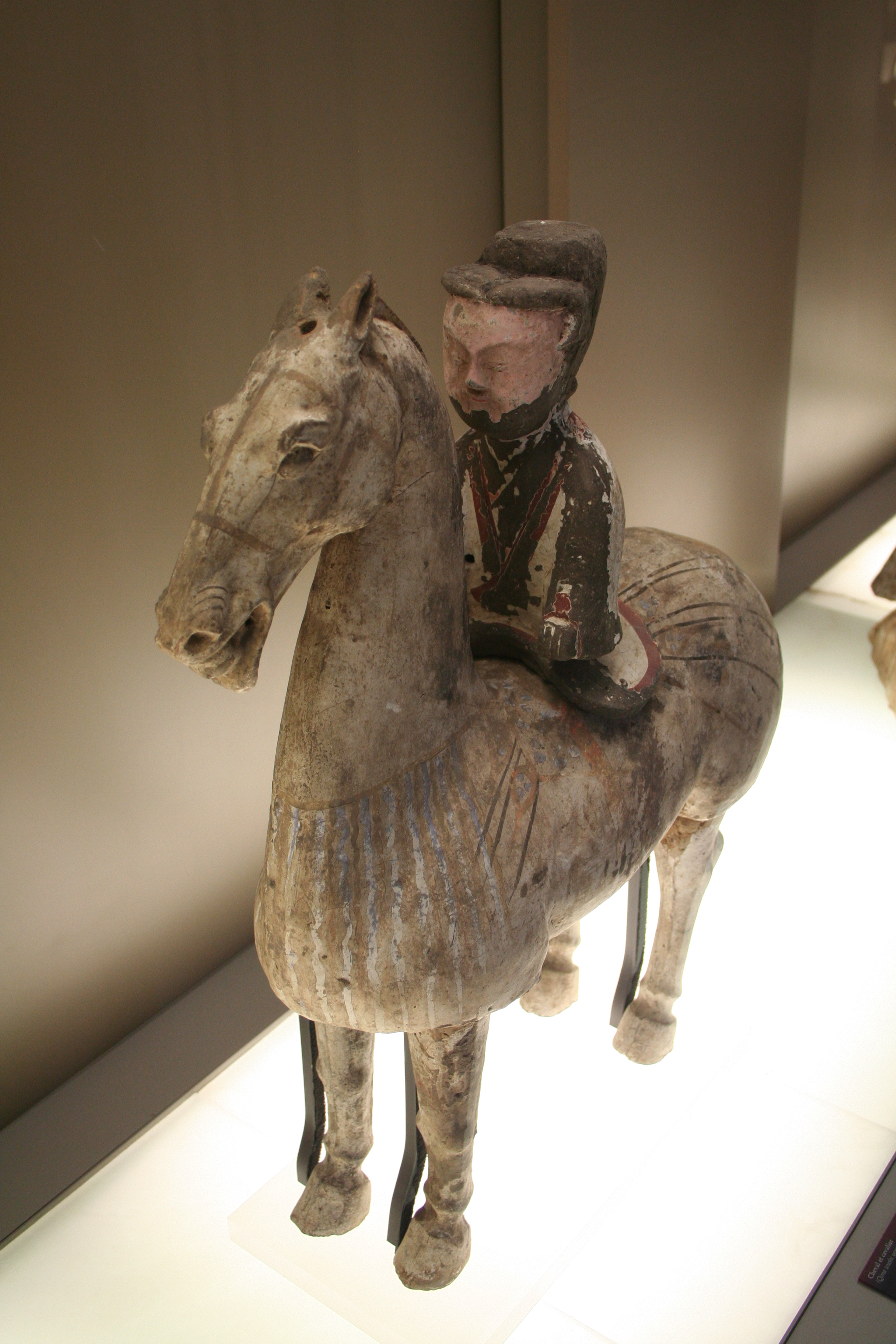
نموذج خزفي غربي هان لحصان وفارس.

بإستثناء بائعي الكتب والعطارين، لم تمارس طبقة النبلاء والعلماء المهن التجارية، حيثُ نظر العلماء والمسؤولون الحكوميون إلى طبقة التجار على أنها وضيعة ومحتقرة.
في عام 94 م، نص مرسوم صادر من المحكمة تعاطفًا مع محنة الفلاحين الزراعيين الذين فقدوا أراضيهم، على أن الفلاحين الزراعيين الذين تحولوا إلى بائعين متجولين لا يخضعون للضريبة كتجار مسجلين، لأن التجار الغير متجولين كانوا يخضعون لضرائب باهظة من قبل الدولة.
أما التجار المسجلون (أغلبهم من أصحاب المتاجر الصغيرة في المناطق الحضرية) كانوا ملزمين بدفع الضرائب التجارية بالإضافة إلى ضريبة الإقتراع.

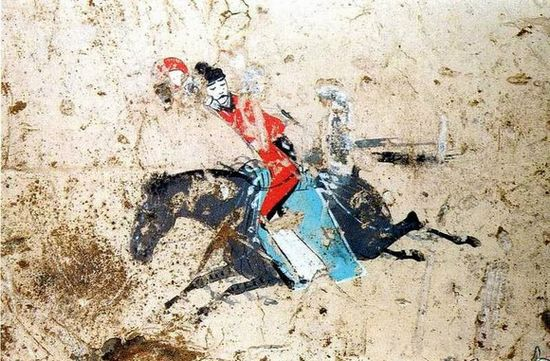
لوحة جدارية لفارس يرتدي ثوب الصيد الأحمر من مقبرة سلالة هان الغربية في شيآن (تشانغآن القديمة)، مقاطعة شنشي؛ على الرغم من منع التجار المسجلين قانونًا من ركوب الخيل، إلا أن كتاب الهان لاحظوا أن مثل هذه القوانين تم تجاهلها إلى حد كبير.

أُجبر التجار المسجلون بموجب القانون على إرتداء ملابس بيضاء اللون؛ التي تدُل على وضعهم المتدني، ويمكن تخصيصهم للتجنيد في القوات المسلحة وإجبارهم على إعادة التوطين في الأراضي الواقعة في أقصى الجنوب حيث من المعروف أن الملاريا منتشرة. منتشر. في المقابل، كان التجار المتجولون غالبًا أكثر ثراءً بسبب تجارتهم بين شبكة من البلدات والمدن وقدرتهم على تجنب التسجيل كتجار. بدءًا من عهد الإمبراطور قاوزو، مُنع التجار المسجلون من إرتداء الملابس الحريرية، أو ركوب الخيل، أو تولي مناصب عامة. يتناقض هذا بشكل صارخ مع التجار المتجولين غير المسجلين الذين كانوا يرتدون الحرير الناعم، ويركبون عربات تجرها الخيول السمينة، والذين سمحت لهم ثروتهم بالارتباط بالمسؤولين الحكوميين.
على الرغم من تخفيف هذه القوانين مع مرور الوقت، جدد "الإمبراطور وو" اضطهاد الدولة للتجار عندما جعل من غير القانوني للتجار المسجلين شراء الأراضي في عام 119 قبل الميلاد. وإذا انتهكوا هذا القانون، ستصادر الدولة أراضيهم وعبيدهم. إن فعالية هذا القانون موضع شك، لأن كتاب الهان المعاصرين يذكرون التجار الذين يمتلكون مساحات شاسعة من الأراضي.
كان التاجر الذي يمتلك ممتلكات بقيمة ألف قطعة من الذهب (ما يعادل عشرة ملايين قطعة نقدية نقدية) يُعتبر تاجرًا عظيمًا. كانت هذه الثروة أكبر بمئة مرة من متوسط دخل ملاك الأراضي والمزارعين من الطبقة المتوسطة، وتضاءلت الدخل السنوي من العملات النقدية البالغ 200 ألف دولار للمركيز الذي يجمع الضرائب من ألف أسرة. حققت بعض العائلات التجارية ثروات تزيد قيمتها عن مائة مليون نقدًا، وهو ما يعادل الثروة التي اكتسبها كبار المسؤولين في الحكومة.

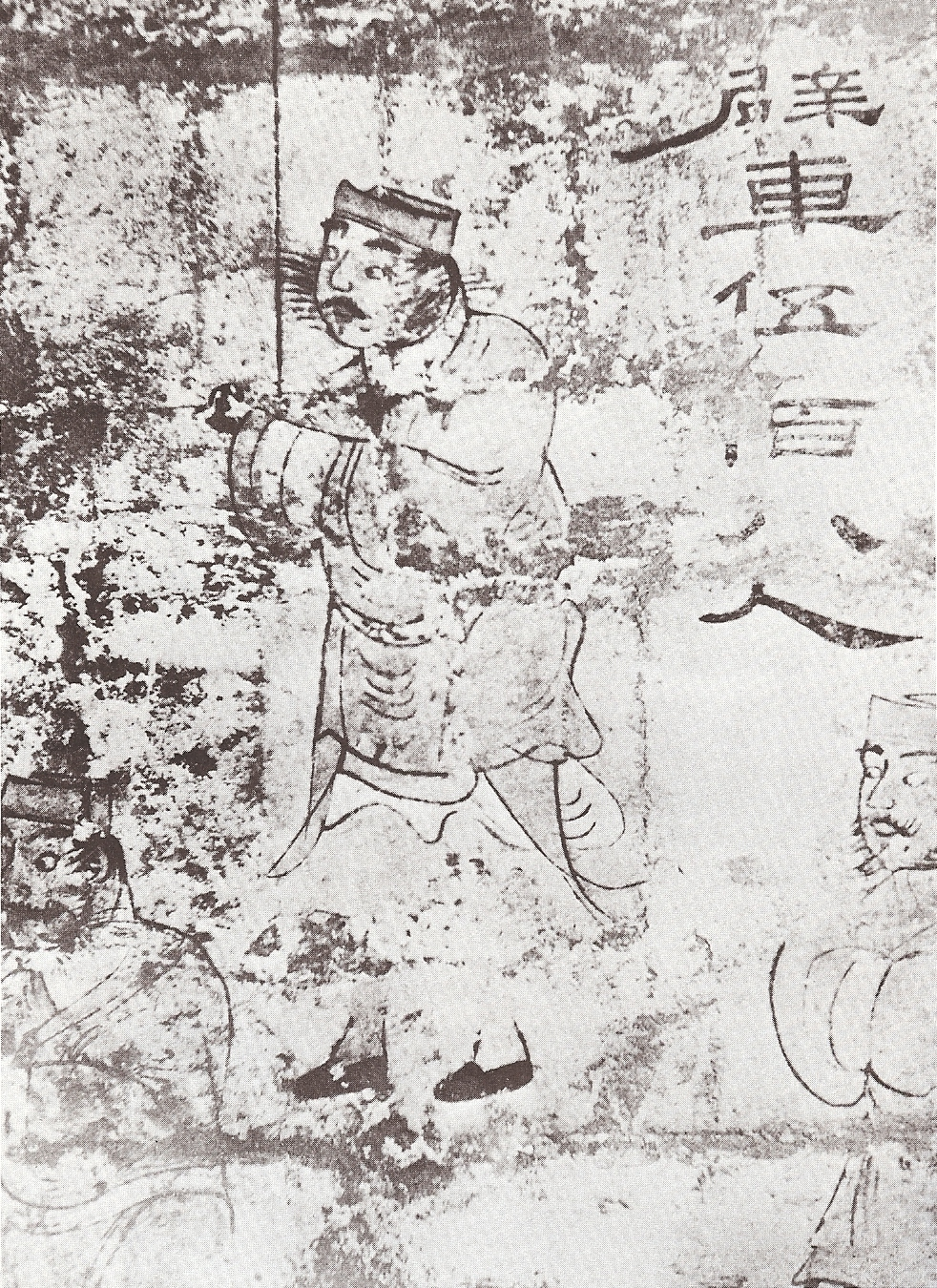
لوحة جدارية مرسومة للخدم والمرؤوسين الآخرين يرتدون أردية حريرية، من مقبرة أسرة هان في وانغدو، مقاطعة خبي.

كان التُّجار يعملون في العديد من المهن والصناعات الخاصة. غالبًا ما يجمعُ التاجر الواحد بين العديد من الحرف لتحقيق أرباح أكبر؛ مثل تربية الحيوانات والزراعة والتصنيع والتجارة وإقراض المال. كانت بعض السِّلع الأكثر ربحية التي بيعت خلال فترة هان هي الملح والحديد، حيثُ يمكن لموزع الملح أو الحديد الثري أن يمتلك عقارات تصل قيمتها إلى عشرة ملايين نقدًا.
في أوائل فترة هان الغربية، تمكن التجار الأقوياء من حشد قوة عاملة تزيد عن ألف فلاح للعمل في مناجم الملح والمستنقعات لتبخير الماء المالح لصنع الملح، أو في مواقع مصانع الحديد حيثُ كانوا يشغلون المنفاخ وأدوات الحديد الزهر. وللحد من تأثير هؤلاء الصناعيين الأثرياء، قام الإمبراطور وو بتأميم هذه الصناعات بحلول عام (117 قبل الميلاد)، ولأول مرة قام بتجنيد التجار السابقين ذوي المعرفة التقنية مثل سانغ هونغيانغ (المتوفى، عام 80 قبل الميلاد) لرئاسة هذه الاحتكارات الحكومية.
بحلول فترة هان الشرقية، ألغت الحكومة المركزية إحتكارات الدولة للملح والحديد. وحتى قبل ذلك، لا بد أن الدولة أوقفت توظيف التجار السابقين في وكالات الملح والحديد الحكومية، وذلك منذ إصدار مرسوم عام (7 قبل الميلاد) حيثُ أعاد فرض الحظر على دخول التجار إلى البيروقراطية.
وظَّف وانغ مانغ ( الذي حكم منذ عام 9 إلى 23 م) بعض التجار كمسؤولين (مستوى منخفض من المسؤولية) براتب 600 بوشل.
كانت صناعة النبيذ والمشروبات الكحولية من أهم الصناعات المربحة، والتي إحتكرتها الدولة لفترة وجيزة منذ عام 98 إلى 81 قبل الميلاد، لكنها تخلت عن إنتاجها لتجار القطاع الخاص مرة أخرى (مع إعادة فرض الضرائب على الكحول). من جانب آخر، كان تعدين الزنجفر أيضًا صناعة مربحة للغاية.
بدأ المسؤول سيو شي مشروعًا تجاريًا في مصنع الجعة للمساعدة في دفع تكاليف جنازة والده باهظة الثمن، وهو الفعل الذي تعرض لإنتقادات شديدة من قبل زملائه من طبقة النبلاء الذين إعتبروا هذا الإحتلال الجانبي أمرًا غير لائق لأي عالم.

## الضيوف والخادمون

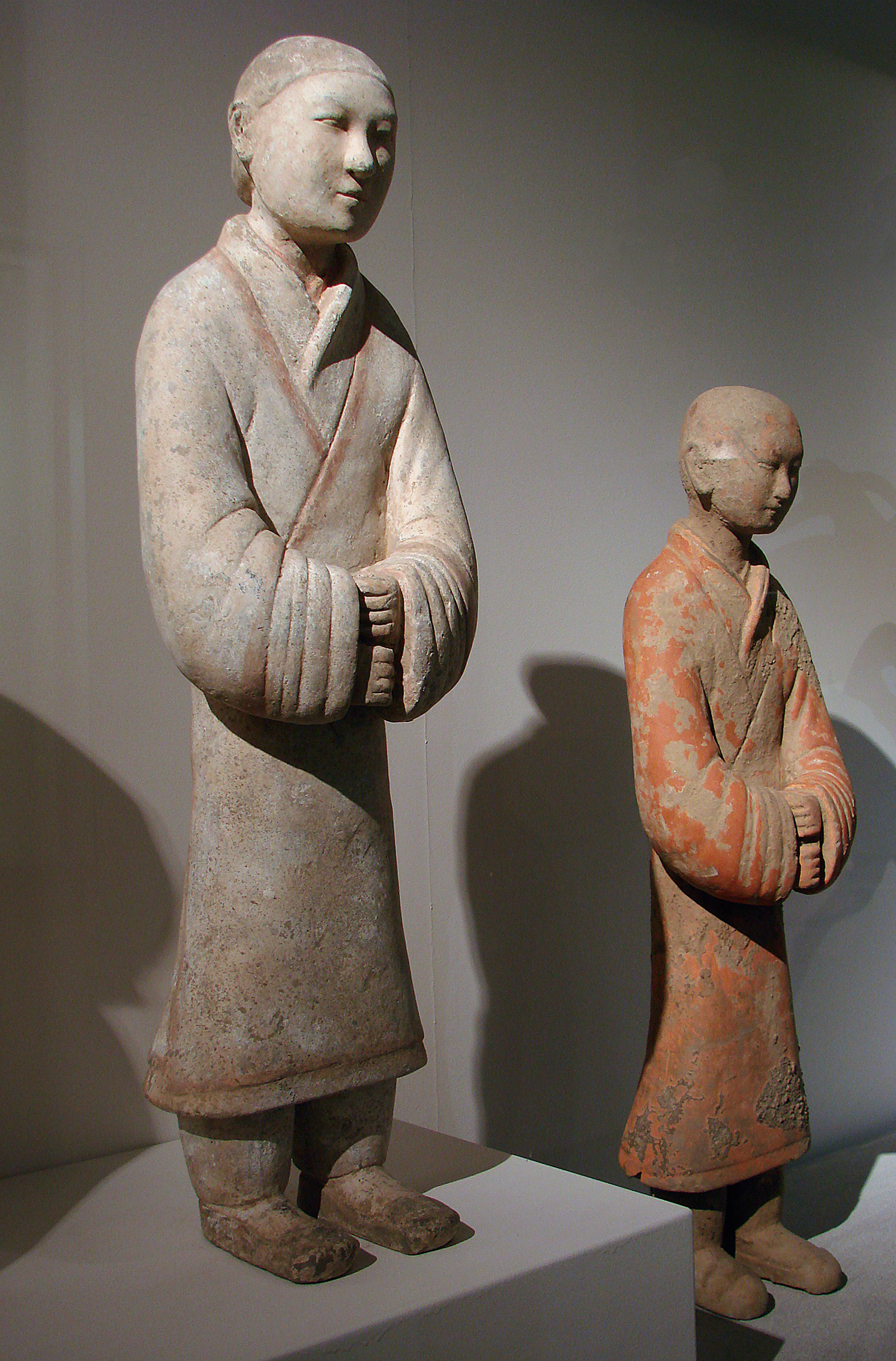
تماثيل هانية غربية خزفية (متعددة الألوان) للخدم الحاضرين، من شنشي، القرن الثاني قبل الميلاد.

كانت الطبقة العامة المعروفون بالضيوف والخدم (الذين عاشوا على ممتلكات مُضيف مقابل الخدمات) موجودين منذ فترة الدول المتحاربة. غالبًا ما كان المحتجزون ينتمون في الأصل إلى فئات اجتماعية أُخرى، وفي بعض الأحيان كانوا هاربين يبحثون عن مأوى من السلطات. كان المضيفون في كثير من الأحيان من النبلاء والمسؤولين الأثرياء، ومع ذلك كانوا في بعض الأحيان من عامة الناس الأثرياء. في العلاقة النموذجية، يوفر المُضيف السكن والطعام والملبس وعربة النقل لخدمه مقابل عمل أو خدمات عرضية وغير روتينية مثل دور استشاري، ومنصب حارس شخصي، وعمل بدني وضيع حول المنزل، و في بعض الأحيان تكون المهام أكثر خطورة مثل ارتكاب الاغتيالات أو محاربة قطاع الطرق المتجولين أو الدخول في المعركة للدفاع عن المضيف. يمكن للآخرين أن يعملوا كجواسيس أو أكاديميين أو منجمين.
كان المضيف يعامل خدمه بشكل جيد للغاية ويقدم لهم الهدايا الفاخرة إذا أراد التفاخر بثروته ومكانته. حتى أن أحد الخدم حصل على غمد سيف مزين باليشم واللؤلؤ، بينما حصل آخرون على أشياء مثل الأحذية المزينة باللؤلؤ. ومع ذلك، لم يكن جميع الخدم يتقاسمون نفس الوضع، حيثُ أن أولئك الذين مُنحوا الهدايا غالبًا ما يقدمون عملاً عالي المهارة أو خدمات أكبر؛ تم منح الخدم الذين لم يكونوا ماهرين هدايا أقل وجلسوا في مناصب أقل شرفًا عند مقابلة المضيف. بغض النظر عن وضعه، كان يُسمح لأي خادم أن يأتي ويذهب من مسكن مضيفه كما يشاء، على عكس العبد الذي كان ملكًا لسيده ومرتبطًا بشكل دائم بالتركة. لم تكن هناك سياسة حكومية رسمية بشأن كيفية التعامل مع الخدم، ولكن عندما خالفوا القوانين تم القبض عليهم، وعندما خالف سيدهم القانون، في بعض الأحيان تم احتجاز الخدم معه.
شكَّل الخدم جزءًا كبيرًا من القوات المُقاتلة التي حشدها الإمبراطور جوانجو ( الذي حكم من عام 25 إلى عام 57 م) خلال الحرب الأهلية ضد نظام وانغ مانغ. حيثُ أصبح الدور العسكري للخدم أكثر وضوحًا في أواخر القرن الثاني الميلادي خلال الاضطرابات السياسية التي أدت في النهاية إلى تقسيم الإمبراطورية إلى ثلاث دول متنافسة. بحلول ذلك الوقت، بدأ المضيفون في معاملة الخدم كقواتهم الشخصية، مما أدى إلى تقويض حريات التنقل والاستقلال التي كان يتمتع بها الخدم السابقون. في حين أن الخدم الأفراد قد إنضموا في وقت سابق إلى المضيف بقرارهم الشخصي، بحلول أواخر القرن الثاني الميلادي، أصبحت حياة عائلات الخدم بأكملها تحت سيطرة المضيف بشكل كبير.

## العبيد

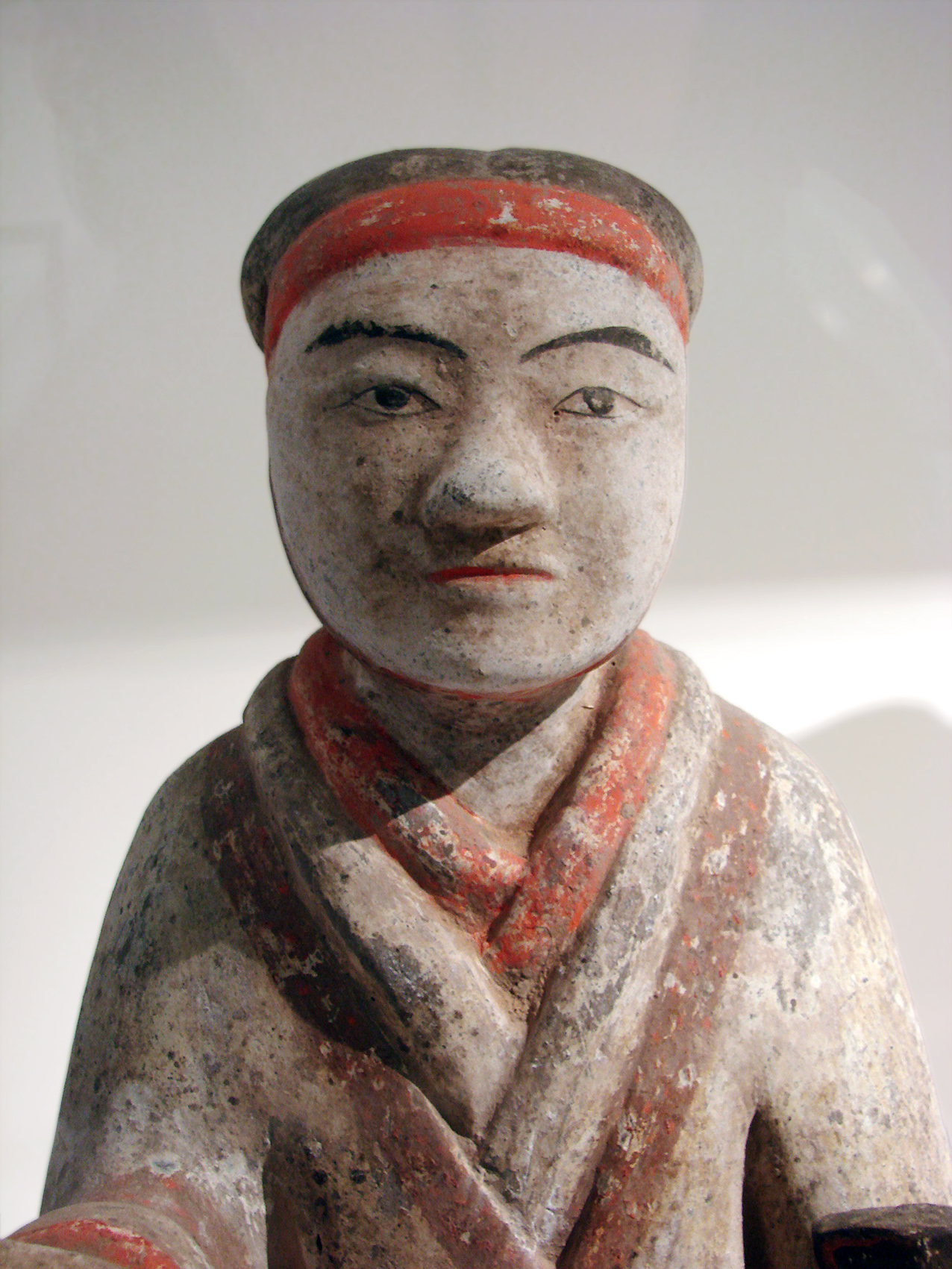
تمثال فخاري هان لجندي، يعود تاريخه إلى القرن الثاني قبل الميلاد؛ كان من المتوقع من العبيد أن يدافعوا عن أسيادهم، وكانوا أحيانًا يركبون المعركة إلى جانبهم في أوقات الحرب.

العبيد (بالإنجليزية: Slaves)‏: كان العبيد يشكلون حوالي 1% من السكان،  وهي نسبة أقل بكثير من العالم اليوناني الروماني المعاصر الذي إعتمد على عمل عدد كبير من العبيد.
صُنفَ العبيد إلى فئتين: صنف مملوك للقطاع الخاص، وصنف مملوك للدولة. حيثُ كان العبيد المملوكون للقطاع الخاص في كثير من الأحيان فلاحين سابقين وقعوا في الديون وباعوا أنفسهم كعبيد، بينما كان الآخرون عبيدًا حكوميين سابقين مُنحوا للنبلاء وكبار المسؤولين كمكافأة على خدماتهم. كان العبيد المملوكون للدولة في بعض الأحيان أسرى حرب (لكن لم يصبحوا جميعًا عبيدًا).
كان معظم العبيد عبارة عن هدايا جزائية؛ قثدمت إلى المحكمة من قبل الدول الأجنبية، وعائلات المجرمين الذين ارتكبوا الخيانة ضد الدولة، والعبيد الخاصين السابقين الذين تم التبرع بهم إما للسلطات (لأن هذا من شأنه أن يعفي مالك العبيد السابق من التزامات العمل) أو تمت مصادرتهم من قبل الدولة. الدولة إذا كان سيدهم قد خرق القانون. في كل من هان الغربية والشرقية، أصبح المجرمين المعتقلين مدانين، ولم يتم تحويل المجرمين المزيفين إلى عبيد إلا في عهد وانغ مانغ.
شُغّل العبيد المملوكين للدولة في القصور والمكاتب وورش العمل والإسطبلات، وأحيانًا الحقول الزراعية المملوكة للدولة، بينما تم توظيف العبيد المملوكين للقطاع الخاص في الخدمات المنزلية وفي بعض الأحيان الزراعة. ومع ذلك، فإن الغالبية العظمى من المزارعين غير المستقلين الذين يعملون لدى ملاك الأراضي الأثرياء لم يكونوا عمالًا مستأجرين أو عبيدًا، بل كانوا فلاحين لا يملكون أرضًا ويدفعون الإيجار كمستأجرين. وكان من المجدي اقتصاديًا الحفاظ على المستأجرين بدلاً من العبيد، حيث كان أسياد العبيد ملزمين بدفع ضريبة رأس سنوية قدرها 240 قطعة نقدية لكل عبد يمتلكونه (نفس المعدل الذي كان على التجار دفعه مقابل ضريبة الرأس). ولم يتم تكليف عبيد الحكومة بالعمل في الصناعات التي تحتكرها الحكومة على الحديد والملح (والتي استمرت من عهد الإمبراطور وو حتى بداية عهد هان الشرقية).
عادة ما يتم تكليف العبيد المملوكين للقطاع الخاص بواجبات المطبخ بينما يقوم آخرون بأدوار مثل: حراس شخصيين مسلحين، ومرافقين على ظهور الخيل، وبهلوانيين، ومشعوذين، وراقصين، ومغنين، وموسيقيين.
وُلد أطفال العبيد الحكوميين والقطاع الخاص عبيدًا. يمكن أن يمنح الإمبراطور عبيد الحكومة الحرية إذا اعتبروا كبار السن، أو إذا أشفق عليهم الإمبراطور، أو إذا ارتكبوا عملاً جديرًا بالعتق. وفي إحدى الحالات الاستثنائية، أصبح العبد السابق جين ميدي (المتوفي عام 86 قبل الميلاد) أحد الأوصياء على الحكومة. يمكن للعبيد الخاصين شراء حريتهم من أسيادهم، بينما اختار بعض الأسياد تحرير عبيدهم. على الرغم من أن العبيد كانوا يتعرضون للضرب إذا لم يطيعوا أسيادهم، إلا أن قتل العبد كان مخالفًا للقانون؛ تم تجريد الملوك من ممالكهم بعد أن تبين أنهم قتلوا العبيد، بينما أجبر وانغ مانغ أحد أبنائه على الانتحار لقتله عبدًا. ألغى مرسوم صدر عام 35 م عقوبة الإعدام لأي عبد يقتل شخصًا من عامة الناس.
لم يكن لجميع العبيد نفس الوضع الاجتماعي؛ حيثُ عاش بعض العبيد من العائلات الثرية أفضل من عامة الناس حيثُ سُمح لهم بارتداء الملابس الفاخرة وتناول الطعام والنبيذذو الجودة العالية. بل إن عبيد كبار المسؤولين يمكن أن يكونوا موضع خوف وإحترام. كان عبيد الوصي هوو غوانغ (المتوفي عام 68 قبل الميلاد) يأتون أحيانًا مسلحين إلى السوق ويقاتلون عامة الناس، وأجبروا السكرتير الإمبراطوري على الخضوع والإعتذار (بعد مشاجرة مع عبيده على حق الطريق في الشارع)، و تم تقديم الخدمات لهم من قبل بعض المسؤولين الذين سعوا للحصول على ترقية من خلال تأثيرهيو كونج.

## مهن أخرى

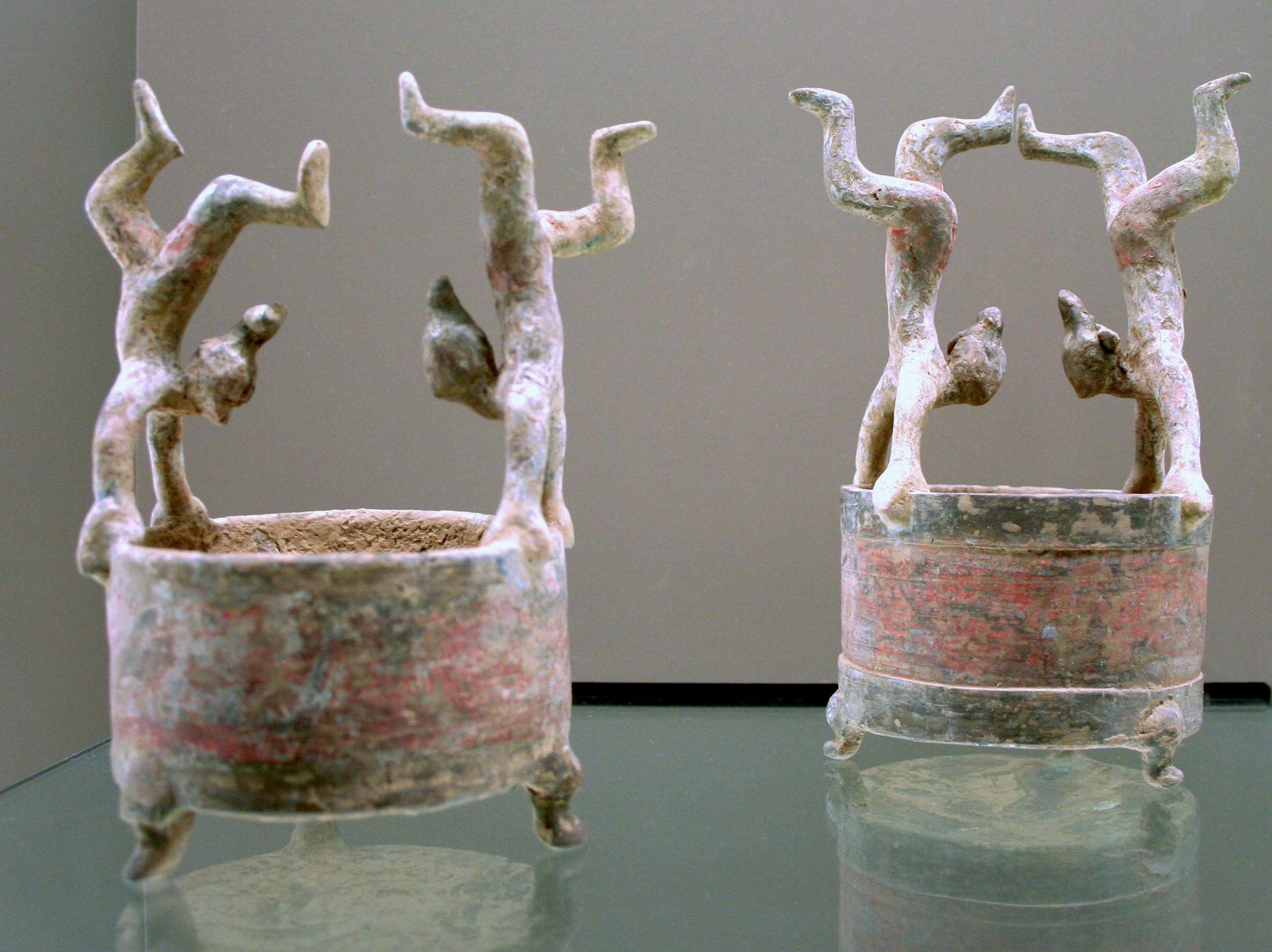
أواني خزفية من عصر هان الغربية تظهرفنانين يتوازنون يدويًا على حوافها؛ كان الفنان المحترف أحد المهن العديدة في عهد هان.

رُشح الطبيب هوا تو (المتوفي عام 208 م) لمنصب بينما أصبح آخر محافظًا لسادة القص. غالبًا ما تيم توظيف أولئك الذين مارسوا فنون السحر والكيمياء الصينية والوساطة من قبل الحكومة لتقديم التضحيات الدينية، قد يتزوج في بعض الحالات النادرة عالم السحر والتنجيم من أميرات أو يتم منحه لقب مركيز. في حين أنه كان من المقبول اجتماعيًا أن ينخرط علماء النبلاء في فنون السحر والتنجيم الصينية ، إلا أن العرافين المهنيين كانوا من ذوي المكانة الأدنى ولم يحصلوا إلا على دخل متواضع. وشملت المهن السحرية المتواضعة الأخرى السحر وعلم الفراسة؛ مثل التجار، تم منع أولئك الذين مارسوا السحر من تولي المناصب العامة. كان العمل جزارًا مهنة متواضعة أخرى، ومع ذلك هناك حالة واحدة حيث أصبح الجزار مسؤولًا في عهد الإمبراطور قاوزو، بينما جاءت "الإمبراطورة هي" (الذي توفي في عام 189 م) وشقيقه الوصي هي جين (الذي توفي في عام 189 م) من عائلة من الجزارين. وكان العدائون والسعاة الذين عملوا في الحكومة يعتبرون أيضًا ذوي مكانة متدنية، ومع ذلك أصبح بعضهم فيما بعد مسؤولين حكوميين.

## نظام العشرين رُتبة

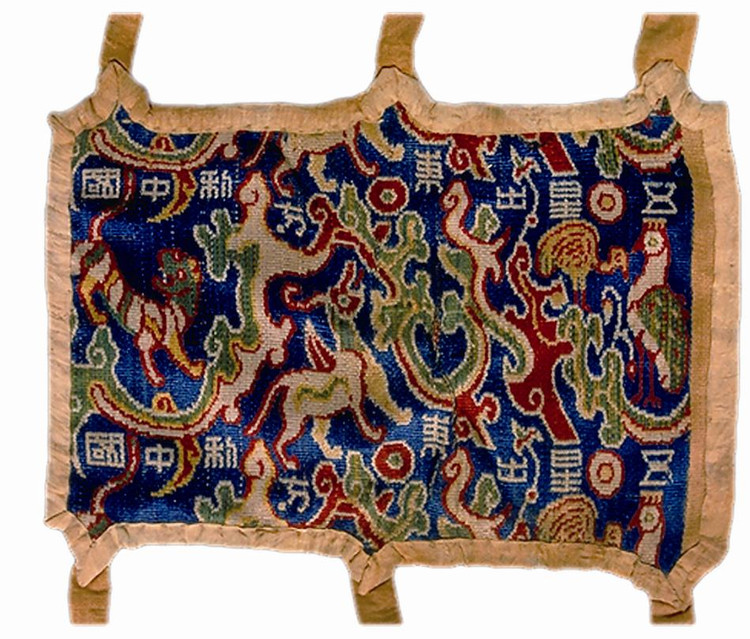
شارة "النجوم الخمس الصاعدة في الشرق" أو شارة الديباج في عهد جين الشرقية أو عصر جين المبكر في سيتشوان.

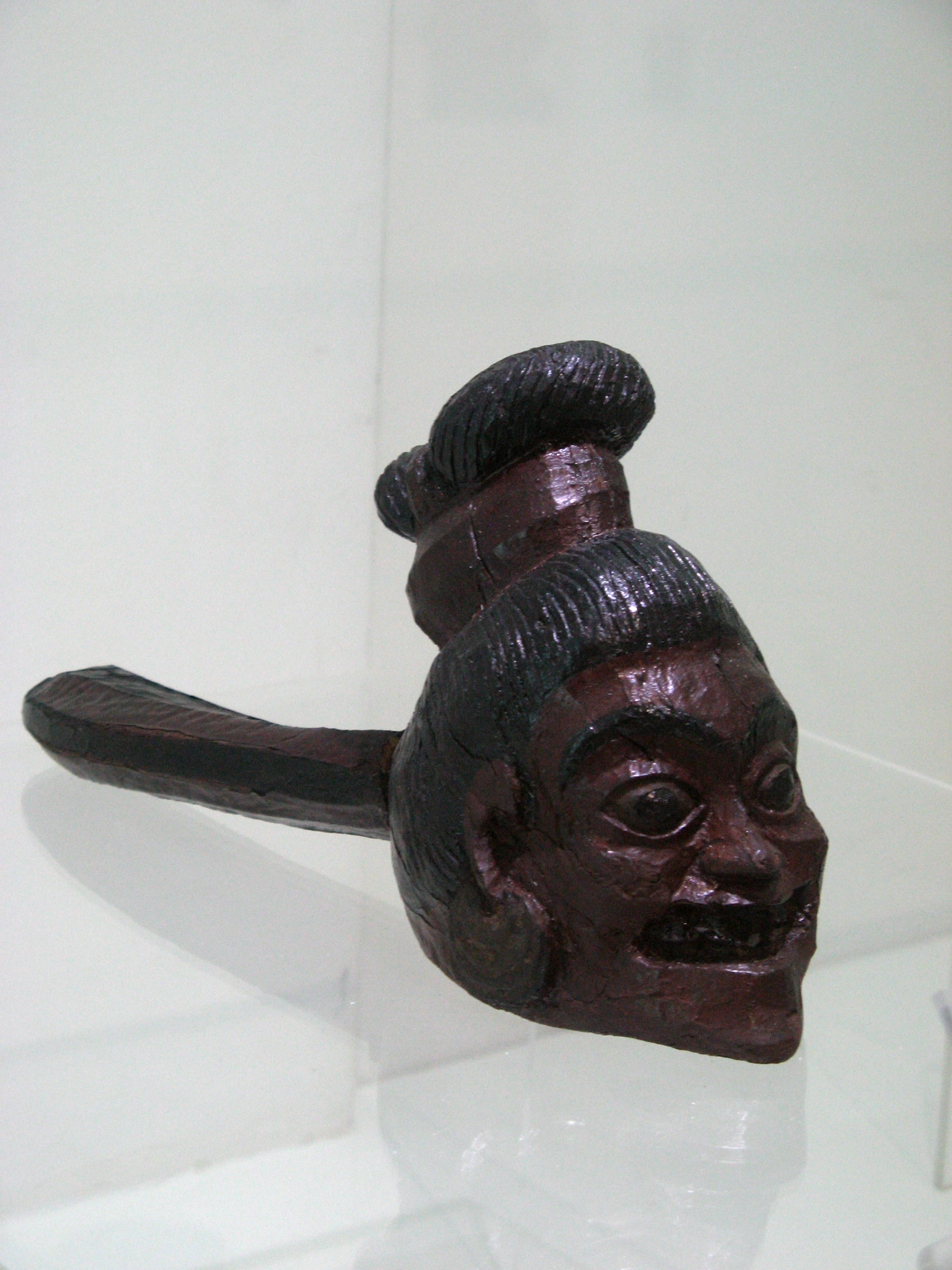
ورنيش على شكل رأس رجل، هان الغربية (202 قبل الميلاد - 9 م)، متحف مقاطعة يونان.

أيدت محكمة هان نظام التصنيف الاجتماعي والاقتصادي للعامة والنبلاء، والذي كان يعتمد على نظام العشرين رتبة الذي وضعه رجل الدولة شانغ يانغ (الذي توفي عام 338 قبل الميلاد) من ولاية تشين. يمكن ترقية جميع الذكور فوق سن 15 عامًا (باستثناء العبيد) إلى الرتبة حتى المستوى الثامن. عندما تتم ترقية شخص من عامة الناس إلى رتبة، يُمنح مكانًا أكثر شرفًا في ترتيبات الجلوس في مآدب القرية، ويُمنح جزءًا أكبر من الطرائد التي يتم اصطيادها على المائدة، ويُعاقب بشكل أقل شدة على جرائم معينة، ويمكن أن يُعفى من خدمة العمل التزامات تجاه الدولة. كان هذا النظام يفضل كبار السن، لأن العمر الأطول يعني المزيد من الفرص للترقية. بالإضافة إلى الزيادة في الراتب (انظر الجدول على اليمين)، تم منح الرجال الذين تمت ترقيتهم حديثًا النبيذ ولحم الثيران لإقامة مأدبة احتفالية. كان كل من الرتبتين 19 و 20 من رتب المركيز، ولكن المرتبة 20 فقط سمحت للشخص بالحصول على إقطاعية مركيزية.
الترقيات في الرتبة يقررها الإمبراطور ويمكن أن تحدث في مناسبات خاصة، مثل تنصيب إمبراطور جديد، أو تنصيب لقب عهد جديد، أو زفاف إمبراطورة جديدة، أو اختيار وريث ملكي واضح . باعت الحكومة المركزية أحيانًا الرتب لجمع المزيد من الإيرادات للدولة. كتب المسؤول تشاو كو (الذي توفي عام 154 قبل الميلاد) ذات مرة أن أي شخص يقدم كمية كبيرة من الحبوب الزراعية إلى الحكومة سيتم ترقيته أيضًا في رتبته.
| نظام العشرين رُتبة                   | نظام العشرين رُتبة                                                                                            |
| مستوى الرتبة باللغة الصينية المعربة | الترجمة |
| ----------------------------------- | --- |
| 1. قونغشي                           | إنسان محترم (بالإنجليزية: Gentleman)‏                                                                         |
| 2.شانغزاو                           | إنجاز مميز(بالإنجليزية: Distinguished Accomplishment)‏                                                        |
| 3.زانياو                            | الخيول المزخرفة (بالإنجليزية: Ornamented Horses)‏                                                             |
| 4.بوجنج                             | لا توجد خدمة تجنيد (بالإنجليزية: No Conscript Service)‏                                                       |
| 5.دافو                              | غراندي (بالإنجليزية: Grandee)‏                                                                                |
| 6.جوان دافو                         | الحكومة الكبرى (بالإنجليزية: Government Grandee)‏                                                             |
| 7.جونج دافو                         | السيد غراندي (بالإنجليزية: Gentleman Grandee)‏                                                                |
| 8.قونغتشنغ                          | عربة السيد (بالإنجليزية: Gentleman Chariot)‏                                                                  |
| 9.وو دافو                           | غراندي (بالإنجليزية: Grandee)‏                                                                                |
| 10.تسو شوزهانج                      | رئيس الجموع على اليسار(بالإنجليزية: Chief of the Multitude on the Left)‏                                      |
| 11.أنت شوزهانج                      | رئيس الجمهور على اليمين(بالإنجليزية: Chief of the Multitude on the Right)‏                                    |
| 12.زو قنغ                           | زعيم المجندين على اليسار (بالإنجليزية: Chieftain of Conscripts on the Left)‏                                  |
| 13.تشونغ قنغ                        | عميد المجندين بالمركز(بالإنجليزية: Chieftain of Conscripts in the Center)‏                                    |
| 14.أنت قنغ                          | زعيم المجندين على اليمين (بالإنجليزية: Chieftain of Conscripts on the Right)‏                                 |
| 15.شاو شانغزاو                      | إنجاز متميز من الدرجة الثانية (بالإنجليزية: Second-Order Distinguished Accomplishment)‏                       |
| 16.دا شانغزاو                       | الإنجاز الأكثر تميزا (بالإنجليزية: Most Distinguished Accomplishment)‏                                        |
| 17.سيجو شوزهانج                     | زعيم الجمهور يركب عربة ذات أربعة أحصنة (بالإنجليزية: Chieftain of the Multitude Riding a Four-Horse Chariot)‏ |
| 18.دا شوزهانج                       | الزعيم الأكبر للجموع (بالإنجليزية: Grand Chieftain of the Multitude)‏                                         |
| 19.جواني هوى                        | ماركيز المجال الإمبراطوري (بالإنجليزية: Marquis of the Imperial Domain)‏                                      |
| 20.تشي هوى                          | ماركيز كامل (بالإنجليزية: Full Marquis)‏                                                                      |

## الحياة الحضرية والريفية

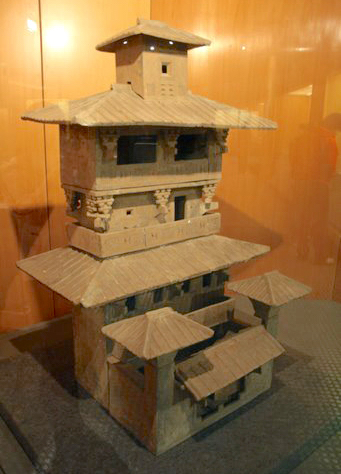
نموذج مقبرة هان خزفية لبرج سكني متعدد الطوابق مع بوابة حراسة وفناء في الطابق الأول، وشرفة في الطابق الأوسط، ونوافذ، وأقواس دعم دوجونج مميزة بوضوح.

في عهد هان، تم تقسيم الإمبراطورية إلى وحدات إدارية كبيرة من الممالك والقيادات ؛ داخل القيادة كانت هناك مقاطعات، وداخل المقاطعات كانت هناك مناطق تحتوي على عدة قرى صغيرة على الأقل. تحتوي القرية الصغيرة المتوسطة على حوالي مائة عائلة وعادة ما تكون محاطة بجدار له بوابتان. في مركز الحياة الاجتماعية في القرية كان المذبح الديني (الذي بني تكريما لإله محلي) حيث يمكن إقامة الاحتفالات. كان لكل منطقة ومقاطعة أيضًا مذبح ديني رسمي. لم يمتد النطاق الرسمي للحكومة إلى أبعد من مستوى المنطقة، حيث كان من بين المسؤولين المعينين على مستوى المقاطعة رئيس الشرطة الذي يحافظ على القانون والنظام وجباية الضرائب في المنطقة. ومع ذلك، تمكنت الحكومة من السيطرة على المجتمع المحلي على مستوى القرية بمنحها عشرين رتبة.
وقامت الحكومة بتمويل مشاريع السيطرة على الفيضانات والتي تضمنت بناء قنوات جديدة ، مما ساعد على سرعة النقل المائي والسماح للمناطق غير المطورة بأن تصبح أراضٍ زراعية مروية. سمحت مشاريع العمل التجنيدي هذه ببناء قرى جديدة كانت تعتمد على الحكومة في سبل عيشها. عندما تراجعت سلطة الحكومة المركزية في أواخر فترة هان الشرقية، اضطر العديد من عامة الناس الذين يعيشون في مثل هذه القرى إلى الفرار من أراضيهم والعمل كمستأجرين في عقارات كبيرة يملكها ملاك الأراضي الأثرياء. غالبًا ما كان سكان القرى القديمة الذين لم يضطروا أبدًا إلى الاعتماد على مشاريع الحكومة المركزية من أجل رفاهيتهم أو وجودهم، يطلبون الدعم من العائلات المحلية القوية.
قُسّمت عاصمة هان الغربية في تشانغآن إلى مائة وستين جناحًا سكنيًا مسورًا. كان يشرف على شؤون كل جناح مسؤول منخفض الرتبة. عادة ما تحافظ العائلات المؤثرة داخل الأقسام على النظام الاجتماعي. لا يزال المؤرخون غير متأكدين من عدد الأسواق التي تسيطر عليها الحكومة الموجودة في تشانغآن. على الرغم من وجود مطالبات بتسعة أسواق، فمن الممكن أن سبعة منها كانت في الواقع أجزاء قابلة للتقسيم من سوقين رئيسيين: السوق الشرقية والسوق الغربية. كان لكل من السوق الشرقي والسوق الغربي مكتب حكومي مكون من طابقين مع علم وطبل موضوعين على السطح. كان يوجد مقر رئيسي لرئيس السوق ونائبه في كل من هذه المباني، ومع ذلك لا يُعرف الكثير عن مشاركتهما في السوق. في لويانغ، عاصمة هان الشرقية، وظف مكتب رئيس السوق ستة وثلاثين موظفًا فرعيًا يغامرون بالدخول إلى السوق يوميًا للحفاظ على القانون والنظام. كما قاموا بجمع الضرائب على السلع التجارية، وتحديد أسعار موحدة لسلع محددة على أساس المراجعات الشهرية، والعقود المعتمدة بين التجار وعملائهم أو عملائهم. إلى جانب التجار المتورطين في انتهاكات السوق، ارتكبت جرائم أخرى من قبل عصابات الشوارع المراهقين الذين غالبًا ما كانوا يرتدون ملابس تميز عصابتهم. تم الحفاظ على القانون والنظام خارج السوق وفي المناطق العشوائية من قبل رجال الشرطة. دافع مسؤولو الهان أحيانًا عن زيادة رواتبهم، حيث افترضوا أنها ستشجعهم على رفض الرشاوى من المجرمين.

## الزواج والقرابة

### الأسرة النووية، الأبوية

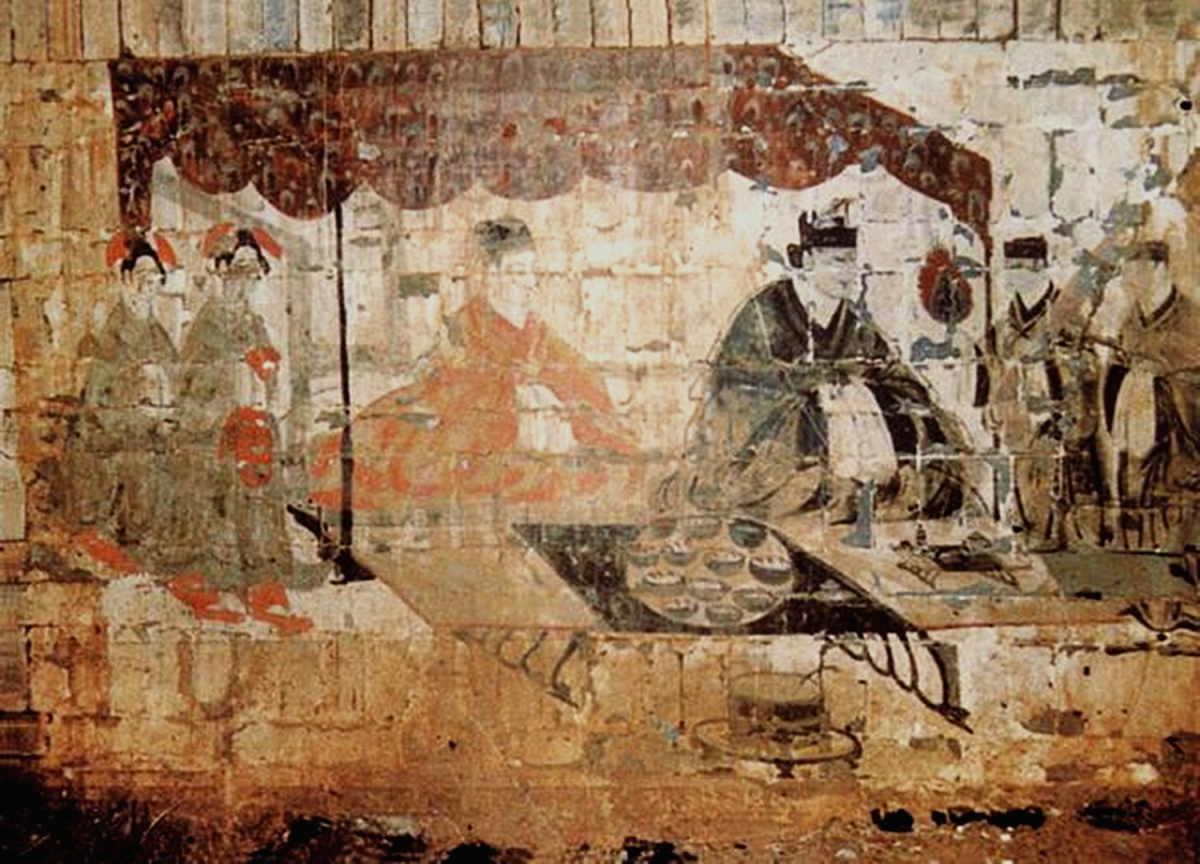
جدارية مقبرة هان الشرقية تصور الزوج والزوجة في مأدبة يحضرها الخدم.

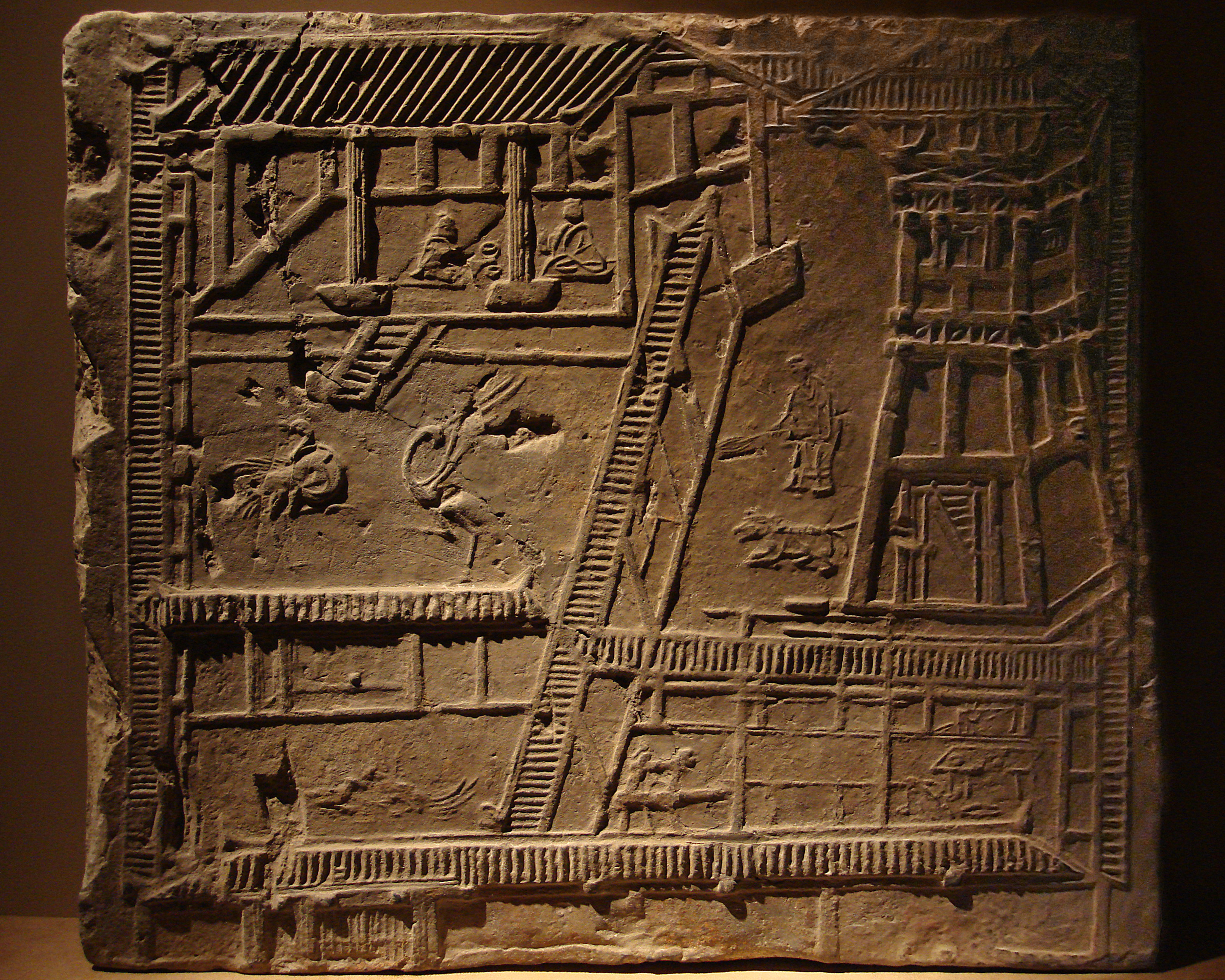
هذا الطوب، من جدار غرفة مقبرة عائلة هان الشرقية في ما يعرف الآن بسيتشوان ، يصور منزل مسؤول هان ثري ومؤثر؛ ويضم فناء مسور ومنزل وغرف نوم وقاعات ومطبخ وبئر وبرج مراقبة. يجلس المضيف وضيفه ويشربان في الفناء الداخلي، بينما يتقاتل اثنان من الديكة ويرقص اثنان من الرافعات.

تأثرت علاقات القرابة الصينية خلال عهد هان بالأعراف الكونفوشيوسية وشملت كلا من الأسرة النووية المباشرة وأفراد الأسرة الممتدة. كانت الأسرة الصينية أبوية ، لأن أبناء الأب لا يعتبرون أقرباء الأم جزءًا من عشيرتهم؛ وبدلاً من ذلك، تم اعتبارهم "أقارب خارجيين". ورث قانون قانون أسرة هان قانون أسرة تشين (221-206 قبل الميلاد) الذي يقضي بأن على أي أسرة لديها أكثر من ولدين دفع ضرائب إضافية. ولم يتم إلغاء هذا حتى فترة تساو وي (220-265 م). كانت عائلة الهان المتوسطة التي تضم أسرة واحدة تضم عادةً حوالي أربعة أو خمسة أفراد من الأسرة المباشرة، وهو ما كان على عكس العائلات الكبيرة الممتدة تحت أسرة واحدة في السلالات اللاحقة. كان من الشائع في عهد أسرة هان إرسال الأبناء البالغين المتزوجين بعيدًا مع جزء من ثروة الأسرة وزيارتهم من حين لآخر، ولكن في جميع السلالات أثناء وبعد أسرة تانغ (618-907 م)، انتقل الابن بعيدًا وعاش منفصلاً عن ابنه. سيتم اعتبار الوالدين الأحياء مجرمين. ظهرت عائلات أكبر خلال فترة هان الشرقية عندما اختار بعض الإخوة المتزوجين العيش مع عائلات بعضهم البعض. ومع ذلك، فإن الأسرة التي تعيش فيها ثلاثة أجيال تحت سقفها كانت نادرة بشكل لا يصدق. وهذا على النقيض من أسرة جين (266–420)، عندما كان وجود ثلاثة أجيال أو أكثر تحت سقف واحد أمرًا شائعًا.

### العشيرة والنسب
تضم العشيرة أو النسب الصيني رجالًا يشتركون في سلف أبوي مشترك، ومع ذلك تم تقسيمهم إلى مجموعات فرعية تم تنظيم سلوكهم تجاه بعضهم البعض وفقًا للأعراف الكونفوشيوسية التي تملي أي قريب يجب أن يكون أقرب وأكثر حميمية.
وكانت المجموعات الفرعية الأربع المختلفة هي:
1. الأخ، وأبناء الأخ، وأحفاد الأخ.
2. إخوة الأب،وأبناء أخ الأب وأحفاده.
3. إخوة الجد لأب وأبنائهم وأحفادهم.
4. إخوة الجد الأكبر لأب وأبنائهم وأحفادهم وأحفادهم.

في حين كان من المتوقع أن يحزن الشخص لمدة عام كامل على وفاة أي قريب له في المجموعة الفرعية الأولى، كان من المتوقع أن يحزن الشخص لمدة خمسة أشهر فقط عندما يموت قريب له في المجموعة الفرعية الثانية. لم يكن من المتوقع على الإطلاق إقامة طقوس حداد على الأقارب في المجموعتين الفرعيتين الثالثة والرابعة. بينما حزن الابن على وفاة والده لمدة ثلاث سنوات، حزن على وفاة والدته لمدة عام واحد فقط. نظرًا لأن الاستمرار في خط الأب يعني استمرار عبادة الأسلاف، فمن المهم أن يكون لديك ابن واحد على الأقل، حتى لو تم تبنيه من عائلة أخرى (على الرغم من أنه كان من الضروري أن يشترك في نفس اللقب، وإلا فإن تضحيات أسلافه قد تكون فادحة). تعتبر لاغية وباطلة).
لم تكن غالبية العشائر أو مجموعات النسب مؤثرة جدًا في المجتمع المحلي. ومع ذلك، يمكن لمجموعات القرابة البارزة أن تتمتع بقدر كبير من التأثير المخصص، خاصة إذا كان أحد الأعضاء يعمل كمسؤول حكومي. غالبًا ما كان العلماء أو المسؤولون الأثرياء يتقاسمون نفس مجموعة القرابة مع عامة الناس الفقراء. وبما أنه كان من المتوقع أن يدافع أفراد العشيرة عن زملائهم (حتى إلى حد القتل)، فقد كافحت السلطات الحكومية باستمرار لقمع مجموعات القرابة القوية. شكلت مجموعات النسب المحلية العمود الفقري لقوات المتمردين في الانتفاضة الشعبية ضد وانغ مانغ في أوائل القرن الأول الميلادي. عندما انهارت سلطة الحكومة المركزية في أواخر عهد هان الشرقية، ظلت المناطق الأقل نموًا في البلاد مستقرة نسبيًا بسبب مجموعات القرابة الراسخة، بينما في المناطق شديدة التطور (حيث تم تقسيم مجموعات القرابة بشكل فعال من قبل الدولة) كان هناك الكثير من المجموعات الأخرى. الفلاحون المستعدون للجوء إلى حركات التمرد من أجل الحماية والبقاء.

### الزواج والطلاق

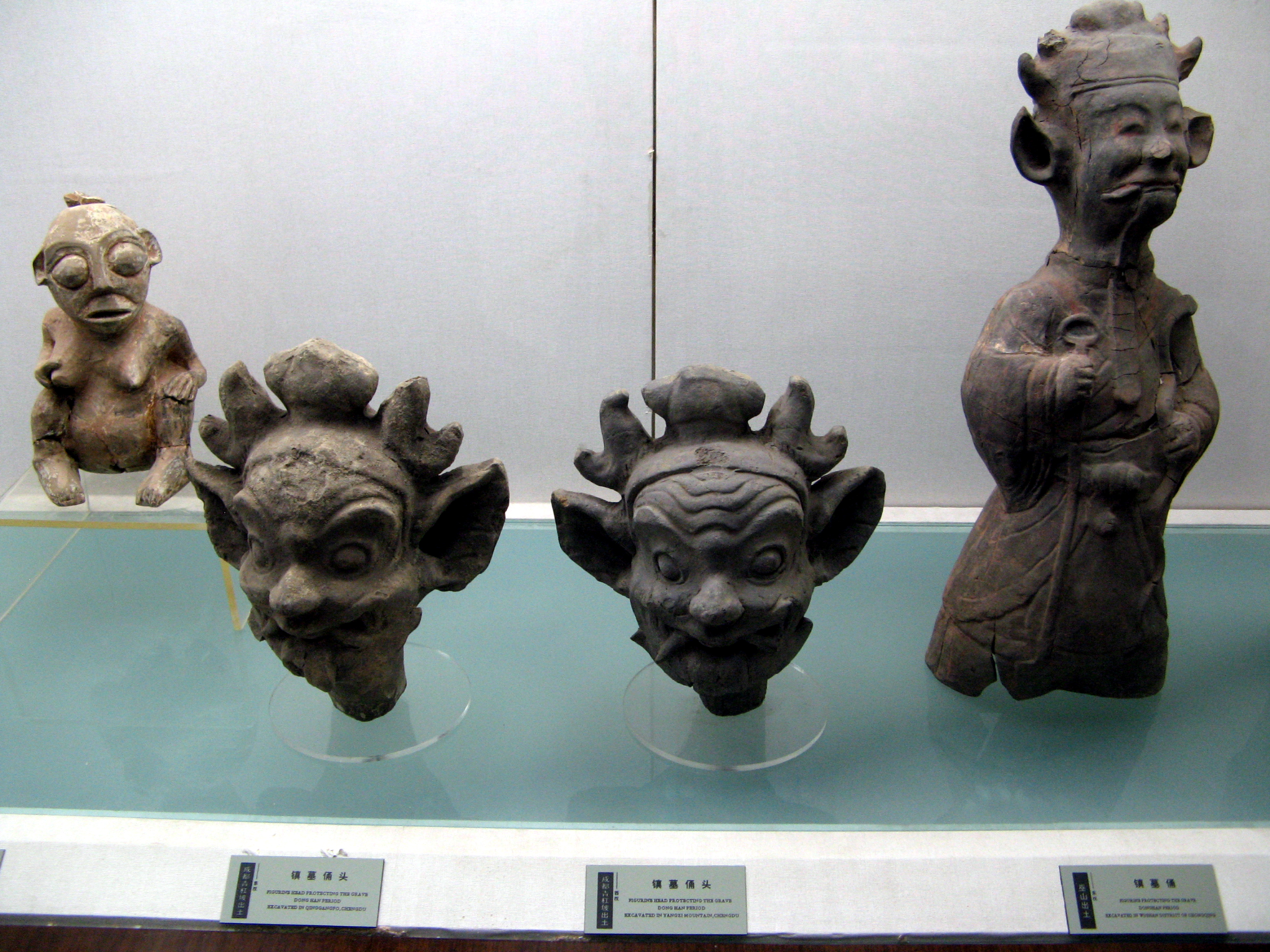
شخصيات خزفية لرؤوس حراس القبور الغريبة، فترة هان الشرقية (25-220 م)، متحف الخوانق الثلاثة، تشونغتشينغ.

على الرغم من أن الحب الرومانسي لم يكن محبطًا، إلا أنه تم ترتيب الزيجات كاتفاقات وروابط تم تشكيلها بين عشيرتين (مع الملكية باعتبارها الاهتمام الرئيسي)، وليس بالضرورة بين شخصين. إن مدخلات الأب حول من يجب أن يتزوج أبناؤه وبناته لها وزن أكبر من الأم، على الرغم من أن الجد يمكنه تجاوز قرار الأب. بمجرد زواج الزوجين، كان على الزوجة الجديدة زيارة معبد الأسرة حتى تتمكن من أن تصبح جزءًا من عشيرة الزوج ويعبدها أحفادها بشكل صحيح بعد الموت. ومع ذلك، احتفظت بلقب ولادتها. حيثُ مارست الغالبية العظمى من الناس في عهد هان الزواج الأحادي، على الرغم من أن المسؤولين الأثرياء والنبلاء كانوا قادرين على دعم واحدة أو أكثر من المحظيات بالإضافة إلى زوجاتهم القانونية.
ورغم أن السن المثالي للزواج هو الثلاثون للرجل وعشرين للمرأة، إلا أنه كان من الشائع أن يتزوج الذكر في سن السادسة عشرة والأنثى في سن الرابعة عشرة. ومن أجل تشجيع الأسر على تزويج بناتهم، تم تقديم قانون في عام 189 قبل الميلاد الذي أدى إلى زيادة معدل ضريبة الاقتراع للنساء الغير متزوجات اللواتي تتراوح أعمارهن بين خمسة عشر وثلاثين عامًا بمعدل خمسة أضعاف. مارس شعب الهان شكلاً صارمًا من الزواج الخارجي حيث لا يمكن للمرء أن يتزوج من شخص يحمل نفس اللقب، حتى لو لم يكن من الممكن إرجاع كلا الشريكين إلى سلف مشترك (ومع ذلك، فقد استبعد هذا العائلة المالكة، التي تزوجت أحيانًا من أقارب بعيدين) لأسباب سياسية). غالبًا ما يتزوج المسؤولون من عائلات ذات مسؤولين متساوين في المكانة، وأحيانًا يتزوجون من أميرات ملكيات أو يتزوجون بناتهم من الملوك وحتى الإمبراطور.
وفي العادة كانت هناك سبعة شروط للطلاق؛ وهي:
1. عصيان والدي الزوج.
2. العقم (عدم القدرة على الاستمرار في نسل العائلة).
3. الزنا (خلط دماء عشيرة أخرى في العائلة).
4. الغيرة (من المحظيات).
5. مرض عضال (عدم القدرة على الاستمرار في نسل العائلة).
6. الثرثرة (عدم الانسجام مع الأصهار أو أخوات الزوج).
7. السرقة.

ومع ذلك، يُمنع الزوج من إصدار طلاق لزوجته في حالة تنفيذ إحدى الشروط التالية: إكمال زوجته لثلاث سنوات من الحداد على أحد والديه المتوفين، أو في حالة عدم وجود أقارب أحياء في أسرة أبيها لتعود إليهم، أو إذا كانت أسرة الزوج في الأصل فقيرة ولكنها أصبحت غنية بعد الزواج. في بعض الأحيان، كانت المرأة قادرة أيضًا على طلب الطلاق والزواج مرة أخرى إذا كانت أسرة الزوج تعاني من الفقر، أو كان مريضًا، أو كان أهل زوجته يسيئون معاملتهم. على الرغم من أن الزواج مرة أخرى كان أمرًا مرفوضًا (خاصة وأن الطلاق يعني أن الزوجة تحرم عائلة زوجها السابق من مهرها)، إلا أنه كان شائعًا بين المطلقات والأرامل في جميع الفئات الاجتماعية.

### الميراث

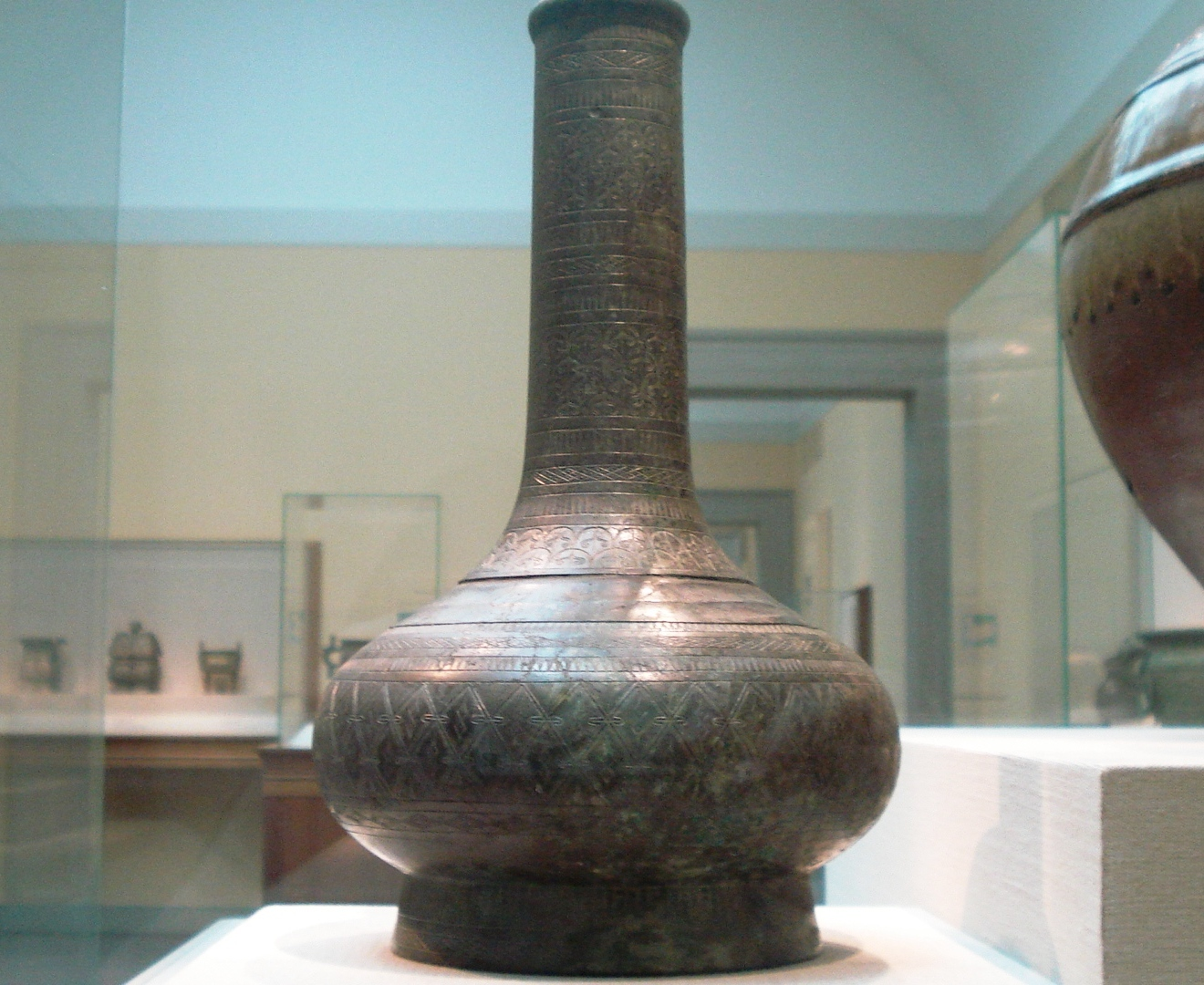
وعاء ألعاب برونزي غربي هان يعود تاريخه إلى (150-50 قبل الميلاد)، والتي كانت تستخدم خلال الاحتفالات من قبل الضيوف الذين يحاولون رمي السهام أسفل رقبتها الضيقة.

شمل نوعان من الميراث في عهد هان الميراث المشترك للممتلكات من المتوفى، والذي شاركت فيه جميع الفئات الاجتماعية (باستثناء العبيد)، ووراثة الألقاب، التي لا يمكن أن يتمتع بها إلا الأشخاص من ذوي العشرين رتبة والنبلاء والملوك. في الشكل الأول، ورث المسؤولون والعامة حصة متساوية من الممتلكات لكل من أبنائهم في وصيتهم. وهذا يستثني البنات اللاتي تزوجن من عائلات أخرى وبالتالي لم يحملن اسم العائلة. ومع ذلك، حصلت البنات على جزء من ممتلكات الأسرة في شكل مهر زواجهن، والذي كان يساوي أحيانًا حصة الأخ من الثروة في الوصية. النوع الثاني من الميراث ينطوي على ممارسة البكورة ، حيث يرث اللقب الرسمي لابن واحد فقط. كان هذا صحيحًا بالنسبة للإمبراطور كما كان ينطبق على أي ملك أو مركيز أو عامة الناس من الرتب العشرين. ومن أجل تقليل سلطة الملوك وفي الوقت نفسه الحفاظ على حق البكورة، صدر مرسوم إمبراطوري في عام 127 قبل الميلاد. وهذا المرسوم نص على أنه يتوجب على الملوك تقسيم أراضي مملكاتهم بين الخليفة المعين (أي الوريث الرسمي) وإخوة الملوك، الذين تم تعيينهم كمركزين. ونتيجة لذلك، تم إنشاء مراكز جديدة وتصغير حجم كل مملكة بشكل فعال مع كل جيل.

### المرأة ومكانتها

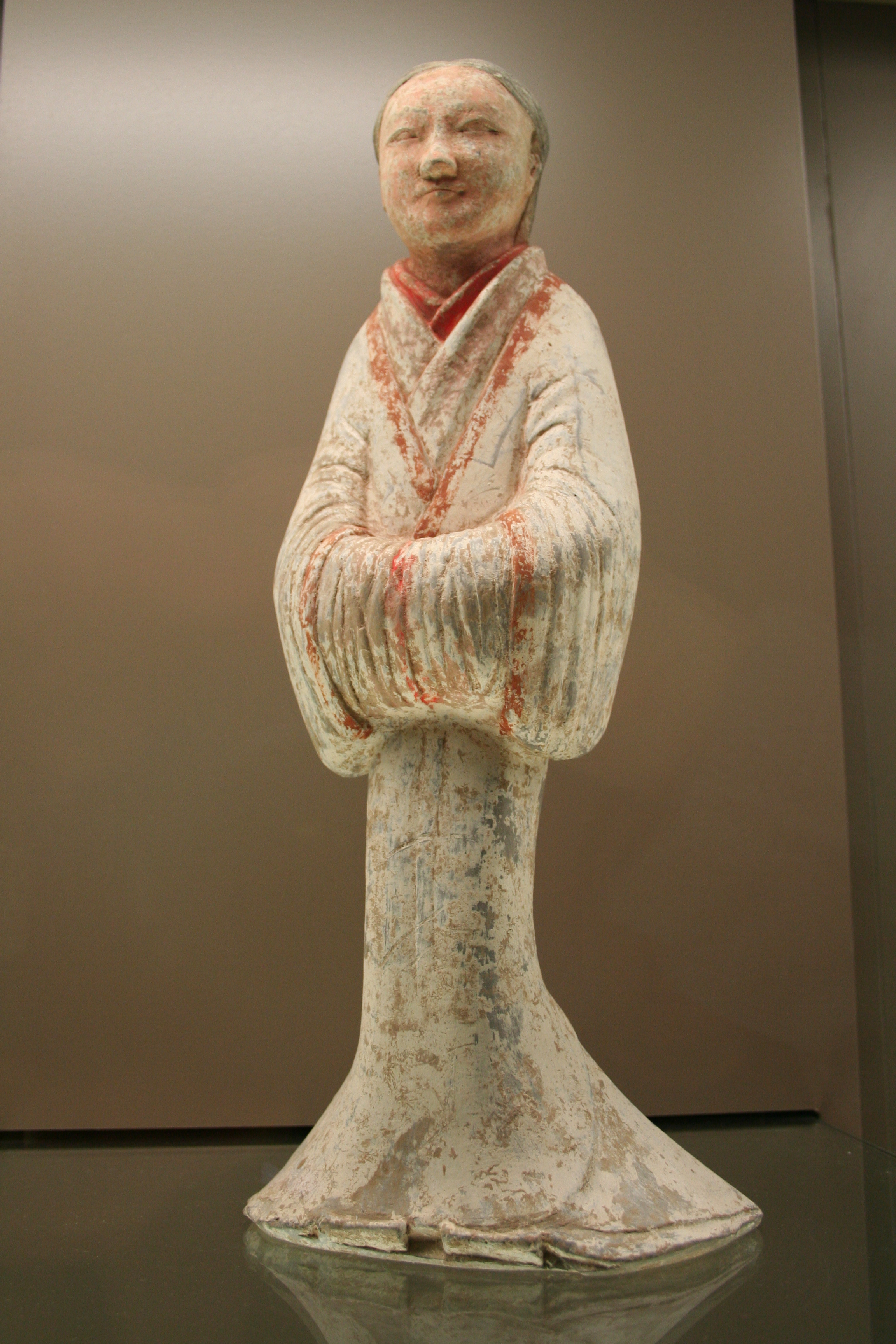
تمثال خزفي مطلي بأسلوب هان الغربي لخادمة ترتدي ثيابًا حريرية>

كتبت المؤرخة بان تشاو (45-116 م) في دروسها للنساء أنه، مثل القوى المعاكسة والمتكاملة للين واليانغ ، كانت فضائل الرجال العظيمة هي القوة والصلابة، بينما كانت فضائل المرأة العظيمة هي الإحترام والإمتثال. طوال حياتها، كان على امرأة الهان أن تخضع لإرادة والدها أولاً، ثم زوجها، ثم ابنها البالغ. ومع ذلك، هناك العديد من الانحرافات المسجلة عن هذه القاعدة، حيث كتب أن بعض نساء الهان انخرطن في جدالات ساخنة مع أزواجهن حول المحظيات (أحيانًا يضربن المحظيات بدافع الغيرة ولمعاقبة الزوج)، وكتبن مقالات ورسائل للأزواج الذين يعملون كمحظيات. يلجأ المسؤولون الحكوميون وأحيانًا الأزواج إلى زوجاتهم للحصول على المشورة بشأن الشؤون السياسية للمحكمة. عندما يفارق الأب الحياة، يصبح الابن الأكبر من الناحية النظرية الشخص الرئيسي في الأسرة. ومع ذلك، كما تم تلميحه في العديد من الأعمال الأدبية الهانية، كان عليهم أيضًا أن يحترموا إرادة والدتهم، ولكنها قد كانت قادرة حتى على فرض سيطرتها عليهم في حالة اعتذارهم عن ذلك، وهذا ما يمكن أن يُعد جريمة.
كانت بعض المهن مخصصة تقليديًا للنساء، في حين تم إعفاؤهن أيضًا من واجبات العمل بالسخرة. كان من المتوقع من النساء تربية الأطفال، ونسج الملابس للأسرة، وأداء الواجبات المنزلية مثل الطبخ؛ على الرغم من أن الزراعة كانت تعتبر عملاً للرجال، إلا أن النساء في بعض الأحيان حرثن الحقول جنبًا إلى جنب مع أزواجهن وإخوانهن. شكلت بعض النساء مجموعات مجتمعية للغزل والنسيج لتجميع الموارد معًا لدفع ثمن الشموع وزيت المصابيح والتدفئة أثناء الليل والشتاء. يمكن لأعمال النسيج الناجحة أن توظف مئات النساء. كان الغناء والرقص للترفيه عن الرعاة الأثرياء من المهن الشائعة الأخرى المتاحة للنساء.
عندما يتوفى الزوج، تصبح الأرملة في بعض الأحيان المعيل الوحيد لأطفالها، وبالتالي كان عليها أن تكسب لقمة عيشها من خلال نسج الملابس الحريرية أو صنع الصنادل المصنوعة من القش لبيعها في السوق. كما اتجهت بعض النساء إلى مهنة السحر المتواضعة من أجل الدخل. يمكن للنساء الأخريات الأكثر حظًا أن يصبحن طبيبات مشهورات يقدمن الخدمات لعائلات كبار المسؤولين والنبلاء. وكانت بعض النساء الثريات يعملن في التجارة الفاخرة، مثل تلك التي كانت تبيع اللؤلؤ لأميرة بشكل متكرر. حتى أن البعض ساعد في اتخاذ قرارات عمل أزواجهن. كانت التجارات اللاتي يرتدين الملابس الحريرية التي تنافس حتى ملابس النبلاء يعتبرن غير أخلاقيات مقارنة بالحائكة المثالية.

## التعليم والأدب والفلسفة

### الأيديولوجيات المتنافسة

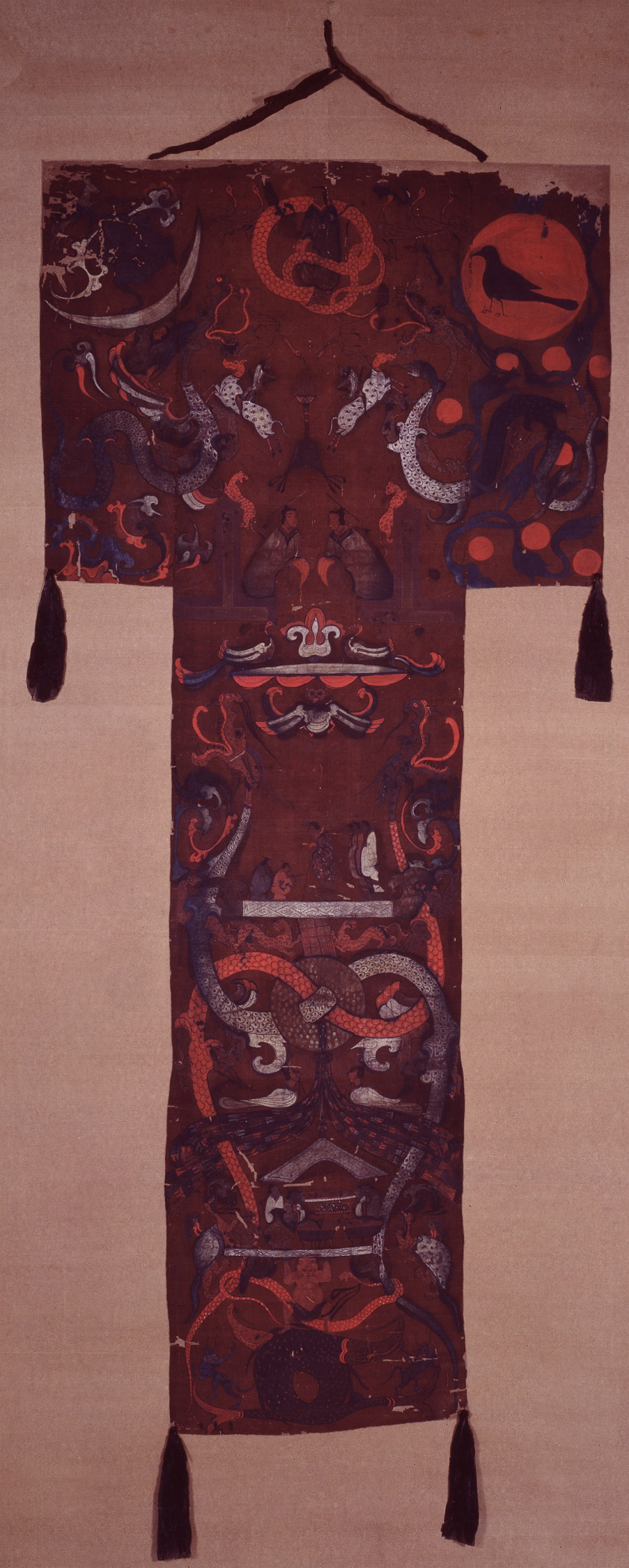
عُثر على لوحة هانية غربية على الحرير ملفوفة فوق التابوت في قبر السيدة داي (ت 168 قبل الميلاد) في ماوانغدوي في تشانغشا ، مقاطعة هونان ، الصين. ويبدو أن المشاهد المرسومة عليها توضح رحلة روح المرأة. يُظهر القسم العلوي العالم السماوي، مكتملًا بالتنانين والفهود والمخلوقات الهجينة. يوجد في الزوايا الغراب الذي يرمز إلى الشمس والضفدع الذي يرمز إلى القمر، ويمثل اقتران الشمس والقمر القوى الكونية للين واليانغ.

كتب المؤرخ سيما تان (ت. 110 قبل الميلاد) أن التقليد القانوني الذي ورثه هان من أسرة تشين السابقة يعلم أن فرض قوانين صارمة من صنع الإنسان والتي لا ترقى إلى اللطف من شأنه أن ينتج مجتمعًا منظمًا بشكل جيد، نظرًا لأن الطبيعة البشرية كانت بالفطرة غير أخلاقي وكان لا بد من التحقق. "الشرعية" هي التسمية التي ابتكرها علماء هان لوصف الفلسفة الاجتماعية والسياسية التي صاغها إلى حد كبير شين بوهاي، وشانغ يانغ، وهان فاي، وهي فلسفة شددت على أن الحكومة يجب أن تعتمد على نظام صارم من العقوبات والمكافآت للحفاظ على القانون والنظام. تأثر بعض مسؤولي الهان الغربيين الأوائل بمبدأ "عدم الفعل" الواضح في عمل هان فاي والطاوي لاوزي. ومن خلال استخدام هذا المفهوم، جادلوا بأنه بمجرد وضع القوانين والأنظمة الإدارية، تعمل الحكومة بسلاسة ويصبح التدخل نيابة عن الحاكم غير ضروري.
عُرفت هذه المدرسة الفكرية باسم "الإمبراطور الأصفر ولاوزي"، والتي حظيت بقبول كامل في المحكمة تحت رعاية الإمبراطورة الأرملة دو (ت 135 قبل الميلاد). يعتقد أتباعها أن منشئ الحضارة المنظمة هو الإمبراطور الأصفر الأسطوري، وهو رأي يتناقض مع آراء علماء الكونفوشيوسية اللاحقة بأن ياو وشون الأسطوريين كانا مسؤولين عن إخراج الإنسان من حالة الفوضى. قدمت أعمال مثل كتاب هواينانزي (الذي تم تقديمه عام 139 قبل الميلاد) أفكارًا منهجية جديدة حول الكون مما أدى إلى تقويض رسالة فكر هوانغ لاو. بدأ علماء مثل شوسون تونغ في التعبير عن تركيز أكبر على الأفكار الأخلاقية المتبناة في الأعمال الفلسفية "الكلاسيكية" مثل أعمال كونغزي (أي كونفوشيوس، 551-479 قبل الميلاد)، وهي أيديولوجية تُعرف على نحو عفا عليه الزمن باسم الكونفوشيوسية. وجد الإمبراطور قاوزو أن إصلاحات شوسون تونغ الكونفوشيوسية لطقوس البلاط مفيدة طالما أنها تزيد من مكانته، ومع ذلك لم تكتسب الكونفوشيوسية رعاية حصرية في المحكمة إلا في عهد "الإمبراطور وو".

### الكونفوشيوسية تصبح ذات أهمية قصوى
في قلب الأخلاق الكونفوشيوسية كانت هناك فضائل مختارة مثل طاعة الوالدين، والعلاقات المتناغمة، والطقوس، والصلاح. دُمجت هذه الأفكار في نظام لاهوتي يشتمل على نظريات كونية سابقة للين واليانغ بالإضافة إلى المراحل الخمس (أي الدورات الطبيعية التي حكمت السماء والأرض والإنسان) كان رائدًا لأول مرة على يد دونغ تشونغشو (179-104 قبل الميلاد). على الرغم من أن الأصالة الكاملة لتأليف دونغ لسجلات ندى الربيع والخريف أصبحت موضع تساؤل مع وجود تلميحات إلى أن الأجزاء قد أعيدت كتابتها في وقت قريب من زمن ليو شيانغ أو ليو شين (المتوفى 23 م)، إلا أن ثلاثة من مؤلفاته تم حفظ النصب التذكارية الأصلية التي أُرسلت إلى العرش لمناقشة نسخته التوفيقية من الكونفوشيوسية في كتاب هان في القرن الأول الميلادي.
نظرًا لأن نموذجه دمج وبرر الحكومة الإمبراطورية في النظام الطبيعي للكون، فقد نال إعجاب الإمبراطور وو، الذي ألغى في عام 136 قبل الميلاد الكراسي الأكاديمية أو المثقفين غير الكونفوشيوسيين الذين لا يتعاملون مع الكلاسيكيات الكونفوشيوسية الخمسة: كلاسيكيات الشعر. وكلاسيكية التغيرات، وكلاسيكية الطقوس، وكلاسيكية التاريخ، وحوليات الربيع والخريف.
توسعًا في موقف منجزي (حوالي 372 - 289 قبل الميلاد) بأن الطبيعة البشرية كانت جيدة بالفطرة، كتب دونغ أن الناس بحاجة إلى تغذية خارجية من التعليم ليصبحوا "مستيقظين" ويطوروا الأخلاق. ولإعداد مسؤولين سليمين أخلاقيًا، قام الإمبراطور وو برعاية التعليم الكونفوشيوسي عندما أسس الجامعة الإمبراطورية في عام 124 قبل الميلاد. على الرغم من القبول السائد للكونفوشيوسية بالنسبة لبقية هان (وحتى نهاية أسرة تشينغ في عام 1911)، إلا أن الفلاسفة ما زالوا يدافعون عن بعض الأفكار القانونية بينما تعكس قوانين الدولة وسياساتها حلاً وسطًا تم التوصل إليه بين الشرعية وكونفوشيوسية هان.
كانت هناك تقاليد إقليمية مختلفة أو "مدارس" داخل الكونفوشيوسية مخصصة لنصوص معينة. والاثنان اللذان أثارا معظم الجدل هما النصوص الجديدة وتقاليد النصوص القديمة . الأول يمثل الأعمال المنقولة شفهيًا بعد حرق كتاب تشين عام 213 قبل الميلاد، والأخير عبارة عن نصوص تم اكتشافها حديثًا يزعم كونغ أنغو وليو شين وآخرون أنه تم التنقيب عنها من جدران منزل كونغزي، وعرضت أحرفًا مكتوبة قديمة، وبالتالي كانت إصدارات أكثر أصالة. على الرغم من رفضها في البداية، إلا أن النصوص القديمة وجدت قبولًا في محاكم الإمبراطور بينج ووانغ مانغ، وقد رفضها الإمبراطور غوانغو، وقبلها الإمبراطور تشانغ مرة أخرى، إلا أن الإمبراطور تشانغ رفضها للمرة الثالثة.

### مزيد من التوليف الفلسفي

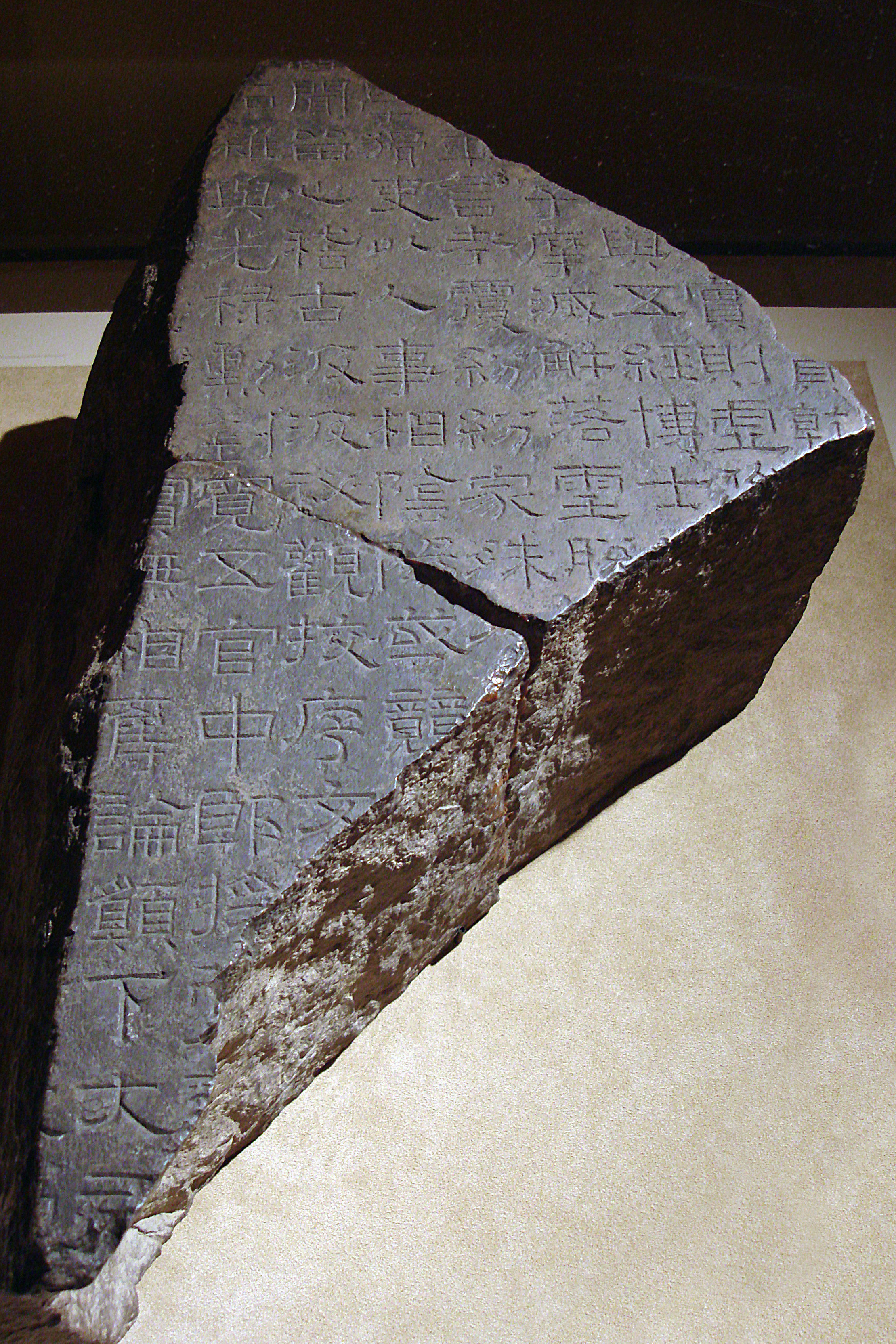
جزء من "كلاسيكيات الحجر"؛ هذه الكلاسيكيات الخمسة المنحوتة على الحجر والتي تم تركيبها في عهد الإمبراطور لينغ على طول جانب طريق الجامعة الإمبراطورية (مباشرة خارج لويانغ) صُنع أمر من كاي يونغ (132-192 م)، الذي كان يخشى أن يتم تحريف الكلاسيكيات الموجودة في المكتبة الإمبراطورية. من قبل الأكاديميين الجامعيين.

على النقيض من يقين دونغ بشأن الخير الفطري، قام الكاتب المعاصر جيا يي (201-169 قبل الميلاد) بتجميع وجهات النظر المتعارضة لمينجزي وزونزي (حوالي 312 - 230 قبل الميلاد) في فصل "الحماية والتوجيه" (باوفو ) من كتابه توصيات جديدة ليجادل بأن الطبيعة البشرية كانت مرنة وبالتالي ليست في الأصل جيدة أو شريرة. تحولت كونفوشيوسية هان في فترة هان الشرقية عندما ناضل العلماء لفهم كيف فشل نظام وانغ مانغ على الرغم من رعايته الكبيرة للإصلاح الكونفوشيوسي.
يُمكن تمثيل الانتقال من مثالية هان الغربية إلى شكوك هان الشرقية جزئيًا من خلال الأقوال المثالية ، جادل ليانغ شيونغ بأن الطبيعة البشرية غير محددة، وأنه يمكن للمرء أن يزرع الخير ويهرب المواقف السلبية من خلال تعلم المبادئ القيمة للعديد من المدارس الفكرية (وليس الكونفوشيوسية فقط)، ومع ذلك لم يكن للإنسان سيطرة على مصيره النهائي الذي قررته السماء.
قال هوان تان في مناقشاته الجديدة، إنه على الرغم من رعاية محكمة هان للتعليم الكونفوشيوسي، إلا أن الحكومة أصبحت فاسدة، وبالتالي قوضت اعتقاد دونغ تشونغشو المرسوم كونيًا بأن التعليم الكونفوشيوسي يسير جنبًا إلى جنب مع التعليم الكونفوشيوسي. يدا بيد مع النجاح السياسي.
قام الكونفوشيوسيون الشرقيون بدمج أفكار الشرعية والطاوية لشرح كيف يمكن إنقاذ المجتمع، مثل وانغ فو (78-163 م) في كتابه تعليقات الناسك ( تشيان فو لون) الذي جادل بأن الشرور التي تراكمت على البشرية مع مرور الوقت يمكن أن تكون تم تصحيحه من خلال المشاركة المباشرة للجسد السياسي (النهج القانوني)، ولكن كان على الفرد تنمية الفضيلة الشخصية في هذه الأثناء كحل طويل الأمد (النهج الطاوي).

### التعليم العام والخاص
من أجل تأمين منصب كمدرس، أو مثقف في العاصمة، أو مسؤول حكومي، يمكن للطالب اختيار أحد المسارات العديدة ليصبح متعلمًا جيدًا. ربما كان المسار الأكثر شهرة هو الالتحاق بالجامعة الإمبراطورية. يجب أن يكون عمر الطلاب أكبر من ثمانية عشر عامًا للتسجيل، ويتم اختيارهم من قبل وزير الاحتفالات من بين أولئك الذين أوصت بهم السلطات المحلية. يمكن للطلاب الآخرين اختيار الالتحاق بمدرسة ترعاها حكومة القيادة المحلية. حيثُ يمكن للمعلم المحترف الذي افتتح مدرسة خاصة في بلدة أو قرية صغيرة أن يجمع أحيانًا عدة مئات إلى أكثر من ألف طالب. كان من المتوقع أن يدفع الطلاب الرسوم الدراسية ، وبالتالي كان المعلم يتمتع براتب كبير. كانت مكانته في المجتمع المحلي ذات أهمية قصوى في العادة، وكان يتم البحث عنه كمحكم في النزاعات. على الرغم من توسع حجم الأكاديمية الإمبراطورية بشكل كبير في هان الشرقية، إلا أن أهمية المدارس الخاصة زادت مع فقدان الحكومة الإمبراطورية سلطتها ودفع اضطهاد أكاديميتها لتقاليد النص القديم الكثيرين إلى متابعة دراسات النص القديم في المؤسسات الخاصة.

### التاريخ القياسي

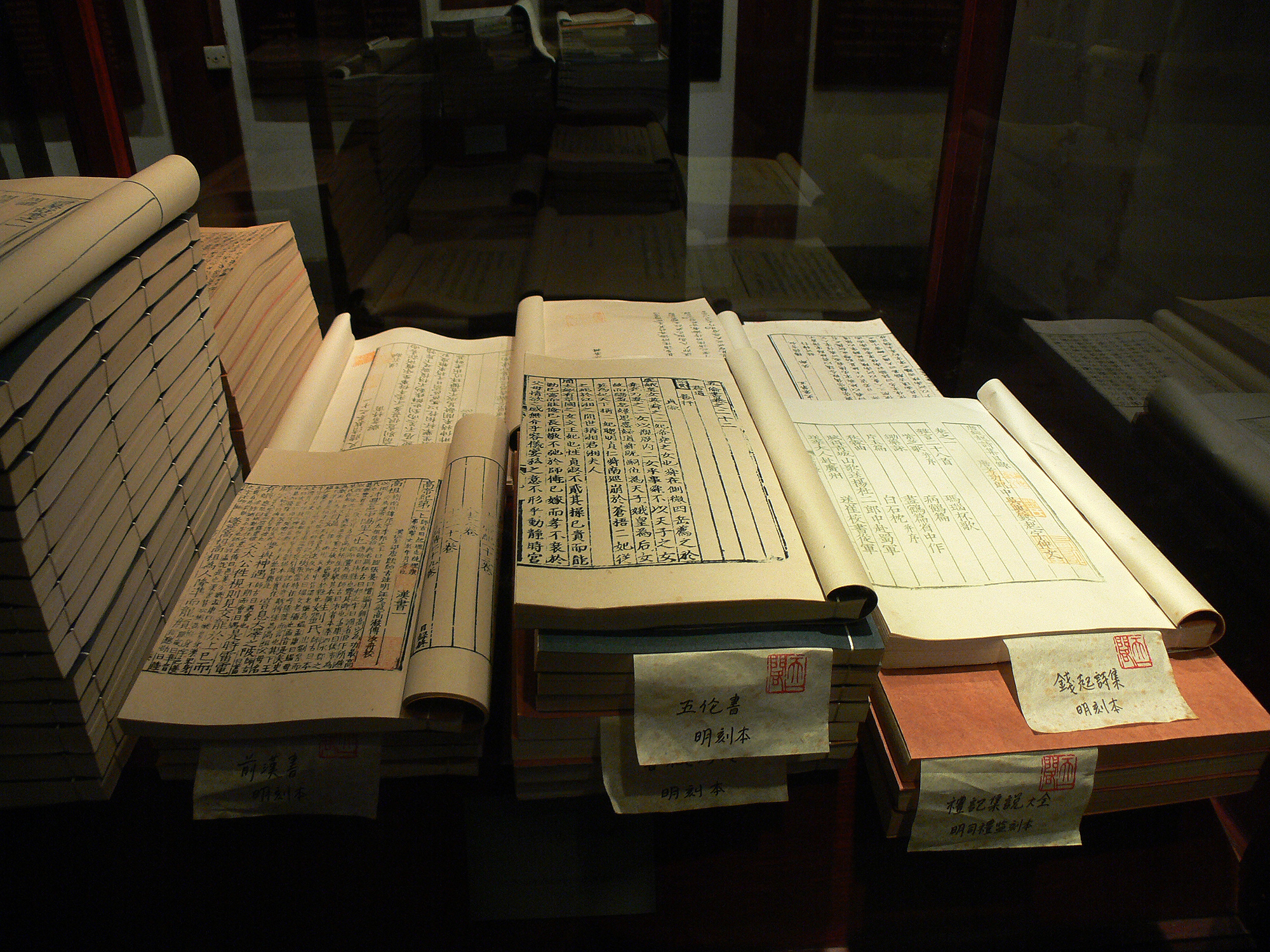
طبعة مطبوعة من الخشب من عهد أسرة مينغ لكتاب هان.

قبل سجلات المؤرخ الكبير (شيجي) التي كتبها سيما تشيان (145-86 قبل الميلاد)، كانت هناك سجلات مقتضبة لأحداث مثل حوليات الربيع والخريف والسجلات الموجودة في شويهودي والتي تغطي الأحداث في ولاية تشين وأسرة تشين من 306 إلى 217 قبل الميلاد. كان هناك أيضًا كتاب التاريخ الكلاسيكي ( وهو جزء من الشريعة الكونفوشيوسية) الذي يسجل أفعال الحكام السابقين والأحداث السياسية (أحيانًا أسطورية وليست تاريخية). ومع ذلك، يعتبر عمل سيما أول تاريخ الصين القياسي، وقد وضع الأساس للتأريخ الصيني من خلال إنشاء أول تاريخ عالمي للصين. قام بتقسيم عمله المكون من مائة وثلاثين فصلاً إلى سجلات أساسية، وجداول زمنية في شكل شبكي (مع حسابات سنة بعد سنة منذ 841 قبل الميلاد، بداية عهد غونغهي )، وأطروحات حول موضوعات عامة مثل الاقتصاد والسياسة، وتاريخ المنازل والولايات الوراثية، والسير الذاتية للأفراد مرتبة بترتيب زمني تقريبًا، وسيرته الذاتية باعتبارها الفصل الأخير. سمح لسيما، بصفته أمين أرشيف المحكمة، باستخدام ثمانين مصدرًا نصيًا بالإضافة إلى النصب التذكارية والمراسيم والنقوش الحجرية. وقد عززت هذه المصادر النطاق الهائل لعمله، الذي يذكر ما يقرب من أربعة آلاف شخص بالاسم. كما سافر كثيرًا لمقابلة الشهود للحصول على روايات أحدث.
على عكس التقليد التاريخي الغربي الذي أنشأه هيرودوت اليوناني، يؤكد الأستاذ المساعد بجامعة نورث كارولينا الدكتور جرانت هاردي أن عمل سيما كان يهدف إلى أن يكون نموذجًا نصيًا مصغرًا يمثل كل جانب من جوانب الكون والأرض. والإنسان في شكل نموذجي، بنفس الطريقة التي مثلت بها الخريطة البارزة الموجودة في قبر تشين شي هوانغ إمبراطوريته. يوضح هاردي أن هذا لم يكن فريدًا بالنسبة لعمل سيما، حيث اعتقد علماء هان أن الأسرار المشفرة موجودة في حوليات الربيع والخريف، والتي اعتبرت "عالمًا مصغرًا يشتمل على جميع المبادئ الأخلاقية والتاريخية الأساسية التي يعمل بها العالم" ويمكن تفسير الأحداث المستقبلية عن طريق التنبؤ. ومع ذلك، فإن أطروحة هاردي المصغرة كتفسير لتناقضات شيجي في النهج الأيديولوجي والتنظيم والخصائص الأدبية قد تعرضت لانتقادات من قبل مايكل لوي وديفيد شابرج. لقد أعربوا عن شكوكهم حول وجهة نظر هاردي بأن سيما قصد من عمله أن يكون نموذجًا متجانسًا ومخططًا جيدًا للواقع، بدلاً من مجموعة من الروايات المترابطة بشكل فضفاض والتي تحتفظ بالتحيزات الأيديولوجية الأصلية للمصادر المختلفة المستخدمة.
التاريخ القياسي التالي كان كتاب هان، الذي جمعه بان بياو (3-54 م)، وابنه بان جو (32-92 م)، وإبنته بان تشاو (45-116 م). على عكس عمل سيما الخاص والمستقل، تم تكليف ورعاية هذا النص التاريخي من قبل بلاط هان في عهد الإمبراطور مينغ (حكم من 57 إلى 75 م)، الذي سمح لبان غو باستخدام الأرشيف الإمبراطوري. شكل هذا سابقة مهمة لبقية التواريخ القياسية، حيث أصبح المؤرخ الآن غير قادر فعليًا على انتقاد راعيه الحاكم. يغطي كتاب هان تاريخ الصين الذي توقف منذ عمل سيما في عهد الإمبراطور وو حتى عهد هان في الشرق الأوسط. على الرغم من أن سجلات الممالك الثلاث تضمنت أحداثًا في أواخر هان الشرقية، إلا أنه لم يركز أي عمل تاريخي حصريًا على فترة هان الشرقية حتى قام فان يي (398-445 م) بتجميع كتاب هان اللاحق.

### الرسائل والقواميس والأدلة والسير الذاتية

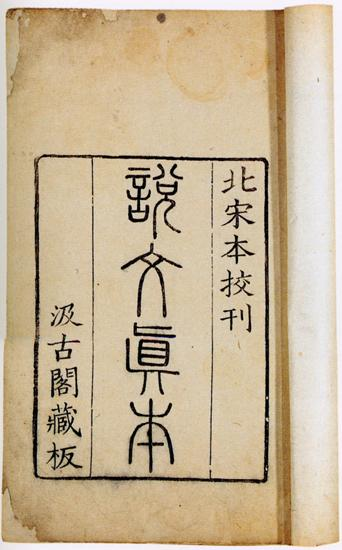
غلاف إعادة طبع حديثة لطبعة الأغنية الشمالية (960-1127 م) من شووين جيزي.

يعد الدليل الجاهز أقدم قاموس صيني معروف وتم تجميعه في وقت ما في القرن الثالث قبل الميلاد قبل عهد هان. تشمل القواميس المكتوبة خلال عهد أسرة هان الخطاب الإقليمي ليانغ شيونغ ( فانجيان ) في 15 قبل الميلاد وخطاب شو شين (حوالي 58 - 147 م) الذي يشرح الشخصيات الوحدوية ويحلل الشخصيات المركبة ( شووين جيزي ) في 121 م. كان كتاب فانجيان ليانغ شيونغ أول عمل لمفردات اللهجة الصينية. المصطلح الصيني الحديث لـ "اللهجة" مشتق من عنوان هذا الكتاب.
قام شو بإدراج 9353 حرفًا مع 1163 نموذجًا مختلفًا، وقام بترتيبها في 540 رأسًا للأقسام وفقًا لجذورها المكتوبة. أصبح هذا النهج المريح والمنهجي لترتيب الحروف حسب متطرفيها هو المعيار الذي يجب أن تتبعه جميع القواميس الصينية.
تم كتابة كتيبات وأدلة وأدلة وأطروحات لمختلف المواضيع في هان. يعد كتاب هان الغربي لفان شينغزي ( فان شينغزي شو) الذي كُتب في عهد الإمبراطور تشنغ أحد كتيبين عن التقنيات والعمليات الزراعية التي بقيت من عهد هان. والآخر هو تعليمات هان الشرقية الشهرية للفئات الأربع من الناس.
أصبح من الشائع بين رجال النبلاء كتابة مقالات أسلوبية وتكليف السادة الآخرين بكتابة سير ذاتية خاصة. ركزت هذه السير الذاتية المنشورة بشكل خاص إما على رجال النبلاء من المنطقة أو الشخصيات الأكثر شهرة والتي كانت لها شهرة وطنية.

### الشعر والروايات

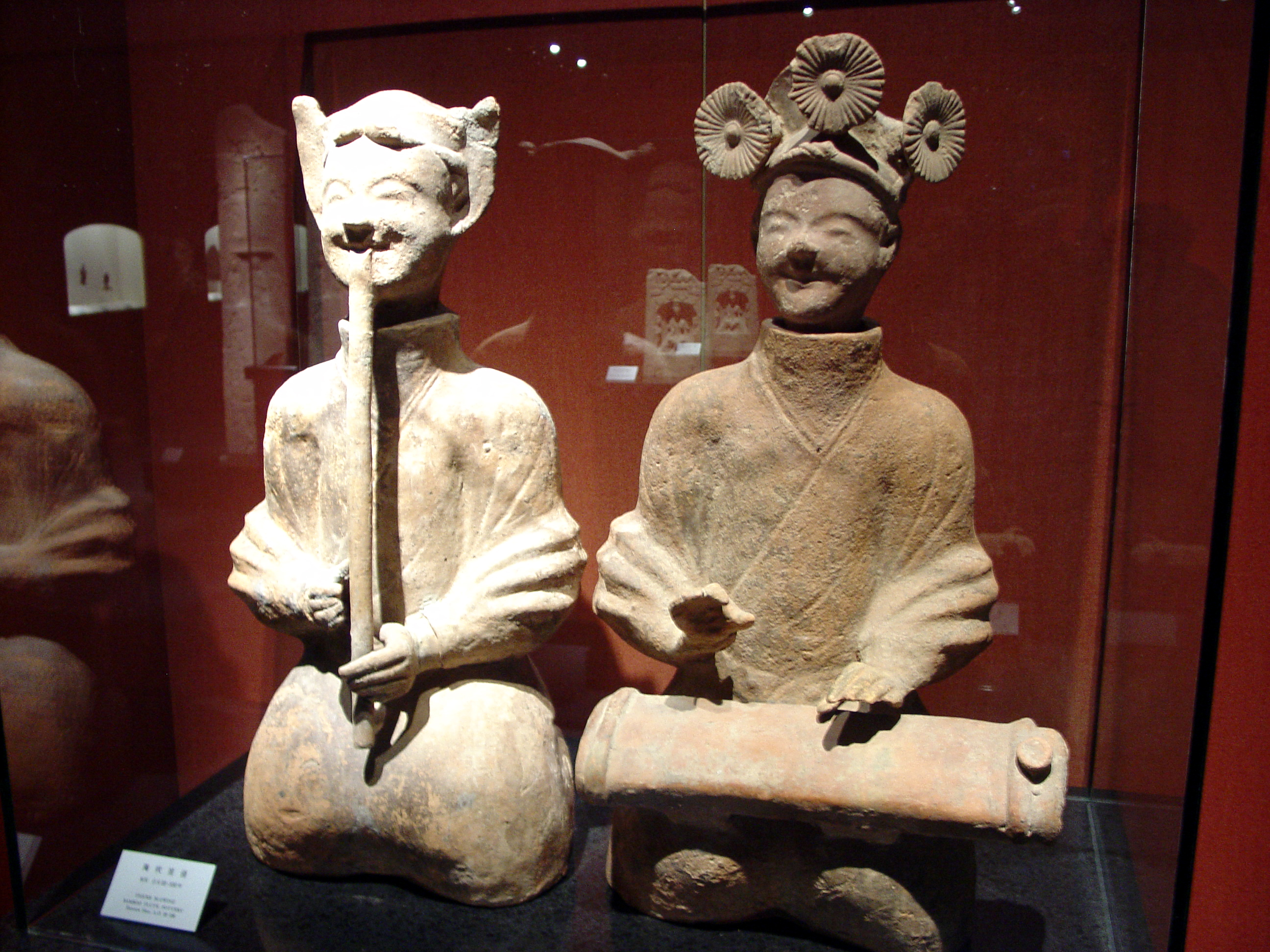
موسيقيون مفعمون بالحيوية يعزفون على مزمار الخيزران وآلة مقطوعة، وتماثيل خزفية صينية من فترة هان الشرقية (25-220 م)، متحف شنغهاي.

الرابسودي ، المعروفة باسم فو باللغة الصينية ، كانت نوعًا أدبيًا جديدًا. كتب الشاعر والمسؤول سيما شيانغرو (179-117 قبل الميلاد) العديد من القصائد الغنائية، لكن أكبرها وأكثرها تأثيرًا كانت "قصيدة ابن السماء في رحلة صيد على مهل" (تيانزي يولي فو) المكتوبة في شكل مناظرة. تضمنت روايات سيما عناصر أدبية موجودة في أغاني تشو - وهي مختارات من القصائد المنسوبة إلى تشو يوان (340-278 قبل الميلاد) وسونغ يو (القرن الثالث قبل الميلاد) - مثل الطيران مع الخالدين السماويين. كان يانغ شيونغ كاتب فو البارز الآخر في غرب هان، وعلى الرغم من أنه أشاد في البداية بعمل سيما، إلا أنه انتقده لاحقًا كمثال على عيوب هذا النوع. في هان الشرقية، كتب بان جو قصيدة غنائية تقارن بين العاصمتين تشانغآن ولويانغ، حيث خلص إلى أن لويانغ كانت الأفضل بين الاثنين (وهو ما كان مدحًا خفيًا للإمبراطور الحالي، مشيرًا إلى أن فضيلته تفوقت على حكام الصين). هان الغربية). كما كتب عالم الفلك والمخترع في البلاط تشانغ هنغ (78-139 م) قصائد غنائية عن العواصم مستوحاة من تلك الخاصة ببان غو. كتب أيضًا قصيدة " العودة إلى الحقول "، التي دمجت المثل الطاوية والكونفوشيوسية بالإضافة إلى وضع الأساس لشعر الطبيعة الميتافيزيقية اللاحق.
كتب تشانغ هنغ "قصائد غنائية عن الأحزان الأربعة"، والتي تمثل أقدم قصائد شي السباعية المقطعية في الأدب الصيني. أنتج مكتب الموسيقى التابع للحكومة أيضًا الأغاني الشعبية واليويفو ، وهو شكل غنائي من الشعر الذي أصبح نوعًا فرعيًا قياسيًا من شعر شي. ركزت هذه القصائد إلى حد كبير على القضايا الأخلاقية التي وجدها علماء الكونفوشيوسية مقبولة ومتوافقة مع تقاليد أسرة تشو. عادة ما يحضر شعراء فترة جيانان (196-220 م) نفس المناسبات الاجتماعية لتأليف قصائد حول موضوع معين بصحبة بعضهم البعض.

## القوانين والعادات

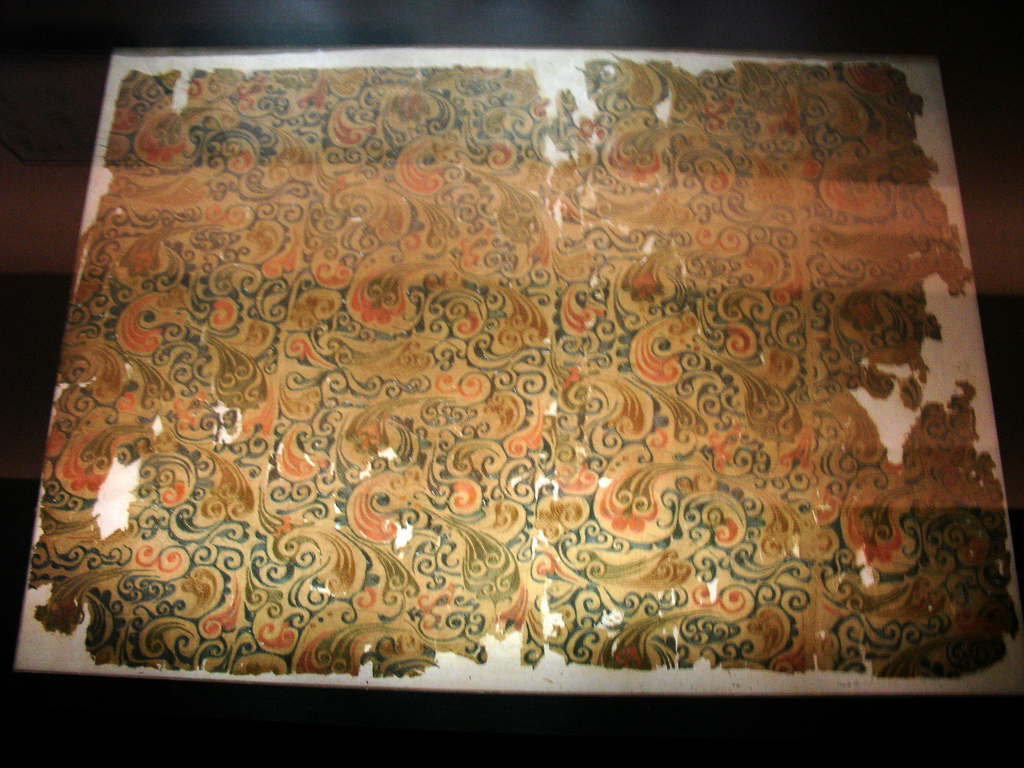
المنسوجات الحريرية من القبر رقم. 1 في موقع مقابر ماوانغدوي هان، القرن الثاني قبل الميلاد، هان الغربية؛ وفقًا لقوانين الإنفاق، مُنع التجار المسجلون من ارتداء الحرير، ومع ذلك كان هذا الأمر يُستهزأ به ويصعب تنفيذه.

بحلول عهد أسرة هان، نضج القانون المكتوب من شكله القديم المعتمد إلى حد كبير على القانون الطبيعي والعادات الاجتماعية إلى مجموعة عقلانية متأثرة بالسياسة ومبنية على القانون الوضعي. ومع ذلك، فإن قانون قانون أسرة هان الذي وضعه المستشار شياو هي (توفي عام 193 قبل الميلاد) كان إلى حد كبير امتدادًا لقانون قانون أسرة تشين الحالي. تشمل الأدلة على ذلك الاكتشافات الأثرية في شويهودي في عصر تشين وتشانغجياشان في عصر هان. تتألف الفصول التسعة من قانون القوانين من القوانين التي تتناول الجريمة، بينما يتناول اثنان من هذه الفصول إجراءات المحاكم. على الرغم من أنه لم يبق إلا في أجزاء صغيرة، إلا أنه يُزعم أنه كان عملاً مكتوبًا ضخمًا مكونًا من 960 مخطوطة مكتوبة. يحتوي القانون على 26.272 مقالة مكتوبة في 7.732.200 كلمة تحدد العقوبات. وكان هناك 490 مادة تتعلق بعقوبة الإعدام وحدها، وتضمنت 1882 جريمة و3472 قياسًا أو قطعة من السوابق القضائية.
كان قاضي المقاطعة ومدير القيادة هم قضاة المحكمة الرسميين للمقاطعة والقيادة، على التوالي. تداخلت صلاحياتهم، لكن مدير القيادة لم يتدخل إلا في قضايا محاكم المقاطعات عند الضرورة؛ وكان من المتفق عليه عموماً أن من يقبض على مجرم أولاً يكون أول من يحكم عليه. إذا تعذر حل قضية أمام المحكمة على مستوى القيادة، كان قائد العدل في الحكومة المركزية هو السلطة النهائية للاستئناف أمام الإمبراطور. ومع ذلك، فقد تعامل في أغلب الأحيان مع حالات المتمردين السياسيين وقتل الملوك فيما يتعلق بالملوك والمركيزات وكبار المسؤولين. فوق القائد كان الإمبراطور والقاضي الأعلى والمشرع.

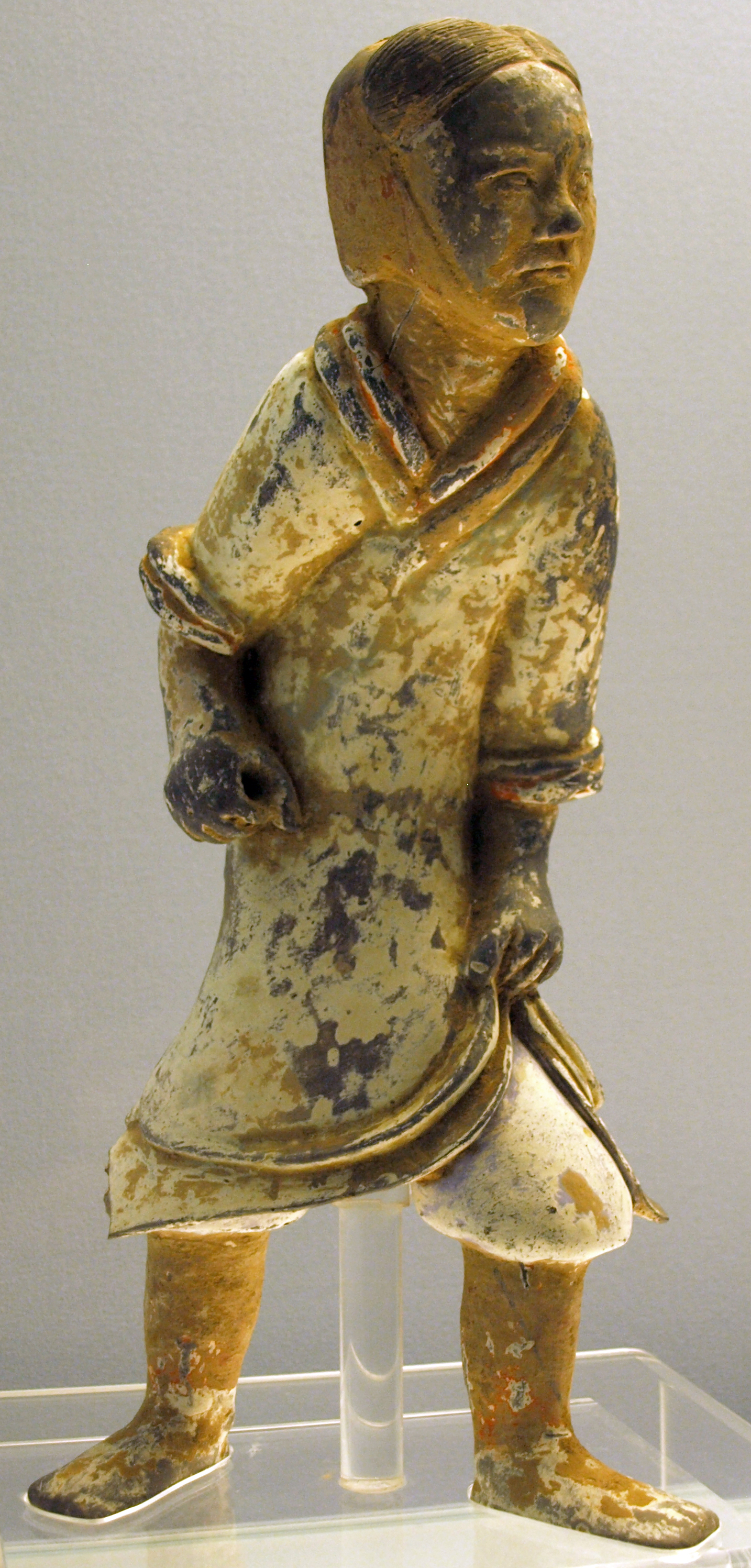
تمثال صغير من السيراميك مرسومة على طراز هان الشرقية لجندي، وهو الآن يفتقد سلاحًا من يده اليمنى.

ميز قانون هان بين ما ينبغي إعتباره جرائم قاتلة (مع الحقد والبصيرة)، والقتل العمد، والقتل عن طريق الخطأ، والقتل عن طريق الصدفة. وعلى الرغم من أن الأب هو رأس الأسرة بلا منازع، إلا أنه لم يُسمح له بتشويه أو قتل أي من أفرادها كعقاب؛ إذا فعل ذلك، فسيتم محاكمته بتهمة الاعتداء الجسدي أو القتل، على التوالي. ومع ذلك، لم تكن جميع جرائم القتل تُعاقب بنفس العقوبة، حيث تم أخذ العلاقة والظروف في الاعتبار في الحكم. على سبيل المثال، يُحكم على الأب بتهمة قتل ابنه بعقوبة أقل شدة بكثير مما لو قتل الابن والده. كان للمرأة حقوق معينة بموجب قانون هان. وكان من المخالف للقانون أن يقوم الأزواج بالإيذاء الجسدي لزوجاتهم. كما يتم رفع قضايا الاغتصاب بشكل شائع في المحكمة ويعاقب عليها قانون الهان. يمكن للنساء توجيه اتهامات ضد الرجال في المحكمة، في حين كان من المقبول عمومًا في فقه هان أن المرأة قادرة على قول الحقيقة في المحكمة.
في بعض الأحيان كان المجرمون يتعرضون للضرب بالعصى للحصول على اعترافات، لكن علماء الهان جادلوا بأن التعذيب لم يكن أفضل وسيلة للحصول على الاعترافات، في حين تم استدعاء مؤتمرات المحكمة إلى جلسات لتحديد عدد الضربات التي يجب توجيهها وحجم العصا التي يجب أن تكون. لعدم التسبب في إصابة دائمة. كان السجن شكلاً من أشكال العقوبة لم يسمع به من قبل في عهد هان. وكانت العقوبات الشائعة هي عقوبة الإعدام بقطع الرأس، أو فترات الأشغال الشاقة القسرية للمدانين، أو النفي، أو الغرامات المالية.
كانت العقوبات التي تعتمد على تشويه الجسم أو الوجه موجودة أيضًا في أوائل هان، وهي مستعارة من الممارسات السابقة في تشين. وشمل ذلك رسم الوجه، وقطع الأنف، والإخصاء، وبتر إحدى القدمين أو كلتيهما، ولكن بحلول عام 167 قبل الميلاد، تم إلغاء هذه الإجراءات لصالح الجلد المطول باستخدام الضرب. تم تنفيذ المزيد من الإصلاحات في السنة الأولى من حكم الإمبراطور جينغ (حكم من 154 إلى 141 قبل الميلاد) مما أدى إلى تقليل عدد الضربات التي يمكن أن يتلقاها السجين من الضرب بالعصا. ابتداءً من عام 195 قبل الميلاد، تم إعفاء الأشخاص الذين تتراوح أعمارهم بين السبعين وما فوق من العقوبات المشوهة. أعفت الإصلاحات الإضافية الأشخاص الذين يبلغون من العمر سبعين عامًا أو أكثر من أساليب الاستجواب القاسية في حالات أخرى غير الاتهامات الباطلة والقتل.
على الرغم من أن العلماء المعاصرين يعرفون بعض الحالات الباقية التي تعامل فيها قانون هان مع التجارة والشؤون الداخلية، إلا أن مجالات التجارة (خارج الاحتكارات) والأسرة كانت لا تزال محكومة إلى حد كبير بالعادات الاجتماعية القديمة. العديد من الطرق التي تمت بها العلاقات الأسرية في عهد هان كانت منصوص عليها بالفعل في الشريعة الكونفوشيوسية القديمة، وخاصة في كتاب الطقوس . أصبح هذا مقبولاً باعتباره الدليل السائد للأخلاقيات والعادات. وفيما يتعلق بالعقود التجارية الخاصة، فهي تتضمن عادة معلومات عن البضائع المنقولة، والمبلغ المدفوع، وأسماء المشتري والبائع، وتاريخ النقل، وتوقيعات الشهود.

## الفنون والحرف اليدوية

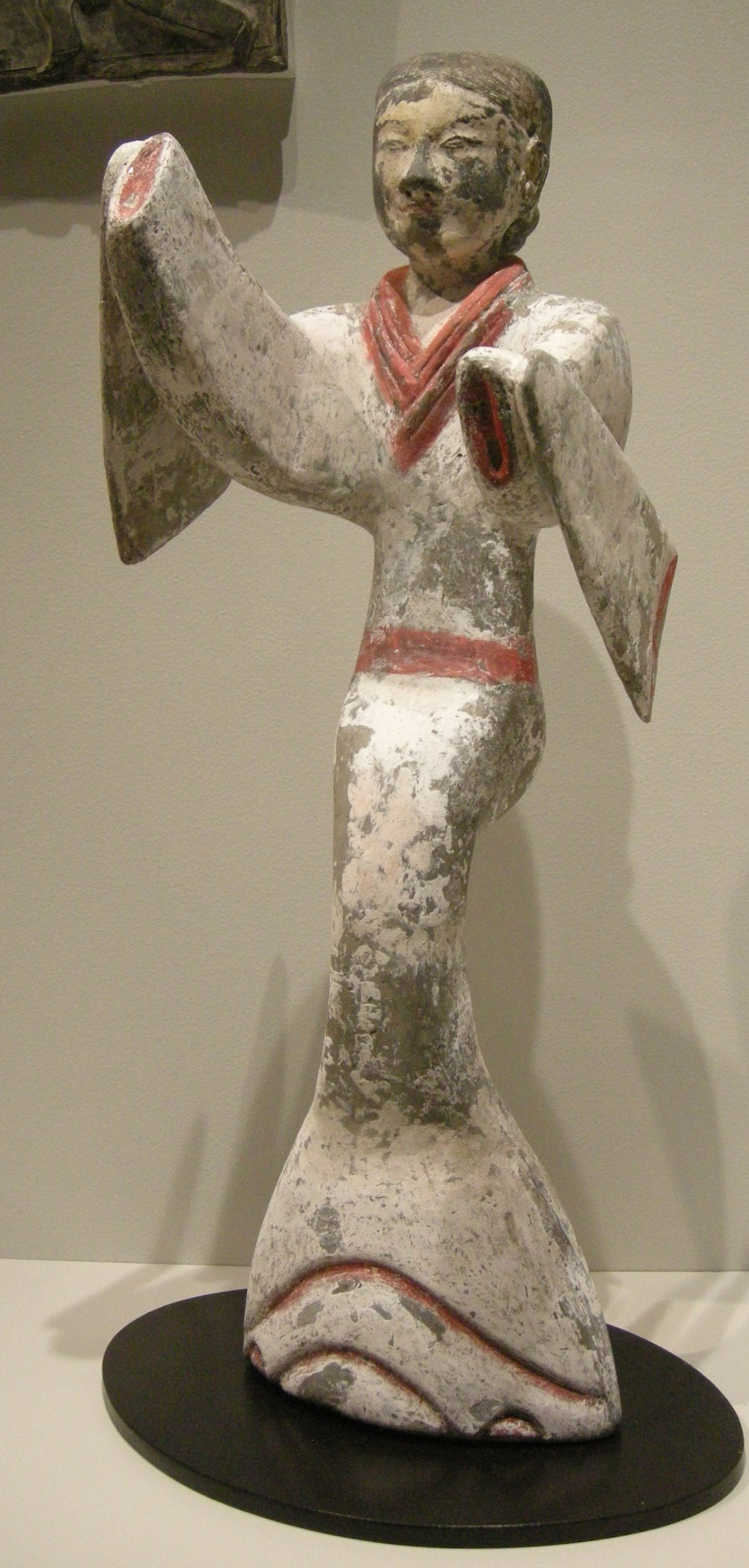
تمثال فخاري مطلي من هان لراقصة تلوح بأكمام حريرية.

تم تصنيف الفنانين على أنهم حرفيين لأنهم عمال غير زراعيين يقومون بتصنيع وتزيين الأشياء. جادل الفيلسوف وانغ فو بأن المجتمع الحضري استغل مساهمات المزارعين المنتجين للغذاء بينما أهدر الرجال الأصحاء في المدن وقتهم (من بين الأنشطة الأخرى المدرجة) في صناعة عربات الجبس المصغرة، والتماثيل الفخارية للكلاب والخيول، والشخصيات البشرية للمغنيين. والممثلين، وألعاب الأطفال. ومع ذلك، خلال فترة هان الشرقية، بدأ بعض المسؤولين العلماء في الانخراط في الحرف اليدوية المخصصة في الأصل للحرفيين، مثل الهندسة الميكانيكية. كلف الإمبراطور لينغ المسؤول كاي يونغ (132-192 م) برسم صور شخصية وإنتاج مديح لخمسة أجيال من عشيرة يانغ البارزة من المسؤولين وضباط الجيش. هذه هي المرة الأولى المسجلة في الصين حيث تم تكليف أحد الباحثين الرسميين بكتابة كلمات التأبين ورسم الصور بالتزامن، بدلاً من الاعتماد على الحرفيين المهرة للقيام بالرسم.
أثثت سلع هان الفاخرة منازل التجار الأثرياء والمسؤولين والنبلاء والملوك. غالبًا ما كانت هذه السلع مزينة بشكل كبير على يد حرفيين ماهرين. وتشمل هذه الخزفيات باللونين الأحمر والأسود بأشكال وأحجام مختلفة، والعناصر البرونزية مثل المرايا المزخرفة البارزة، ومصابيح الزيت على شكل أشكال بشرية، والأواني البرونزية المذهبة، والأواني الخزفية المزججة ذات التصميمات المنقوشة المختلفة، والحلي والمجوهرات المصنوعة. من اليشم والأوبال والعنبر والكوارتز والذهب والفضة.
إلى جانب الزخرفة المنزلية، أدت أعمال هان الفنية أيضًا وظيفة جنائزية مهمة. قام فنانو وحرفيو الهان بتزيين جدران الطوب التي تبطن مقابر المتوفى تحت الأرض بلوحات جدارية ونقوش منحوتة؛ كان الغرض من هذا العمل الفني هو مساعدة المتوفى في السفر خلال رحلة الآخرة. كان ختم التصاميم الفنية على البلاط والطوب أمرًا شائعًا أيضًا. تم وضع تماثيل بشرية عثر عليها في مقابر هان هناك لتؤدي وظائف مختلفة للمتوفى في الحياة الآخرة، مثل الرقص وتشغيل الموسيقى للترفيه، وكذلك تقديم الطعام. النوع الشائع من التماثيل الخزفية الموجودة في مقابر هان هو فنانة ترتدي أكمامًا حريرية طويلة متدفقة تتطاير أثناء الرقص. و كان لديهم في السابق أذرع خشبية أو قماشية تم ربطها بثقوب في الأكتاف بواسطة أوتاد، بالإضافة إلى ملابس مصغرة مصنوعة من مواد قابلة للتلف مثل الحرير.
خلال فترة هان الغربية، كانت السلع الجنائزية عادةً عبارة عن أواني وقطع فنية يستخدمها شاغل القبر عندما كان على قيد الحياة. بواسطة هان الشرقية، كانت السلع والأواني والأعمال الفنية الجديدة الموجودة في المقابر تُصنع عادةً حصريًا للدفن ولم يتم إنتاجها للاستخدام السابق من قبل المتوفى عندما كانوا على قيد الحياة. وتشمل هذه الأبراج الخزفية المصغرة - عادة أبراج مراقبة وأبراج سكنية حضرية - والتي توفر للمؤرخين أدلة حول العمارة الخشبية المفقودة. بالإضافة إلى الأبراج، توجد أيضًا نماذج مصغرة للمطاحن وآبار المياه وحظائر الخنازير ومحلات بيع الحشرات وحقول المزرعة التي تحتوي على خنازير فخارية وكلاب وأغنام ودجاج وبط. على الرغم من أن العديد من العناصر الموضوعة في المقابر كانت من الأدوات والأواني شائعة الاستخدام، إلا أنه كان من المحرمات إحضار الأشياء المخصصة للدفن إلى أماكن المعيشة أو القصر الإمبراطوري. لا يمكن إحضارها إلى أماكن المعيشة إلا بعد الإعلان عنها بشكل صحيح في الاحتفالات الجنائزية، وكانت تُعرف باسم مينغكي؛ الذي يعني "التحف المخيفة" أو "أشياء للموتى" أو "التحف الرائعة".

## الملابس والمطبخ

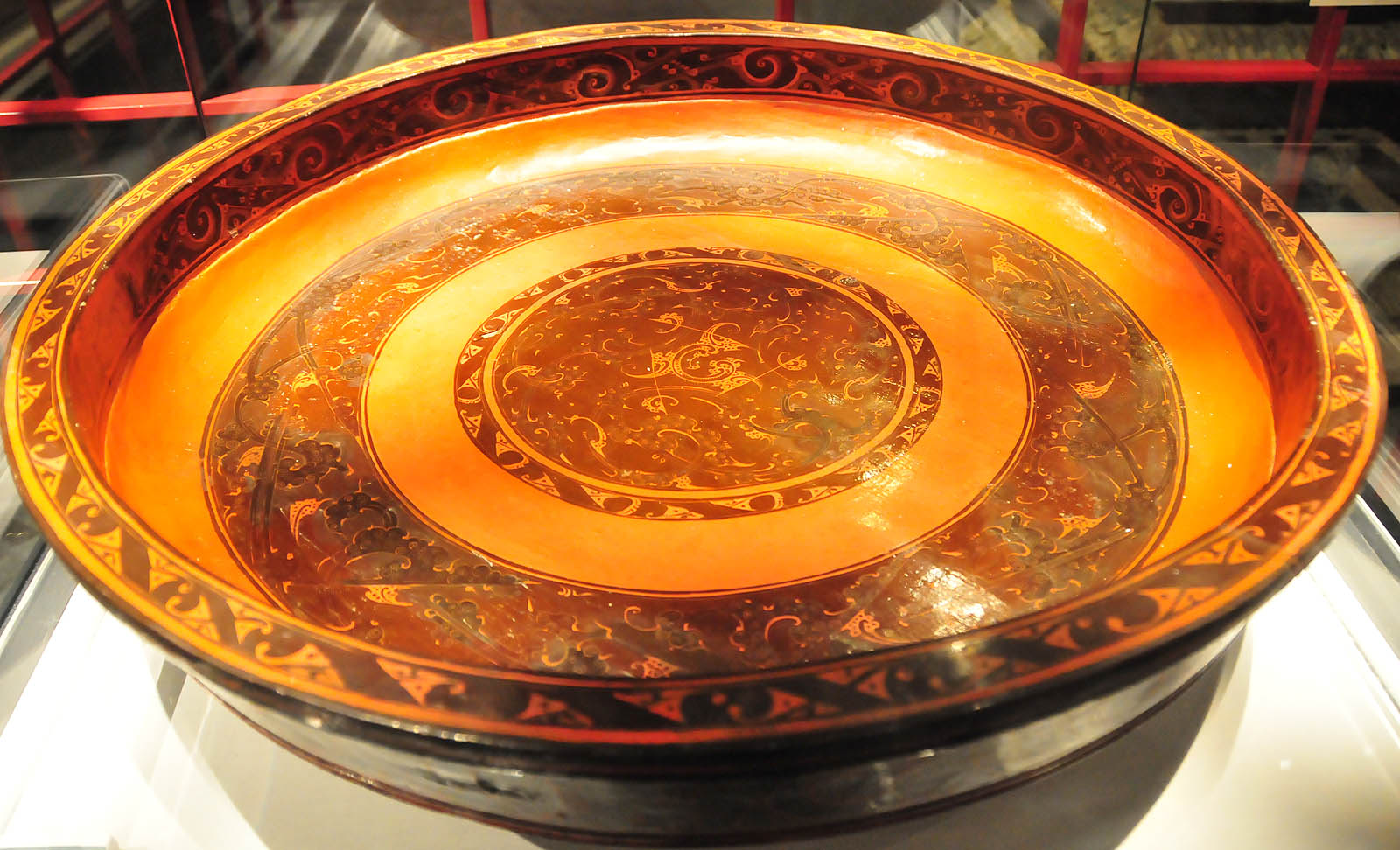
صينية هان باللونين الأحمر والأسود؛ كانت الأواني المطلية بالورنيش من العناصر الفاخرة الشائعة التي تزين طاولات طعام الأغنياء والأثرياء

كانت المواد الغذائية الزراعية الأكثر شيوعًا في عهد هان هي القمح والشعير والأرز والدخن الثعلبي والدخن البروسو والفاصوليا. استهلك أهل هان أيضًا الذرة الرفيعة، ودموع أيوب، والقلقاس، والملوخية، والخردل الأخضر، والبطيخ، والقرع، وبراعم الخيزران، وجذور نباتات اللوتس، والزنجبيل. تضمنت بعض الفواكه التي أكلها الهان الكستناء والعناب والكمثرى والخوخ والبرقوق والبطيخ والمشمش والتوت الأحمر والفراولة. قام الصينيون الهان بتدجين وأكل الدجاج وبط الماندرين والإوز والجمال والأبقار والأغنام والخنازير والكلاب. نوع حيوانات اللعبة التي تم اصطيادها خلال فترة هان متضمنة أرنب، غزال سيكا، حمامة سلحفاة، أوزة، بومة، حجل الخيزران الصيني، العقعق، الدراج الشائع ، والرافعات، بينما تم أخذ الأسماك والسلاحف من الجداول والبحيرات.
كان يتم إستهلاك البيرة (والتي يمكن أن تكون مشروب شعير غير مخمر يحتوي على نسبة منخفضة من الكحول أو مشروب أقوى مخمر بالخميرة) بشكل شائع إلى جانب اللحوم، ولكن لم يتم استهلاكها أبدًا جنبًا إلى جنب مع الحبوب مثل الأرز. ومن جهة أخرى، أُستهلك النبيذ بطريقة منتظمة.

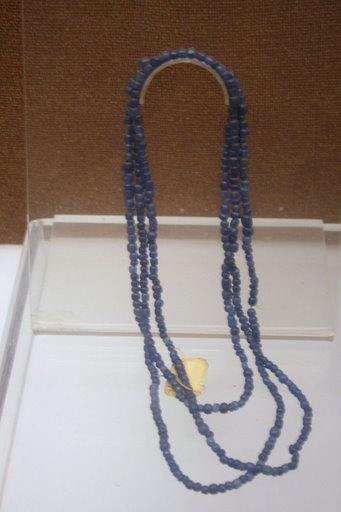
قلادة هان الشرقية مصنوعة من الخرز الزجاجي الأزرق.

لم يحتوي قبر السيدة داي الذي يعود تاريخه إلى القرن الثاني قبل الميلاد على بقايا متحللة من الطعام الفعلي، مثل الأرز والقمح والشعير ونوعين من الدخن وفول الصويا فحسب، بل يحتوي أيضًا على مخزون قبر يحتوي على وصفات حيثُ شمل ذلك يخنة الخضار واللحوم المطبوخة في القدور، والتي تحتوي على مجموعات مثل يخنة لحم البقر والأرز، وحساء لحم الكلاب والكرفس، وحتى يخنة الغزلان والأسماك وبراعم الخيزران. تشمل التوابل المذكورة في الوصفات السكر والعسل وصلصة الصويا والملح. عادةً ما تتطلب الوصفات في هان اللحوم المحشوة بالحبوب والكعك والأغلفة الأخرى.
إستخدم الصينيون في عصر هان عيدان تناول الطعام كأواني لتناول الطعام. لشرب المشروبات، وغالبًا ما استخدم الأثرياء أكوابًا ذات مقابض ذهبية ومطعمة بالفضة.
كان القنب هو المادة الشائعة المستخدمة في صناعة الملابس لطبقة الفقراء، بينما كان الأغنياء قادرين على شراء الملابس الحريرية. تشمل الملابس الحريرية الموجودة في مقابر هان أردية مبطنة وأردية مزدوجة الطبقات وأردية أحادية الطبقة وتنانير أحادية الطبقة وأحذية وجوارب وقفازات. كما ارتدى الأثرياء فراء الثعلب والغرير ، وأعمدة البط البري، والنعال المطعمة بالجلد أو بطانة الحرير؛ يمكن لأولئك الذين يتمتعون بوسائل أكثر تواضعًا ارتداء الصوف وجلود النمس. الحقائب الكبيرة المصنوعة من الخيزران التي عُثر عليها في مقابر هان كانت تحتوي على مجموعة من العناصر الفاخرة، مثل الأقمشة المزخرفة والتطريز وأقمشة الحرير العادي والديباج ونسيج اللينو (أو الشاش)، وكانت جميعها تمتاز بتصاميم وألوان غنية. كان لدى الهان أيضًا أدوات لكي الملابس.

## الدين وعلم الكونيات والميتافيزيقا

### عبادة الأجداد، والآلهة، والحياة الآخرة

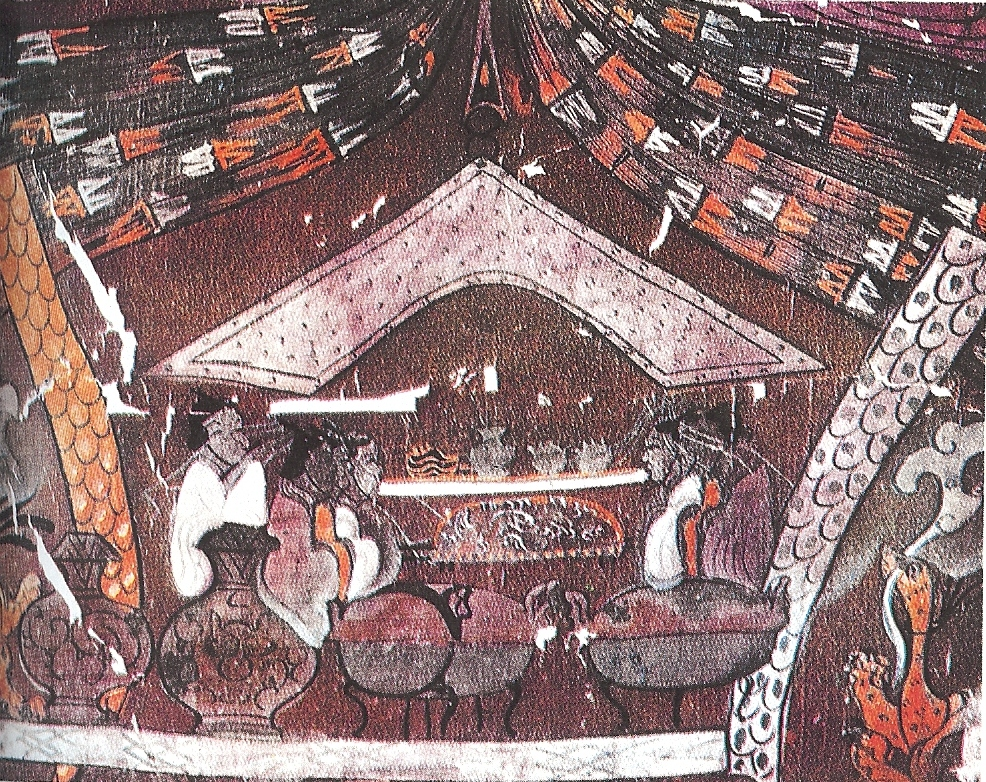
منظر عن قرب لراية حريرية أكبر حجمًا ذات تصميم ملون لقربان للمتوفى، تم التنقيب عنها في موانغدوي في تشانغشا ، مقاطعة هونان ، بتاريخ القرن الثاني قبل الميلاد.

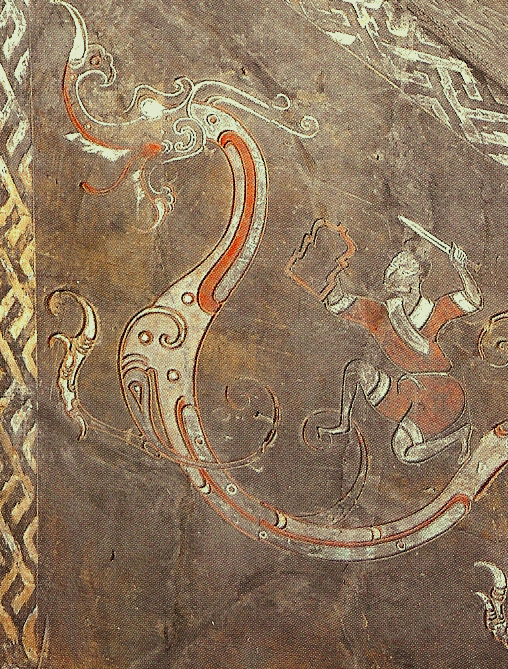
بلاط قبر مطلي بأسلوب هان الغربي يُظهر محاربًا مسلحًا يركب تنينًا ، وهو أحد المخلوقات العديدة في الأساطير الصينية.

في مختلف مناطق الصين الهانية، كانت العائلات تقدم تضحيات طقسية تشمل عادة الحيوانات والمواد الغذائية لعبادة العديد من الآلهة والأرواح، وكذلك لأجدادهم الذين يحترمونهم بشدة. كان يُعتقد أن الأسلاف المتوفين يحتاجون إلى الطعام والشراب في الحياة الآخرة، لذلك كان أفراد الأسرة الأحياء ملزمين بشكل روتيني بتقديم الطعام والنبيذ للأسلاف في ضريح أو معبد عائلي. وكثيراً ما كانت الأسر الثرية التي تستطيع دفن موتاها في مقابر كبيرة تضع المواد الغذائية عند مداخل هذه المجمعات.
في عصر هان، كان الصينيون يؤمنون بوجود جانبين روحيين للشخص، وهما الهون والبو. الهون هو الجزء الروحي الذي يعتقد أنه يسافر إلى جنة الخالدين (شيان)، بينما يبقى البو، وهو الجزء الروحي الآخر، على الأرض في مكان راحته المناسب طالما تتخذ الإجراءات اللازمة لمنعه من التجوال إلى العالم السفلي.
يُزعم أن روح الجسد يمكن أن تستخدم العناصر الموضوعة في قبر المتوفى، مثل الأدوات المنزلية والملابس والطعام والأواني، وحتى المال في شكل نسخ طبق الأصل من الطين. كان من المعتقد أنه يمكن أيضًا لم شمل النفوس الثنائية مؤقتًا في حفل يسمى "استدعاء الهون للعودة إلى بو" ( زاو هون فو بو).
معتقدات الإمبراطورية الهانية في الحياة الآخرة لم تكن موحدة في جميع أنحاء الإمبراطورية وشهدت تغيرات بمرور الوقت. لم يتناول الاختلاف فقط عادات الدفن ووجهات النظر المختلفة حول رحلة الإنسان في الحياة الآخرة، بل حتى الألفاظ المستخدمة، مثل "هون" و "بو" التي تشير إلى الروح والجسد والروح، كان بإمكانها أن تستبدل أحيانًا بالمصطلحات مثل "الشيطان" و "الروح". يُعتقد أن الشياطين، أو غوي ، هي مظاهر جزئية للمتوفى والتي تفتقر إلى طاقتها الحيوية الأساسية ( تشي) والتي كان لا بد من طردها عندما تسببت بشكل ضار في إصابة الأحياء بالمرض؛ ومع ذلك، يمكن أيضًا اعتبار الشيطان "شبحًا" محايدًا. كانت الأرواح، أو شين ، عادةً ما ترتبط بالأرواح الحيوانية التي تجسد أماكن معينة، مثل إيرل النهر الأصفر (هو بو ). إذا تم تقديم التضحيات المناسبة لهذه الأرواح، كان يُعتقد أن ذلك يجلب الحظ السعيد؛ وإذا تم إهمال التضحيات الطقسية، فقد تتسبب الروح في سوء الحظ للأفراد والمجتمعات المحلية.
في منطقة هان الغربية، تتضح النصوص الموجودة في المقابر أن الناس كانوا يحملون نظرة أكثر تعاطفًا تجاه الموتى مما كانت عليه الأمور في هان الشرقية. في هذا السياق، كانت الأرواح تُعتبر عادة أقل تهديدًا على الأحياء. تمت كتابة "رسائل إبلاغ مترو الأنفاق" في هان الغربية بهدف إعلام مسؤولي مترو الأنفاق برغبات المتوفى واحتياجاته من ملابس وأوعية وأدوات. ومع ذلك، فإن "نصوص تهدئة المقابر" التي ظهرت خلال القرن الأول الميلادي كانت بمثابة جوازات سفر للموتى حتى لا تزعج الأحياء أو تشكل خطرًا عليهم. تحتوي مقابر هان الغربية وهان الشرقية على "عقود  " تنص على أن المتوفى يمتلك الأرض التي دفنوا فيها.
وبما أن الإمبراطور قام بدور أعلى كهنة في الأرض، فقد كان ملزمًا بتقديم تضحيات طقسية للسماء، والآلهة العليا، وأرواح الجبال والأنهار. قدم بلاط تشين التضحيات لأربعة آلهة رئيسية وعبدوها، وقد أضاف إليها الإمبراطور غاوزو واحدًا في عام 205 قبل الميلاد ليشكل القوى الخمس. ومع ذلك، ألغى الإمبراطور تشنغ (حكم من 33 إلى 7 قبل الميلاد) عبادة الدولة للقوى الخمس لصالح الاحتفالات المخصصة للسماء والإله الأعلى، الذي كان ملوك أسرة تشو كانوا يعبدونه ويعودون إلى شرعيتهم. كان أحد الأسباب الكامنة وراء هذا التحول في سياسة الدولة هو رغبة الإمبراطور تشنغ في الحصول على رضى السماء المباشر وبالتالي أن ينعم بوريث ذكر. استمرت عبادة المحكمة الحصرية للسماء في جميع أنحاء هان.

### يين يانغ وخمس مراحل
يعتقد الصينيون الهان أن العوالم الثلاثة، السماء، والأرض، والبشرية مرتبطة ارتباطًا وثيقًا وتخضع للدورات الطبيعية؛ إذا استطاع الإنسان أن يفهم هذه الدورات، فسيتمكن من فهم الأسرار الخفية للعوالم الثلاثة. كانت إحدى الدورات هي يين ويانغ ، والتي تتوافق مع الخضوع والصلابة، والظل وضوء الشمس، والمؤنث والمذكر، والقمر والشمس، على التوالي، بينما كان يُعتقد أنها تحكم العوالم الثلاثة وتغيير الفصول.
كانت المراحل الخمس بمثابة دورة مهمة أخرى حيثُ تتعاقب عناصر الخشب (مو 木)، والنار (هو 火)، والأرض (تو 土)، والمعادن (جين 金)، والماء (شوي 水) بعضها البعض في الدوران ويتوافق كل منها مع بعضها البعض. سمات معينة من العوالم الثلاثة. على سبيل المثال، تتناسب مراحل الخمسة مع مجموعات أخرى مؤلفة من خمسة عناصر، مثل الأعضاء الخمسة (الكبد والقلب والطحال والرئتين والكليتين) والأذواق الخمسة (الحامضة والمريرة والحلوة والحارة والمالحة)، وحتى مع مفاهيم أخرى مثل المشاعر، والنوتات الموسيقية، والألوان، والكواكب، والتقاويم، والفترات الزمنية.
كان من المقبول خلال عهد أسرة تشين أن من يهزم منافسيه في المعركة سيكون له الشرعية لحكم الأرض. ومع ذلك، بحلول وقت اغتصاب وانغ مانغ للسلطة، كان يُعتقد بشكل عام أن السماء، التي أُعطيت الآن أهمية أكبر في عبادة الدولة، حددت أي فرد أو منزل وراثي له الحق في الحكم، وهو مفهوم يُعرف باسم ولاية السماء. كتب مايكل لوي (أستاذ متقاعد من جامعة كامبريدج ) أن هذا يتوافق مع المستوى الأعلى تدريجيًا من التركيز الممنوح للعناصر الكونية للمراحل الخمس، والتي ارتبطت بالمصير المستقبلي للسلالة وحمايتها. دونغ تشونغشو أكد بقوة أن أي حاكم يتصرف بشكل غير أخلاقي ويتجاوز السلوك الصوابي، يسهم في إحداث اضطراب في الدورات الطبيعية التي تحكم العوالم الثلاثة. ونتيجة لذلك، يمكن أن تظهر كوارث طبيعية مثل الزلازل والفيضانات والجفاف والأوبئة وأسراب الجراد أصبحت هذه الفكرة مقبولة بالكامل في المحكمة (وفي السلالات اللاحقة)، حيث قام الأباطرة في كثير من الأحيان بتنفيذ إصلاحات على النظام القانوني أو منح العفو لاستعادة توازن الطبيعة.
في بداية فترة حكم أسرة هان، قامت الأسرة بربط سلالتها بعنصر الماء تمامًا كما فعلت الأسرة السابقة لها، وهي أسرة تشين. بحلول عام 104 قبل الميلاد، لمرافقة تثبيت تقويم تايتشو الجديد، انضمت محكمة هان إلى مرحلة الأرض لتحل محل عنصر تشين بشكل شرعي. ومع ذلك، بحلول عام 26 م (بعد وقت قصير من سقوط وانغ مانغ ) قدمت محكمة هان الشرقية الجديدة حجة بأثر رجعي مفادها أن عنصر هان كان دائمًا النار.

### الطاوية والبوذية

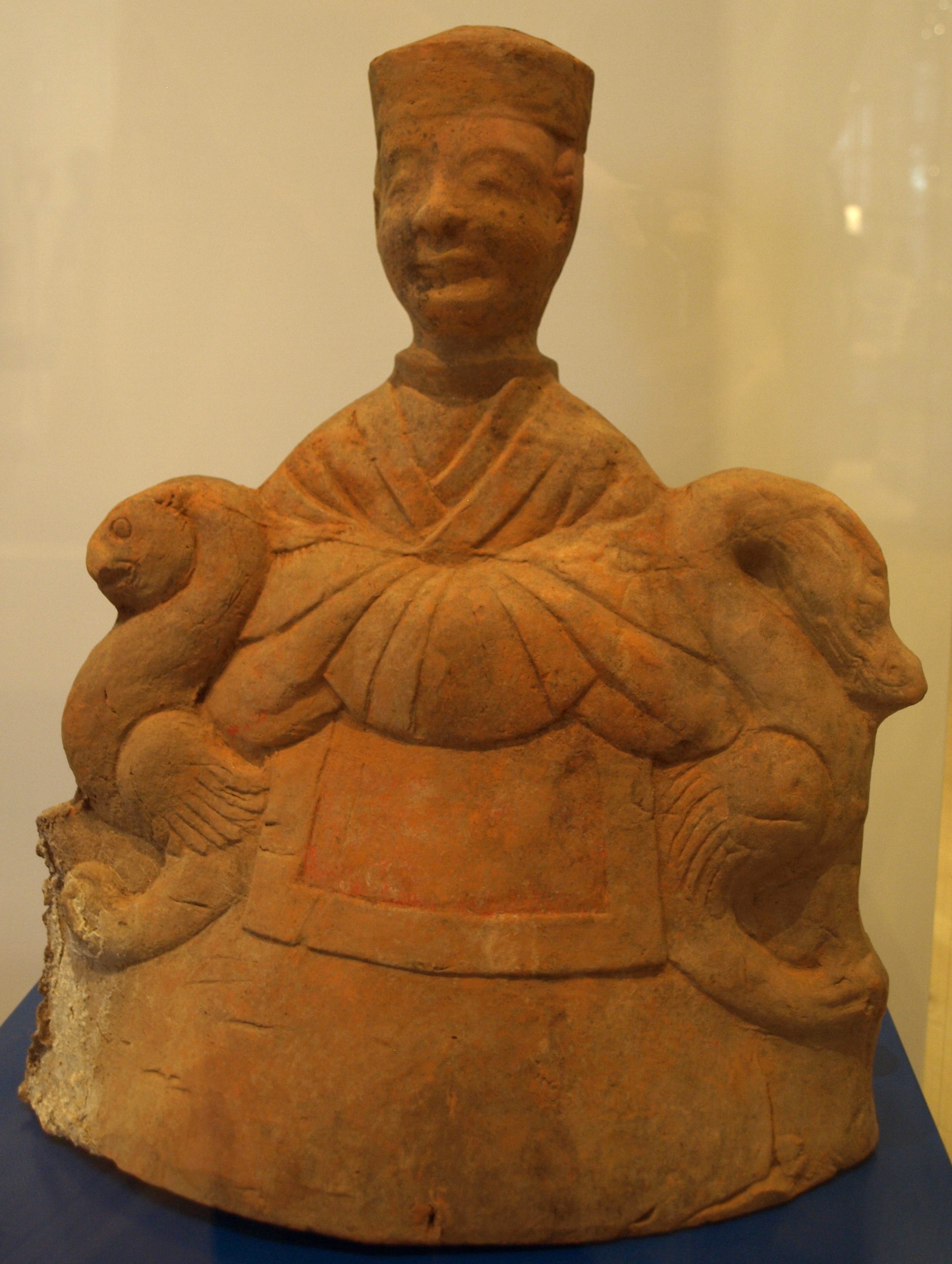
تمثال صغير من الفخار يصور الملكة أم الغرب، القرن الثاني الميلادي، فترة هان الشرقية.

بعد أن طغت أيديولوجيات أخرى تشرح الكون على فكر هوانغ لاو خلال القرن الثاني قبل الميلاد، حل الفيلسوف الحكيم لاوزي محل الإمبراطور الأصفر باعتباره الجد والمنشئ لتعاليم الطاوية. كما كتب وانغ تشونغ في القرن الأول الميلادي، كان الطاويون مهتمين بشكل أساسي بالحصول على الخلود. كتبت فاليري هانسن أن الطاويين في عصر هان تم تنظيمهم في مجموعات صغيرة من الأشخاص الذين اعتقدوا أنه يمكن الحصول على الخلود الفردي من خلال " تمارين التنفس، والتقنيات الجنسية، والجرعات الطبية ". ومع ذلك، كانت هذه هي نفس ممارسات الطاويين الذين اتبعوا الأمير جوانغ زي (القرن الرابع قبل الميلاد) قبل قرون. اعتقد الصينيون في عصر هان أن الملكة أم الغرب تحكم عالمًا جبليًا من مخلوقات خالدة شبه بشرية تمتلك إكسير الخلود الذي يمكن للإنسان استخدامه لإطالة حياته.
بالإضافة إلى جبل الملكة الأم في الغرب، كان جبل بنغلاي في الشرق مكانًا أسطوريًا آخر، وكان الصينيون في عصر هان يعتقدون أنه مكان يمكن للإنسان أن يحقق فيه الخلود. ذكر وانغ تشونغ أن الطاويين، الذين ينظمون أنفسهم في مجموعات صغيرة من النساك ولا يظهرون اهتمامًا كبيرًا بالشؤون العلمانية، يعتقدون أنهم يمكنهم محاولة الطيران إلى أراضي الخالدين وأن يصبحوا رجالًا أنقياء غير متغلبين. الانتقاد الذي وجهه لمجموعات مثل هذه هو ما جعله أكثر شهرة في قرنه عندما وصف معتقدات الطاوية. ومع ذلك، حدث تحول كبير في المعتقدات الطاوية في القرن الثاني الميلادي، عندما تشكلت مجتمعات دينية هرمية كبيرة ونظرت إلى لاوزي باعتباره إلهًا ونبيًا سيبشر بالخلاص لأتباعه.
أول ذكر للبوذية في الصين حدث في عام 65 م. كان هذا فيما يتعلق بـ ليو ينغ (ت. 71 م)، الأخ غير الشقيق للإمبراطور مينغ، الذي يُزعم أنه كان يشيد ببوذا . في هذه المرحلة، ربط الصينيون البوذية ارتباطًا وثيقًا بطاوية هوانغ لاو. قام الإمبراطور مينغ أيضًا ببناء أول معبد بوذي معروف في الصين، وهو معبد الحصان الأبيض في لويانغ . يُزعم أنه تم بناؤه تكريماً للرهبان الأجانب جياشيموتينج، وتشو فالان.
أكدت الأسطورة الشعبية أن هؤلاء الرهبان كانوا أول من قاموا بترجمة سوترا الاثنين والأربعين فصلاً إلى الصينية. وعلى الرغم من ذلك، فإنه معروف الآن أن هذا العمل لم يتم ترجمته إلى الصينية حتى القرن الثاني الميلادي. جاء الراهب البارثي آن شيجاو من الإمبراطورية البارثية إلى الصين الهانية في عام 148 م. قام بترجمة الأعمال البوذية عن الهينايانا إلى الصينية، بالإضافة إلى أعمال عن اليوغا التي ربطها الصينيون في عصر هان بالتمارين الطاوية. راهب أجنبي آخر، لوكاكسيما من عصر كوشان غاندارا، الهند، سافر وأقام في الصين الهانية من حوالي 178 إلى 198 م. قام بترجمة كمال الحكمة، وشورانغاما سوترا، وبراتيوتبانا سوترا، وقدم للصين مفاهيم أكشوبيا بوذا، وأميتابها بوذا، وتعاليم مانجوسري.

### الجمعيات الدينية والحركات المتمردة

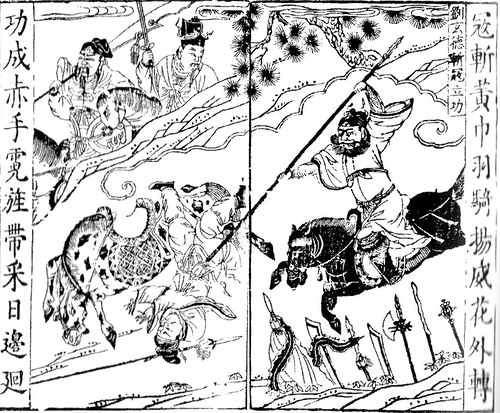
رسم توضيحي من عهد أسرة تشينغ لليو باي ، وغوان يو ، وتشانغ فاي أثناء تمرد العمامة الصفراء عام 184 م.

تأسست الجمعية الدينية الداوية لمكاييل الأرز الخمسة على يد تشانغ داولينغ في عام 142 م. نشأ تشانغ فيما يعرف الآن بجيانغسو حيث درس المعتقدات الطاوية في الخلود. انتقل إلى ما يعرف الآن بمقاطعة سيتشوان وادعى أنه حصل على وحي حيث عينه لاوزي المؤله ممثلًا أرضيًا له ومعلمًا سماويًا. انتشرت الحركة بسرعة، خاصة في عهد أبناء تشانغ، تشانغ هنغ وتشانغ لو. بدلاً من المال، طُلب من أتباعه المساهمة بخمس مكاييل من الأرز للمجتمع الديني وحظروا عبادة الآلهة "غير النظيفة" التي تقبل قرابين اللحوم. كان يُطلق على الأعضاء المبتدئين في المجموعة اسم "الإراقة"، وهو لقب مرتبط بكبار القرية الذين تناولوا أول مشروب في الأعياد. وقيل للعلمانيين إنهم إذا أطاعوا قواعد المجتمع الديني، فسوف يكافأون بصحة جيدة. وهكذا كان يُنظر إلى المرض على أنه نتيجة لانتهاك القواعد الدينية وارتكاب الخطايا الشخصية، الأمر الذي يتطلب الاعتراف للمراقين المكلفين بالإشراف على شفاء الخطاة. بدأ تشانغ لو، الخليفة الثاني لتشانغ داولينغ، تمردًا في عام 184 م، مما سمح له بالسيطرة الكاملة على إدارتي با وهانزونغ (التي تقع اليوم في مناطق سيتشوان وجنوب شانشي) لمدة ثلاثة عقود. حتى أنه صمم "بيوته الخيرية" على غرار محطات بريد هان، إلا أن مؤسساته قدمت الحبوب واللحوم لأتباعه.
كما حدث تمرد العمامة الصفراء واسع النطاق أيضًا في عام 184 م، وادعى قادته أنهم مقدرون لتحقيق عصر طوباوي من السلام. اعتقدت العمائم الصفراء في وديان هواي والنهر الأصفر أيضًا أن المرض كان علامة على ارتكاب خطأ يستلزم الاعتراف لقادة الكنيسة والمعالجين بالإيمان. ومع ذلك، فإن العمائم الصفراء عادة ما تستخدم الماء المقدس كعلاج للمرض؛ إذا لم يشفي هذا المرضى، فإن خطايا هذا الأخير تعتبر أكبر من أن يتم تبريرها. نظرًا لأن عام 184 م كان العام الأول (والميمون جدًا) للدورة الستينية الجديدة، فقد اختار القائد الأعلى للعمامة الصفراء تشانغ جوي (الذي توفي في عام 184 م) الشهر الثالث من ذلك العام باعتباره الوقت المناسب للتمرد؛ عندما تم تسريب هذا إلى محكمة هان، اضطر تشانغ لبدء التمرد قبل الأوان. على الرغم من أن العمائم الصفراء كانوا قادرين على حشد مئات الآلاف من القوات، إلا أنه تم التغلب عليهم من خلال القوة المشتركة للقوات الإمبراطورية والجنرالات المستقلين.